# Penne (Italia)
Penne è un comune italiano di 11 001 abitanti della provincia di Pescara in Abruzzo. Dal 2012 fa parte dell'associazione I borghi più belli d'Italia. Di origini pre-romane, sorge in una zona la cui frequentazione da parte dell'uomo risale almeno al Neolitico medio e fu l'antica capitale della popolazione italica dei Vestini.
Il comune è situato a uguale distanza tra il mare Adriatico e il Gran Sasso d'Italia, presentandosi come porta di accesso al Parco Nazionale del Gran Sasso e Monti della Laga attraverso la Riserva naturale controllata Lago di Penne. La cittadina è inoltre il centro principale dell'area Vestina. L'utilizzo del mattone, presente in tutti gli edifici e nei resti di alcune pavimentazioni, ha portato al soprannome di “città del mattone”. Nel 2006 è stata conferito alla cittadina il riconoscimento della medaglia d'argento al merito civile per le distruzioni subite durante la Seconda guerra mondiale.

## Geografia fisica

### Territorio

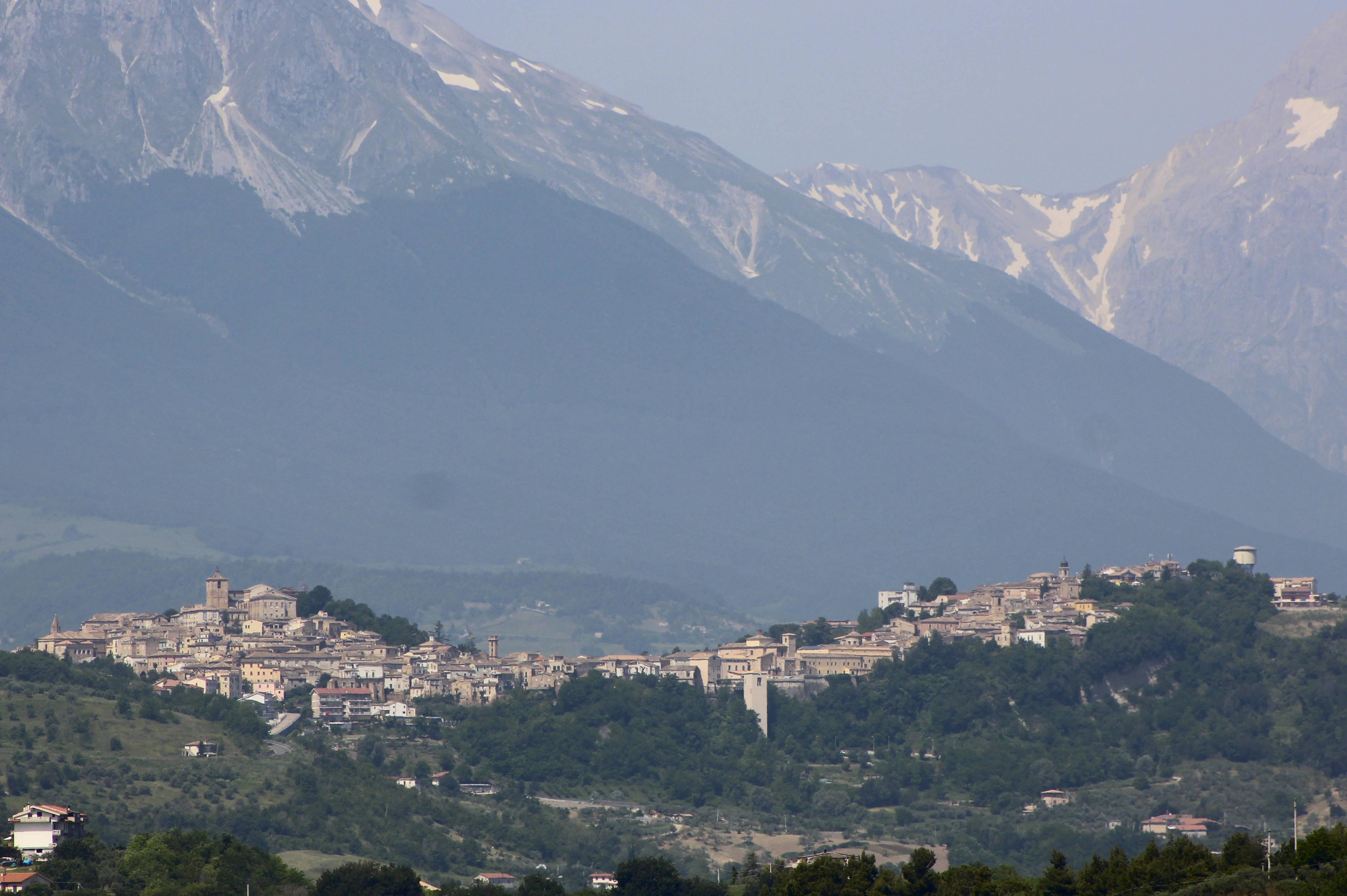
Veduta di Penne e il Gran Sasso

Cittadina dell'Abruzzo adriatico, Penne sorge in posizione collinare fra le valli dei fiumi Tavo e Fino. Il suo territorio si estende su una superficie di 91,2 km², che lo rendono il tredicesimo comune abruzzese per estensione territoriale.

### Clima
Il clima di Penne beneficia degli influssi di origine marina (distanza dal mare Adriatico di circa 20 km), ma al contempo risente dell'influenza del Gran Sasso. In base alla media trentennale di riferimento 1961-1990, la temperatura media del mese più freddo, gennaio, si attesta a +5,6 °C con le minime di 2-3 °C e le massime di 9-11 °C; quella del mese più caldo, agosto, è di +24,7 °C ove la minima si aggira sui 19 °C, mentre la massima sui 30 °C. Le temperature medie non sono quindi né eccessivamente elevate, né troppo rigide, e le escursioni termiche annue sono comunque modeste (inferiori ai 21 °C) come solo in alcune località abruzzesi della costa. Tuttavia in inverno la neve può cadere abbondante e le gelate possono essere frequenti soprattutto durante le irruzioni di aria fredda dai Balcani o dall'Europa settentrionale.
Durante le ondate di freddo più intense le minime estreme possono arrivare fino ai -10 °C. I minimi pluviometrici si osservano durante i mesi di luglio (53 mm) e agosto mentre i massimi si concentrano durante i mesi di ottobre, novembre (90 mm circa) e dicembre. L'altitudine di 438 m s.l.m. determina precipitazioni più abbondanti (845 mm) di quelle rilevate in altre aree dell'Abruzzo adriatico-collinare (sui 600–700 mm annui). Sono quindi evidenti le influenze mediterranee sul clima di Penne, che mitigano i rigori invernali e la calura estiva. Tuttavia dal punto di vista pluviometrico Penne si colloca nella linea di confine tra un clima di tipo clima subtropicale umido e di tipo mediterraneo. Durante i mesi estivi le precipitazioni sono comunque rare e prevalentemente a carattere temporalesco.

## Storia

### Epoca preromana dei Vestini

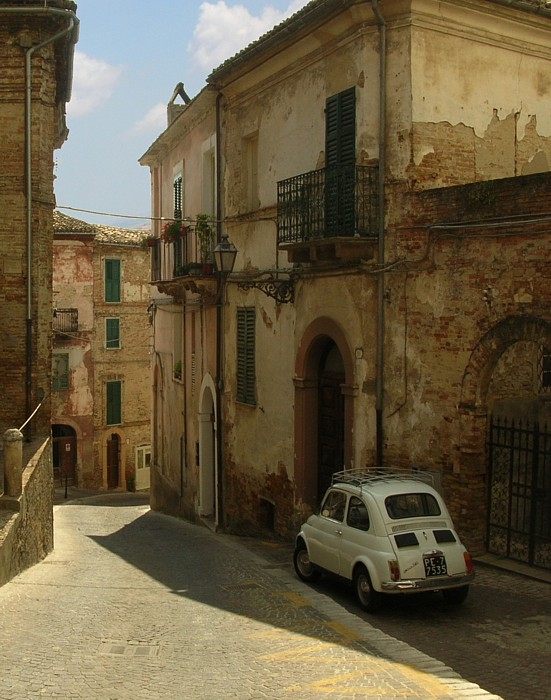
Scorcio di Penne.

Penne sorge in una zona la cui frequentazione da parte dell'uomo risale almeno al Neolitico Medio come documentato da diverse scoperte archeologiche. Antica capitale della popolazione italica dei Vestini, deve il suo toponimo al termine "pinna", inteso in senso di sommità, altura. La struttura urbana, infatti, si articola su quattro colli: Colle Sacro, Colle Romano, Colle Castello e Colle Cappuccio. Essi sono rappresentati sullo stemma comunale da altrettante torri sovrastate a destra e, a sinistra, da due ali.
L'impianto cittadino attuale è caratterizzato, soprattutto, dall'impronta edilizia del periodo medioevale, con strade strette, vicoli e case contraddistinti dall'uso del mattone a vista.
Il toponimo antico Pinna (in epoca romana Pinna Vistinorum) deriva dal latino "pinnus", ossia acuto, appuntito, poiché il primo villaggio italico fu costruito con funzioni difensive sopra un'altura aguzza. Molti villaggi italici avevano questo toponimo, e così anche il toponimo attuale di alcuni comuni abruzzesi ha il prefisso "penna", come Penna Sant'Andrea e Pennadomo. Dai ritrovamenti, si sa che un primo villaggio esisteva nell'età del ferro, ma la cittadina vestina fu edificata nel VI secolo a.C. circa. Nel 325 a.C. insieme con i Sanniti, i Vestini combatterono contro Roma: mentre i Transalpini mantennero fino alla conquista definitiva una forma di governo basata ancora sulle leggi italiche, i Cisalpini vennero assorbiti dal sistema legislativo romano.

### Epoca romana

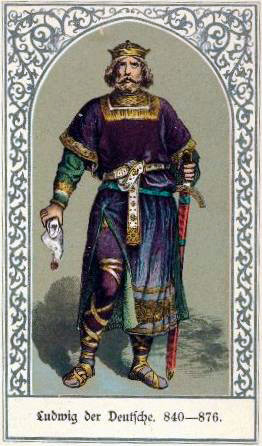
Ludovico II il Germanico, che patrocinò la fondazione dell'abbazia di San Clemente a Casauria.

Conosciuta nell'antichità come Pinna, trova testimonianze storiche nei testi di Silio Italico, Plinio, Tolomeo, Vitruvio, Valerio Massimo, Frontino e Paolo Diacono. Durante la guerra civile fu distrutta da Silla. Penne infatti aveva aderito alla Lega Italica che si formò a Corfinium durante la Guerra sociale (91-87 a.C.). Lo storico tardo Valerio Massimo, a proposito di questa guerra, parla dell'assedio compiuto dal console Catone Uticense, e del coraggio del ragazzo vestino Pultone, il quale fu minacciato, insieme con altri giovani a difesa delle mura, dai Romani di abbandonare la città, altrimenti i prigionieri pennesi, tra i quali il padre del ragazzo, sarebbero stati giustiziati.
Pultone riuscì a ritardare l'assedio e a salvare anche il padre con uno stratagemma, e la leggenda all'epoca era molto nota, poiché Valerio Massimo reinterpretò una versione già descritta dallo storico Diodoro Siculo. Sempre durante l'epoca del dominio romano fu visitata da Tito Livio per informazioni da aggiungere nella sua opera storiografica, e viene descritta dai successivi geografia nella "Regio Picena", a confine con la "Regio del Sannio", a nord del fiume Pescara, all'ora chiamato "Aterno", che aveva lo sbocco presso il villaggio di Ostia Aterni, oggi Pescara. Era tra le città più importanti di questa parte di Abruzzo, insieme con Castrum Novum (Giulianova), Atri (Hadria), Teate (Chieti) e Ortona.
Al livello urbanistico Penne non venne ampliata come i grandi centri attigui di Hadria o Teate Marrucinorum, ma durante il governo di Augusto furono restaurati i templi maggiori di Vesta, Cerere, Venere e Giunone. Durante il governo di Caracalla venne realizzata la fontana dell'Acqua Ventina, ancora oggi funzionante.
L'opera di evangelizzazione a Penne avvenne con la figura semi-mitica di San Patras, il primo vescovo della diocesi, uno dei 72 discepoli di Gesù, mandato negli Abruzzi da San Pietro, insieme con San Marco, che evangelizzò la Marsica, dato il collegamento viario da Roma all'Adriatico mediante la Claudia-Valeria e la Salaria. Sempre secondo le ricerche storiche e le varie leggende, l'arrivo di San Patras a Penne avvenne nel 49 d.C. circa, sotto l'impero di Claudio, quando ci fu da Roma la cacciata degli ebrei. Nel III secolo un'altra importante figure religiosa entrò nella storia della città: San Massimo d'Aveia, piccola località alle porte di Amiternum (odierna L'Aquila, di cui è compatrono).
Il santo, durante le persecuzioni dell'imperatore Decio (249-251 d.C.), venne arrestato e portato davanti al prefetto di Aveia, che provò in tutti i modi a fargli rinnegare la fede cristiana, infine condannandolo a morte, facendolo gettare dal punto più alto di Penne, nella località "Torre del Tempio", dove oggi sorge il Duomo. Dopo le vicende dei primi anni dell'Impero, non si hanno molte notizie al livello politico di Penne, se non che nell'epoca di Diocleziano (IV secolo d.C.) i suoi confini vennero estesi sino al fiume Pescara, e fece parte della "Regione Picena". Dopo la disgregazione dell'impero d'Occidente la città subì gli attacchi dei Vandali e dei Goti.

### Epoca medievale

#### Penne "Città Ducale della Diocesi"

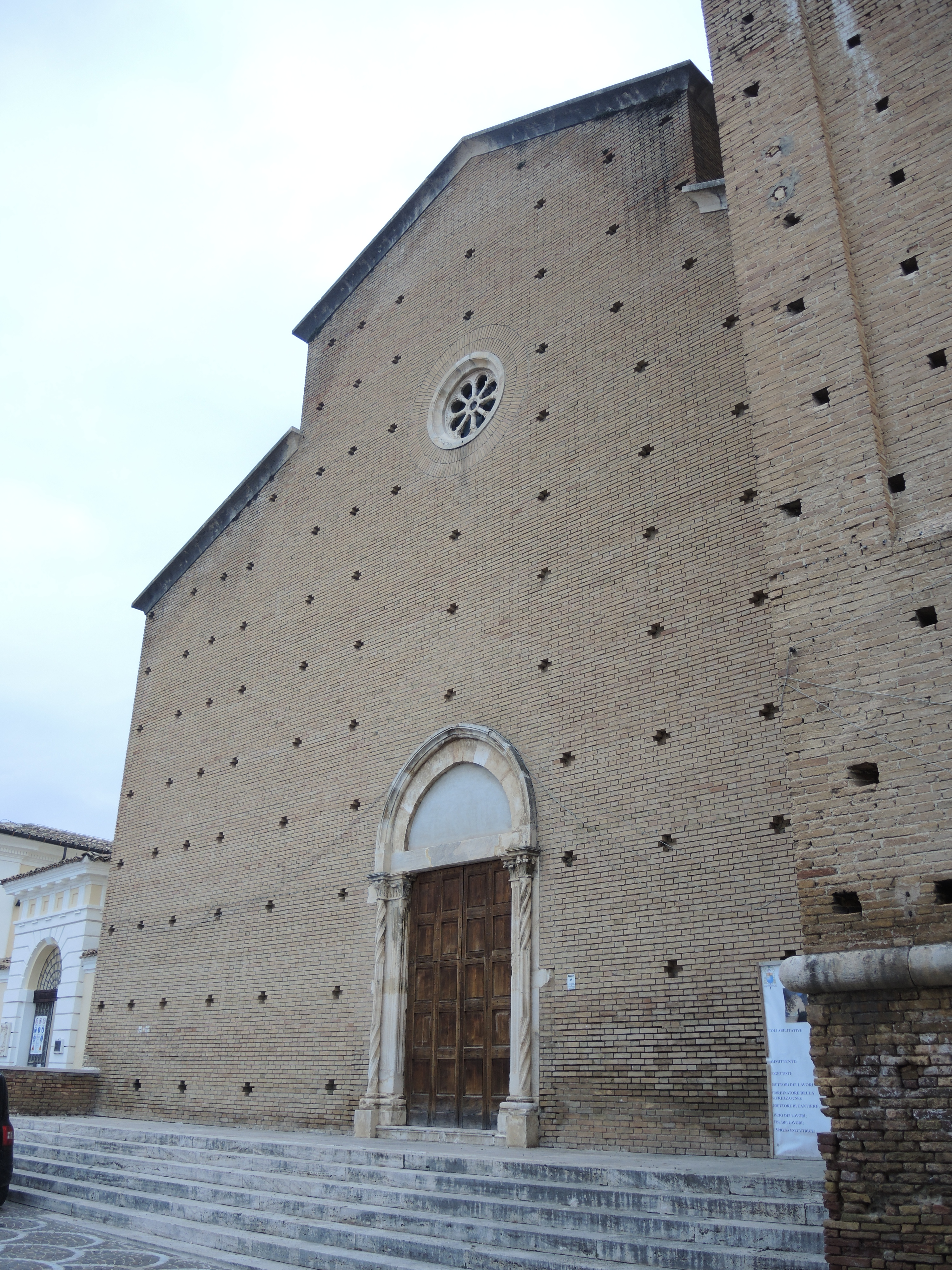
Facciata del Duomo di Penne, nel restauro post-bellico in stile pseudo-romanico.

Carlo Magno la dichiarò capitale della provincia nel 773, e l'assoggettò al potere del Vescovo. Dal VI secolo all'812 Penne fu un gastaldato dei Longobardi, appartenuta al Ducato di Spoleto, e successivamente per benefici della diocesi rimase in una sacca territoriale semi-indipendente, fino alla dominazione sveva. In questo periodo si alternano dispute per il governo della città, poiché l'Abbazia di San Clemente a Casauria ne rivendicò il possesso nell'874, patrocinato da Ludovico II il Giovane, che nel frattempo fondò il villaggio di Alanno presso l'Abbazia di Picciano. Ruggero II la dichiarò città reale nel 1127. Importante fu l'influenza della diocesi con la Cattedrale di San Massimo, che detenne il potere sul circondario. Fu in rivalità con la Badia di Santa Maria Assunta in Picciano per molti secoli, fino al 1500. Federico II provvide alla fortificazione di quattro castelli che circondavano il borgo: il Torrione normanno di Porta San Francesco, e le costruzioni su Cappuccino, Castello, Colleromano e Roccabruna.
La Cattedrale, dedicata a Santa Maria degli Angeli, fu fondata sopra il tempio della dea Vesta, il più sacro dei santuari della città, insieme con l'episcopio, nel IV secolo circa. La Cattedrale disponeva di un "Tabularium" che dal IX al XV secolo aveva raccolto molti documenti, dispersi in parte nei secoli successivi, e trascritti fortunosamente con l'avvio degli studi filologici nel XVI secolo da parte di Nicola Giovanni Salconio, del Trasmondi e di Niccolò Toppi di Chieti. Da questi si apprende la leggenda della fondazione della diocesi da parte di San Patras, della controversia con l'abbazia di San Quirico nel 1183 (bolla del papa Lucio III) per il possesso di alcune chiese, come Santa Maria di Ronzano e San Giovanni d'Isola del Gran Sasso. Il documento più antico della diocesi è un atto dell'imperatore Ottone I (4 maggio 968) nel quale vengono confermati al vescovo Giovanni l'investitura, il beneficio che gli permetteva di esercitare il potere sulla città, e l'immunità fiscale. Altri diplomi riguardano gli imperatori Carlo Magno e Lotario II riguardo alla divisione territoriale dei monasteri di San Clemente a Casauria e di Santa Maria di Picciano.
Il prestigio della diocesi pennese si accrebbe con la traslazione dei resti di San Massimo dalla vecchia cattedrale di Forcona (L'Aquila) a Penne, da parte del vescovo Giraldo nell'868, la fondazione dell'abbazia di San Bartolomeo a Carpineto della Nora per volere di Giovanni (962) e finanziata dal conte Bernardo di Liundo, il restauro di Santa Maria Assunta di Picciano nel 1049, Santa Maria di Civitella Casanova nel 1190 con il vescovo Ottone.
Dopo la conquista dei Franchi della "Langobardia", i gastaldati, grazie anche alla fondazione della Contea dei Marsi con sede amministrativa Celano, divisi nelle sedi di Rieti, Amiternum, Forcona, Marsica, Valva, Penne e Chieti vennero ripartiti nel 926, nel governo della fascia centrale-orientale di Penne al governo diretto di quest'ultima, insieme con Chieti e Teramo, quando l'imperatore Ottone affidò il comando della zona dell'Abruzzo Citeriore ad Attone I degli Attonidi di Chieti. Gli Attonidi, famiglia molto influente, in ottimi rapporti con i Conti dei Marsi, che avevano in potere l'altra metà dell'Abruzzo occidentale, rimasero al governo di Chieti e dintorni fino all'arrivo dei Normanni, e i loro domini confinavano con la Contea di Manoppello.
Con questi ultimi Penne venne fortificata ex novo, con l'erezione di nuove mura con porte di accesso, torri di avvistamento, delle quali resta il torrione di Porta San Francesco, e un fortino militare sul colle più alto, detto Colle Castello, oggi distrutto.

#### Gli Svevi e L'Ordine di Malta
Nei primi anni del Duecento, Penne entrò nell'orbita espansiva di Federico II di Svevia, il quale l'annetté al neocostituito "Giustizierato d'Abruzzo" nel 1233, con capitale Sulmona. Il Giustizierato accorpava i territori della Regione Picena fino ai confini con Ascoli Piceno a nord, includendo Civitella del Tronto, Teramo, a ovest l'ex area sabina di Amiternum, dove proprio in quegli anni veniva fondata la nuova città di Aquila (1254), la Marsica, e infine a sud del Pescara il territorio marrucino-frentano di Chieti, Vasto e Lanciano. Penne, a seguito della divisione in due tronconi di Carlo d'Angiò cinquant'anni dopo la costituzione del giustizierato, entrerà a fare parte dell'Abruzzo Ulteriore, ossia a nord del fiume Pescara, usato come linea di confine con il Citeriore di Chieti.
Prima di questi avvenimenti, a Penne accadde un fatto singolare, nel 1216. Su invito di Federico II, il quale non riusciva a sedare le lotte delle famiglie più influenti della città, con a capo i Castiglione, Francesco d'Assisi arrivò in città facendo conciliare le due fazioni, e invitandone le famiglie a devolvere il loro denaro in realizzazione di conventi con a capo i membri dell'Ordine Francescano. Oggi il monastero di San Francesco a Penne esiste ancora, insieme con quello delle Clarisse di Chiara d'Assisi, e una delle porte della città, qualche secolo più avanti, gli verrà intitolata in memoria dell'avvenimento. Nel 1219 un regesto di Federico II concesse privilegi al vescovo Gualtiero, ossia una conferma imperiale di tutti i privilegi che la diocesi già aveva ottenuto da Carlo Magno in poi, dunque anche il possesso della città da parte del Vescovo, insieme con i feudi di San Giovanni di Cipresso, Cese, Villa Paterno, Casale, i castelli di Collalto e Pluviano, e le chiese di Santa Maria di Picciano, San Pietro di Loreto Aprutino, Santa Maria di Moscufo, Santa Maria Maggiore di Pianella, e la Basilica Cattedrale di Atri. I Castiglione erano in guerra per il potere della città, e per il possesso di feudi a confine con Castel Castagna, nella località di Valle Siciliana, presso Santa Maria di Ronzano. Nel 1230 venne firmata una seconda pace tra la diocesi di Penne e il papato romano, detta "pace di San Germano", benché nel campo politico in città presto scoppiarono nuove faide tra famiglie nobili, stavolta per i due partiti dei guelfi e dei ghibellini. Nella lotta intestina a farne le spese più gravose fu la vicina Città Sant'Angelo, con varie case distrutte, a causa dell'intervento diretto di Federico II.
Per quanto concerne la storia religiosa nel Medioevo, dopo le vicende di San Massimo, a Penne si installò un ramo dei Cavalieri dell'Ordine di Malta, con sede nel monastero di San Giovanni Battista. L'Ordine risale al 1048 quando venne fondato dal Beato Gerardo, che fece costruire a Gerusalemme un convento con ospedale per assistere i pellegrini che si recavano in Terra santa. Con la bolla papale del papa Pasquale II del 1113 l'ordine ebbe il potere di eleggere i propri capi, divenendo dunque esente dalla Chiesa romana. La chiesa di San Giovanni Battista dei Gerosolimitani fu fondata sì dai cavalieri, ma data in affidamento a delle monache donne, unico caso in Abruzzo, poiché nei siti di Chieti e Vasto per esempio la gestione era maschile. Le Gerosolimitane arrivarono a Penne nel 1200 circa, fondando il convento fuori dalla cinta muraria, per volere dei Trasmundi. Il monastero fu danneggiato dalla guerra di Jacopo Caldora nel 1436, e così le Gerosolimitane fondarono un nuovo convento dentro la città, per offrire assistenza ai derelitti. Nel 1523 le Gerosolimitane ottennero da Giuliano De Rodolphis, Gran Priore dell'Ordine di Malta, il permesso dell'edificazione, adiacente alla chiesa dell'Annunziata; l'edificio fu progettato da Giovan Battista Gianni e risultò uno dei complessi monastici più influenti e importanti della provincia, venendo completato nel 1701. Negli anni successivi il monastero andò in decadenza, e fu soppresso, divenendo sede dell'Istituto d'Arte, e poi sede distaccata del Tribunale di Pescara.
In epoca angioina la città dette i natali al giurista Luca da Penne, che studiò legge a Napoli, e commentò il "Codice Giustinianeo", e intrattenne rapporti di amicizia anche con Francesco Petrarca.

#### La guerra degli Angioini e Aragonesi

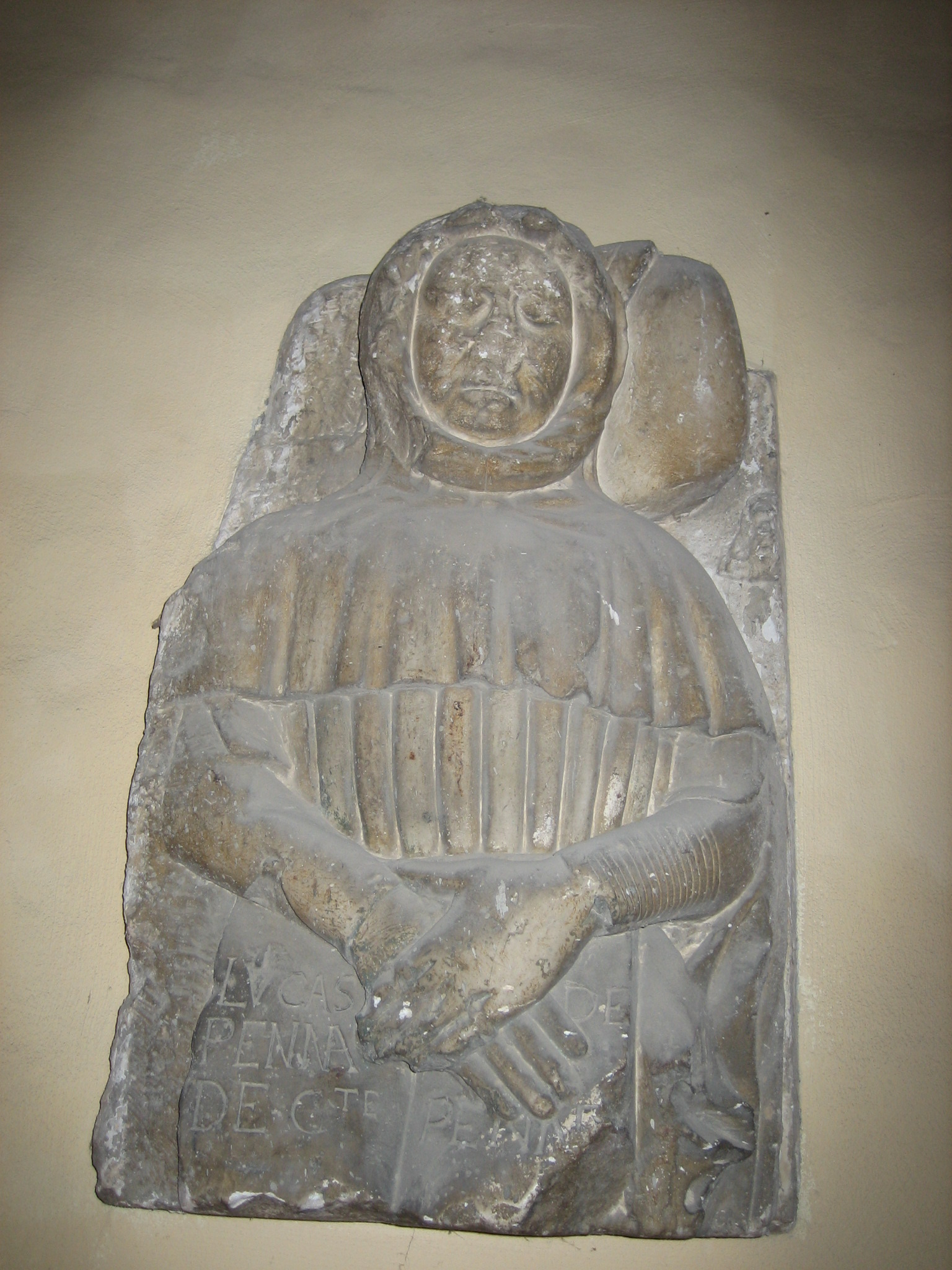
Pietra tombale del giurista Luca da Penne

Penne fu suo malgrado coinvolta nella sanguinosa guerra di successione del trono di Napoli, che vedeva scontrarsi il partito di Alfonso V d'Aragona contro la regina Giovanna II di Napoli. In Abruzzo esistevano le famiglie rappresentanti delle varie città che parteggiavano per gli uni e per gli altri. Penne si dichiarò neutrale, non subendo per esempio varie ritorsioni, come i saccheggi che il mercenario Braccio da Montone, al servizio di Alfonso, contro gli Angioini di L'Aquila, per cui rase al suolo i vari "castelli" che fondarono la città nel 1254, e cingendo d'assedio la città stessa nel 1424. Penne in questi fatti si trovò coinvolta nel marzo-aprile del 1436, quando il capitano di ventura Jacopo Caldora, che liberò L'Aquila da Braccio, governava gran parte degli Abruzzi, nella fascia sud-orientale. In questo anno ci furono sommosse popolari, fagocitate dai nobili scontenti, contro il nuovo governo aragonese, non solo a Penne, ma anche a Caramanico Terme, Popoli e Sulmona, rivolte represse con il sangue e con l'assedio da Jacopo Caldora, a capo degli Aquilani che saccheggiò la zona del "Borgo Nuovo". Tuttavia, nonostante la ferita, Penne seppe risollevarsi molto velocemente.

### Epoca Moderna: da Margherita d'Austria agli Aliprandi

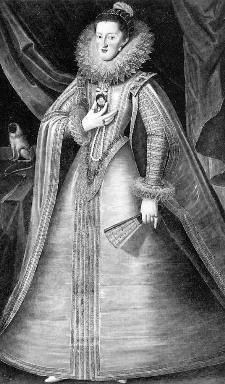
Margherita d'Austria.

Nei primi anni del Cinquecento Penne si trovò contesa nella "guerra del Tronto" tra gli Spagnoli e i Francesi, rappresentati in Italia dai Carafa.
Concessa con titolo di ducato nel 1522 da Carlo V ad Alessandro de' Medici, alla morte di questo passò nel 1539 nel patrimonio della vedova Margherita d'Austria risposatasi con Ottavio Farnese rimanendo nel dominio della famiglia Farnese e successivamente della famiglia dei Borbone di Napoli.
Margherita d'Austria e il marito Ottavio fecero visita a Penne, capitale dei domini farnesiani degli Abruzzi, nel 1540, prendendo sede in un palazzo, ancora oggi detto "palazzo Margarita", ospitati dalla famiglia Scorpione. Questa famiglia entrò in stretti rapporti con gli Asburgo nel 1542, quando Margherita dette in moglie Violante di Roscio da Capri a Girolamo degli Scorpioni, con una dote di 2000 scudi. Il palazzo Margherita di Penne oggi ospita le Suore della Santa Famiglia, e conserva ancora il tipico stile farnesiano rinascimentale. Oltre a Penne, i Farnese ebbero i feudi di Campli, San Valentino in Abruzzo Citeriore, Farindola, Ortona e L'Aquila. Benché il dominio dei Farnese a Penne durò per almeno due secoli, fu relativamente tormentato da carestie e da incursioni dei Francesi, contro cui gli Spagnoli si fronteggiavano per il territorio. Il potere del vescovo si ridusse sempre di più, già minato all'epoca aragonese, e gli antichi privilegi si ridussero a poche concessioni amministrative su scarsi campi politici della città.

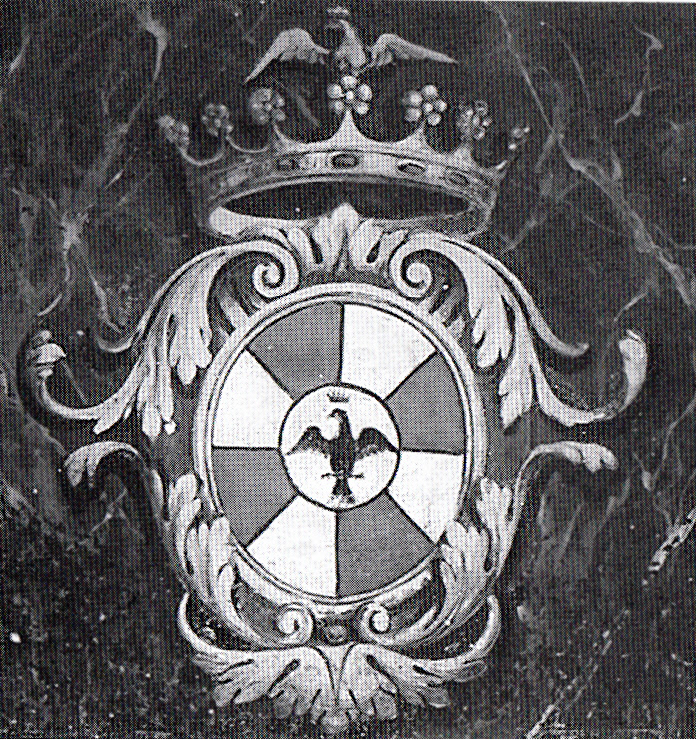
Stemma della famiglia Aliprandi

Dal punto di vista delle famiglie influenti nella città, oltre alla figura del governatore Farnese, che rispondeva al signore del ducato di Parma, nel Cinquecento si distinsero in città gli Aliprandi, originari di Milano. La nobiltà a Penne è sempre stata di importazione, e la città è sempre stata vista come uno dei principali baluardi dei confini settentrionali del Regno di Napoli. Degli Aliprandi il capostipite fu Giovanni che, in qualità di maggiordomo e confidente personale di Margherita d'Austria, la seguì intorno al 1575. Il figlio di Giovanni, Odoardo, si stabilì a Penne dopo avere ricevuto riconoscimenti e privilegi da Filippo II, re di Spagna. Nel 1670 Antonio, figlio di Odoardo, ebbe il possesso del feudo di Nocciano. Gli Aliprandi si estinsero nel 1910 con la morte del barone e parlamentare Diego. Lo stemma familiare originario era il "grembiato di rosso e d'oro". In seguito la famiglia Aliprandi portò come stemma il "grembiato di rosso e d'argento, alla rotella in cuore d'azzurro carica di una torre d'oro, merlata alla guelfa, aperta e finestrata del campo". Infine, lo stemma in uso, portato anche dalla diramazione abruzzese degli Aliprandi, è il "grembiato di otto pezzi di rosso e d'argento, al bisante d'oro, posto in cuore, carico di un'aquila di nero, coronata del campo e linguata di rosso".

### Il Settecento e la famiglia De Sterlich

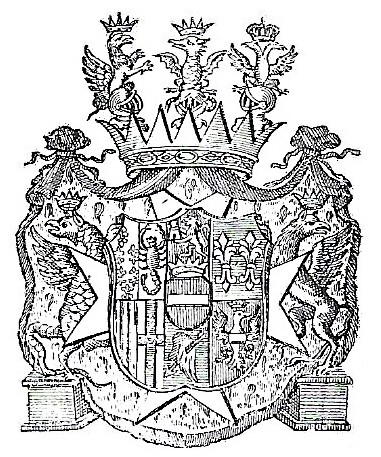
Stemma della famiglia De Sterlich

Con l'estinzione dei Farnese del ducato di Parma nel 1731, che aveva in dominio anche i feudi degli Abruzzi, il territorio pennese passò in mano a Carlo III di Borbone di Napoli. In quest'epoca a Penne giocò ruolo importante il casato dei De Sterlich di Cermignano, piccolo borgo teramano nei pressi della città, dove avevano la residenza gentilizia. Il casato è di origini austriache, il duca Guglielmo venne in Italia quando sposò la regina di Napoli Giovanna II di Durazzo. Già dal '500 i De Sterlich erano insediati a Cermignano, e poi a Penne, insieme con l'altra famiglia dei De Cesaris, che avevano il palazzo di rappresentanza anche nella vicina Spoltore. Il palazzo gentilizio De Sterlich si trovava, a Penne, nel quartiere "rione di Mezzo", con proprietario don Alfonso, e un secondo palazzo stava nel Rione da Piedi, in comune con Alberto Castiglioni, di proprietà di Rodolfo De Sterlich. Il loro stemma era uno scudo rosso sormontato da corona, con burella d'argento.
Nel XVIII secolo Geltrude De Sterlich sposò il barone Filippo Aliprandi, creando un vincolo di parentela tra le due famiglie. Tale legame si rinnovò anche nel secolo successivo, quando Diego Aliprandi (1819 - 1910) sposò Caterina de Sterlich, sorella del marchese Adolfo. Purtroppo Diego e Caterina Aliprandi persero tutti i quattro figli, mentre la famiglia De Sterlich subì lutti altrettanto gravi con la perdita della figlia quindicenne Caterina, avvenuta il 14 marzo 1908, e delle sorelle Adelaide e Maria. A seguito di questi avvenimenti, Diego Aliprandi alla sua morte nominò suo erede Diego, nato nel 1898, unico figlio superstite del cognato Adolfo De Sterlich, che aggiunse al proprio cognome quello Aliprandi. Durante la vita di don Diego De Sterlich Aliprandi, morto nel 1976, il suo patrimonio, nel quale era confluito quello delle due casate, venne disperso; il palazzo pennese divenne proprietà comunale nel 1935.

### La famiglia Gaudiosi di Penne e il 1799
In quest'epoca in città crebbe il potere della nobile famiglia dei Duchi Gaudiosi di Canosa, Baroni di Montebello di Bertona una delle tante che governò Penne fino al XVIII secolo imparentandosi con i Castiglione e gli Scorpione De Sterlich, quando già dal Rinascimento venne soppiantata dagli Aliprandi, dai Farnese, e dai De Sterlich. I Gaudiosi erano originari della Calabria, nel XII secolo un funzionario Ruggeri Gaudiosi, vicario gernerale dell'esercito imperiale, mentre scortava l'imperatrice Costanza d'Altavilla, moglie di Enrico VI, venne aiutata a partorire Federico II proprio dal Ruggeri nei pressi di Jesi, il quale venne ricompensato con privilegi e titoli. Nel XIII secolo ebbe il feudo di Fiumefreddo. Il ramo cadetto di Penne ebbe inizio nel '700 con Matteo Gaudiosi, governatore di Tossicia, piccolo borgo teramano, che sposò Dorotea Mirti da Tossicia, vedova del barone Andrea Armeni, patrizio di Penne. Il matrimonio sancì l'inizio del ramo pennese, che ebbe la sua sede palaziale in Piazza Luca da Penne. Nel 1831 è stato eseguito un restauro della chiesa di San Domenico a carico di Domenico Gaudiosi, il quale alla fine dell'800 finì rinchiuso in manicomio a Reggio Emilia, accusato dai familiari di sperperare il denaro, malgrado le difese dei conoscenti, tra i quali Gabriele D'Annunzio. Alla fine del 800 il casato andò a confluire nelle nobili famiglie dei Baroni Coletti e Marchesi Luciani Ranier in fine De Vincenzo, con cui si unì.
Il clima di tranquillità e di stabilità feudale a Penne cessò nel 1799, quando la città cadde in mano ai francesi, come del resto tutto il dominio borbonico. Per negligenza degli stessi abitanti verso le nuove leggi napoleoniche, vennero istituiti dei tribunali a Teramo, mentre i conventi venivano soppressi per alloggiarvi i militari. Divenne sede del 2° capoluogo della provincia dell'Abruzzo Ulteriore I, dopo Teramo.

### L'insurrezione dei Martiri Pennesi del 1837

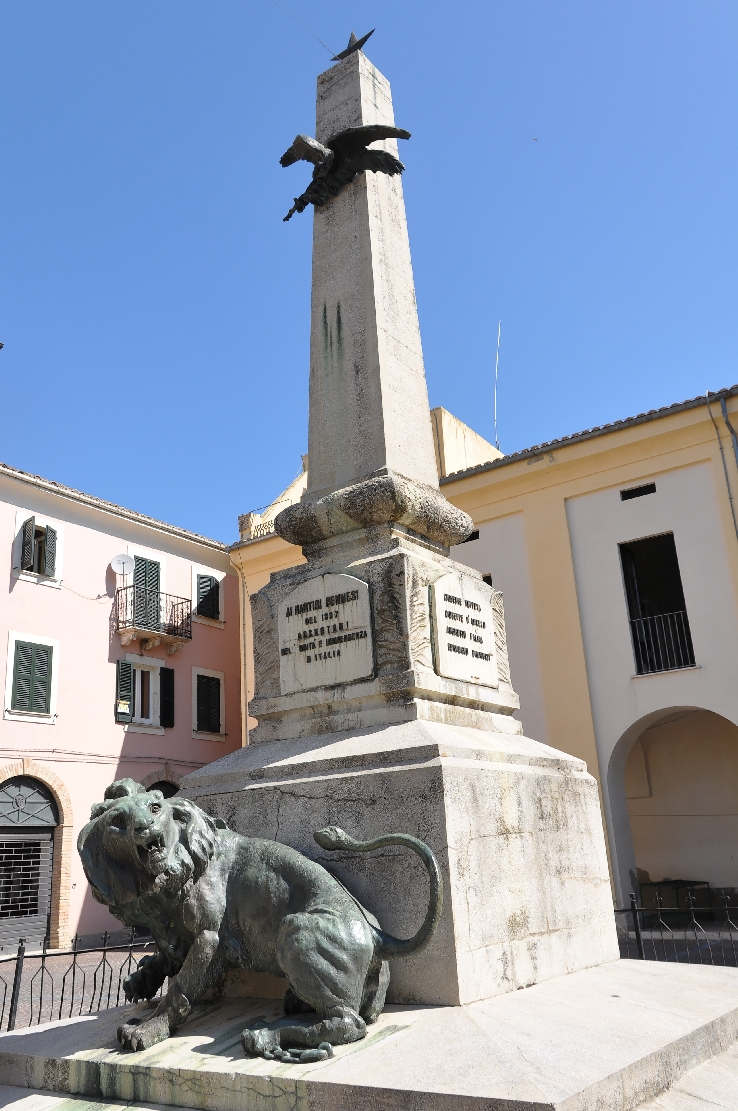
Monumento ai Martiri Pennesi in Piazza XX Settembre.

Penne nel corso dell'800, durante la secolare appartenenza al Regno di Napoli (divenuto poi Regno delle due Sicilie nel 1816), fu capoluogo di Distretto fino al 1837. In quest'anno avvenne la rivolta popolare dei "Martiri Pennesi", cavalcata dall'anarchico intellettuale, nonché massone Clemente de Caesaris (1810-1837). I De Caesaris erano una famiglia molto nota a Penne, malgrado navigassero in cattive acque, poiché nel 1814 già il palazzo familiare era sede di incontri clandestini dei "carbonari" oltre che per una malcelata appartenenza di svariati membri della famiglia alla massoneria, la quale, al soldo dei Savoia, era molto attiva in tutto il meridione per cercare di soverchiare il potere nel Regno delle Due Sicilie a vantaggio dei piemontesi. Nel 1837 Clemente infiammò il popolo con una serie di orazioni, come la famosa "Epistola al popolo", in cui diceva: i Re, i Signori, i ricchi si sono / divisi fra loro la terra, / inventando due tremende / parole, il mio e il tuo; / siepe di ferro fra te e i tuoi bisogni. / Nessuno ha diritto al superfluo / fino a che vi sarà un sol uomo / che manchi del necessario.
Insieme con i Mazziniani, Clemente scatenò il moto il 23 luglio insieme con Domenico de Caesaris, che riuscì a fuggire dopo la repressione dell'esercito. Gli insorti furono processati a Teramo, 8 di loro furono fucilati il 21 settembre. In ricordo dell'esecuzione a Penne nel 1913 verrà eretto un monumento commemorativo in Piazza XX Settembre, opera di Pasquale Morgante. Clemente venne arrestato il 7 marzo 1838 e tradotto nelle carceri di Teramo, dove scrisse poesie e lettere, con l'accusa di complicità con lo zio Domenico e il padre Nicola, subendo un processo per il quale scrisse una perduta Autodifesa. A Penne i cittadini, sebbene da una parte fosse ancora evidente il tipico sentimento secolare di ribellione popolare al potere, dall'altra si considerarono i De Caesaris come una famiglia maledetta. Clemente fu assolto, esiliato a Chieti, e nel 1848 con i moti italiani, organizzò una nuova rivolta, venendo arrestato nel 1849 con il padre, lo zio, il cugino, con la nonna, la madre e la zia, infine condotto nel bagno penale di Pescara il 29 novembre 1850, condannato a otto anni insieme con il cugino Antonio.
In vista dell'Unità d'Italia, Clemente riuscì a espugnare il forte pescarese senza spargimento di sangue, corrompendo con l'oro alcuni soldati, aprendo così la strada a Vittorio Emanuele II, che era in "visita" negli Abruzzi nel 1860, prima a Chieti e poi a Pescara durante quella che fu una guerra mai dichiarata ma che, di fatto, portò le truppe sabaude ad attraversare il Tronto e a occupare militarmente le zone. De Caesaris si conquistò le simpatie anche di Giuseppe Garibaldi, che lo definì "Prodittatore dei tre Abruzzi", con poteri assoluti; nel 1861 fu eletto deputato, ma si dimise. Rientrato a Penne si trovò costretto a ritornare, pentito, sui suoi passi poiché quanto da lui sognato e auspicato, in realtà, non avvenne nella cittadina e nel meridione tutto. Sentitosi tradito, anche dalla stessa massoneria e dai Savoia che l'avevano usato come pedina, ormai senza quasi più averi e solo, per pietà del Comune, fu ospitato in una cella dell'allora carcere sito presso la Chiesa della Madonna del Monte Carmelo dove trovò la morte nel 1877. Intanto Penne entrò nel 1860 nel nuovo Regno Italiano, perdendo però il potere sul distretto francese dell'Abruzzo Ulteriore I, e venendo accorpata alla provincia di Teramo.

### Il brigantaggio e Cuculetto da Penne

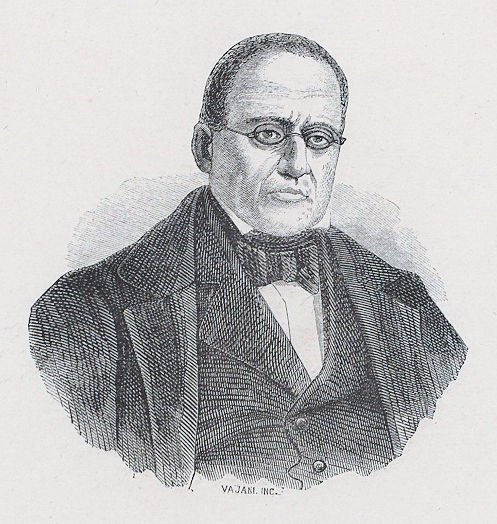
Clemente de Caesaris.

Cavalcando il moto di insofferenza degli italiani verso il nuovo governo piemontese, anche in Abruzzo si diffuse il brigantaggio. A Penne esemplare è la figura di "Cuculetto", ossia Emidio D'Angelo, nato nel 1843. Era chiamato così dal soprannome "cuculo" del padre Tommaso, in guerra contro il potere, a Penne rappresentato, tra gli altri, dal canonico don Simone Perrotti. Il prete gli commissionò, per un misero guadagno con cui potere sostenere la famiglia, l'omicidio di un suo socio Francesco Di Giovanni. Dopo l'omicidio Cuculetto fu arrestato e rinchiuso nella fortezza di Gaeta con 20 anni da scontare. Riuscì a evadere nel 1873 e a dirigersi a Penne per vendicarsi di don Perrotti.
La famiglia di Emidio era anch'essa "maledetta", composta da gente che si dedicava al furto e al saccheggio, Nei registri penali del 1873 a carico dei familiari, tra i quali il padre Tommaso ("Tummasine Chicule"), Emidio, Angela Rosa Barbacane madre, il fratello Domenico D'Angelo, insieme con Luigi e Carlo viene definita "una stirpe di gente facinorosa e ladra", insieme con una lista di minacce ai relativi magistrati, alla detenzione illegale di arma da fuoco, e ruberie varie.
Le vicende di Emidio Cuculetto ebbero inizio nel 1864 quando venne arrestato per il furto di legna con il fratello Domenico ai danni di un fondo del barone Scorpione. Il 29 agosto di quell'anno Emidio commise a 21 anni l'omicidio di Francesco Di Giovanni, detto "Tenente", per commissione del canonico della Cattedrale don Simone Perrotti. Cuculetto avvicinò Di Giovanni presso Porta San Francesco e lo accoltellò al ventre, e il malcapitato morì alcune ore dopo presso l'ospedale, ubicato in quel tempo, nel rione San Panfilo. Qualche giorno più tardi Cuculetto veniva arrestato e portato nel carcere Giudiziario di Teramo per il processo e, una volta giudicato, nel Bagno Penale di Gaeta. Malgrado le false testimonianze dei familiari e degli amici, per Cuculetto la pena comminata fu pari a 20 anni di lavori forzati.
Il 20 ottobre 1873 Cuculetto, che si stava recando con le guardie nei pressi del cimitero di Gaeta per le previste mansioni lavorative, approfittò della distrazione dei militari per fuggire con un compagno di cella, Andrea Ursi della provincia di Salerno. I due pianificarono la vendetta contro don Simone, e l'arrivo di entrambi a Penne fu preannunciato a Catignano dalla violenta aggressione a un guardaboschi di Villa Celiera, tal Frattaroli al quale rubarono giacca e fucile, il 29 ottobre 1873. Nei giorni successivi si verificarono altre aggressioni, sempre per rubare armi per la vendetta personale di Cuculetto.
Il 4 novembre, con la complicità del compagno di evasione, Cuculetto sequestrò Perrotti sulla strada di ritorno da un suo podere; rinchiusolo prigioniero in una capanna isolata nella zona di Colle Stella, con conseguente minaccia di estorsione di quattrini al nipote Massimo. Il 7 l'avvenimento fu denunciato ai carabinieri di Penne. Fu successivamente rilasciato previa consegna di 4 000 scudi e promessa di ulteriori 6 000 da parte del nipote Massimo. Dopo la denuncia dello stesso ai carabinieri vennero perquisite alcune masserie delle contrade di Penne. Tra i primi arrestati fu il contadino Pasquale Zicola, e nel novembre tutta la banda di presunti complici si trovò in carcere. Non gli evasi-sequestratori Andrea Ursi ed Emidio D'Angelo che riuscirono a fuggire, dopo avere liberato don Simone, compiendo altri furti e aggressioni, come quella al fattore del Duca Gaudiosi, insieme con quattro presunti complici. Per l'occasione Emidio lasciò un biglietto di scherno, in italiano sgrammaticato (aveva imparato i rudimenti della scrittura nel corso del decennio già passato in carcere).
Il 25 novembre Cuculetto riuscì a compiere la sua vendetta, uccidendo don Simone: il canonico, dalla residenza di San Comizio, si era recato in una sua masseria ubicata in località Serpacchio, per piantare dei paletti entro un fosso, accompagnato da tre villici, i quali, all'arrivo improvviso di Cuculetto, che sembrava un legnaiolo, sotto la minaccia di una pistola, si allontanarono a momento debito, e per questo furono sospettati di complicità; il brigante lo finì a colpi di pugnale. L'omicidio fece scalpore in città e il 28 novembre furono arrestati i familiari di Emidio, che si dette alla macchia. Scappato verso Loreto Aprutino, la notizia di un suo probabile arrivo si sparse per il paese, e segno evidente della sua presenza fu l'aggressione a una carrozza di passaggio sul colle di Fiorano. Cuculetto fu arrestato il 7 dicembre presso una masseria situata in località Vallescuro di Penne, dopo una sparatoria contro i militari. Processato di nuovo, venne condannato all'ergastolo da scontare nel carcere di Civitavecchia. Cuculetto venne liberato molto tardi (venne graziato), e trascorse, meno dell'ultimo decennio della sua vecchiaia a Penne, rispettato dai popolani per le sue azioni, e morì nel locale ospedale di Penne nel 1925.

### Il Novecento e la seconda guerra mondiale

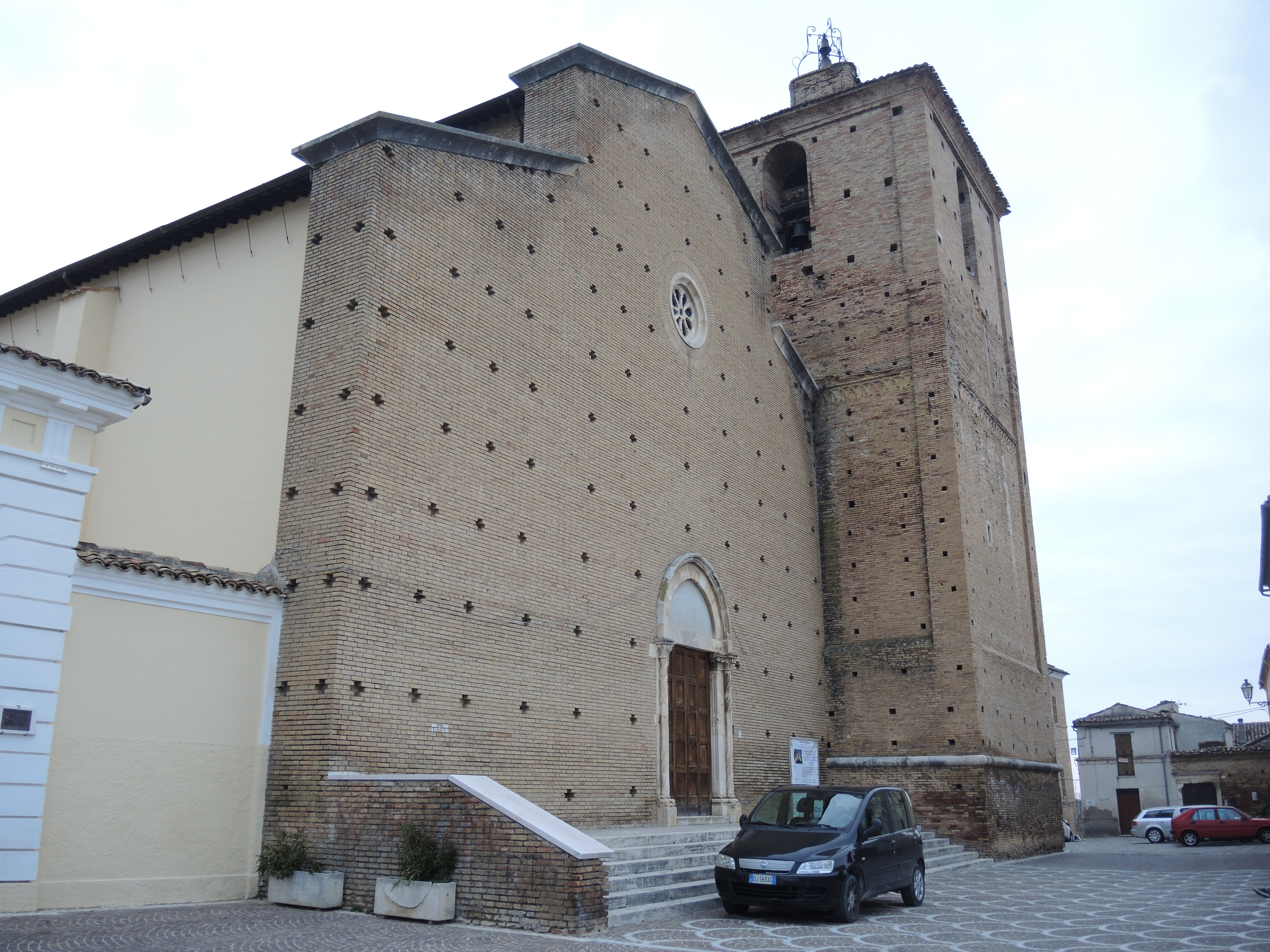
L'aspetto attuale del Duomo di Penne, ricostruito dopo il bombardamento del 1944.

Nel corso del primo Novecento Penne si dotò di una serie di infrastrutture come scuole, nuovi tribunali, teatri, cavo del telegrafo e luce elettrica. Nel 1927 il suo territorio fu scorporato dalla provincia di Teramo e destinato alla neonata provincia di Pescara.
Nei primi anni della seconda guerra mondiale, tra il 1940 e 1943, Penne fu uno dei comuni dell'Abruzzo ad essere designato dalle autorità fasciste come luogo di internamento civile per profughi ebrei stranieri presenti in Italia. Gli internati furono 11, il gruppo più numerosi nella provincia di Pescara. Dopo l'8 settembre 1943, nonostante la presenza nella zona di truppe tedesche, tutti gli ex-internati riuscirono a sfuggire alla cattura e alle deportazioni, fino alla Liberazione nel giugno 1944.
Il periodo dell'occupazione tedesca, tra il 1943 e il 1944, fu per tutti quello più difficile. La popolazione conobbe i fatti della "guerra in casa", ossia sequestro di civili, processi sommari con fucilazione per accusa di cospirazionismo con gli alleati, rastrellamenti e deportazioni. Complessivamente furono 61 i morti, un centinaio i feriti e cinquecento sfollati, vittime dei bombardamenti. I bombardamenti più gravi ci furono il 7 novembre 1943 e il 24 gennaio 1944: una incursione aerea inglese (mitragliamento del treno da parte di uno Spitfire presso la Galleria Collatuccio della ferrovia Pescara-Penne) provocò venticinque morti, nella seconda la città subì una massiccia distruzione con i punti più colpiti Piazza Luca da Penne e il Duomo di San Massimo.

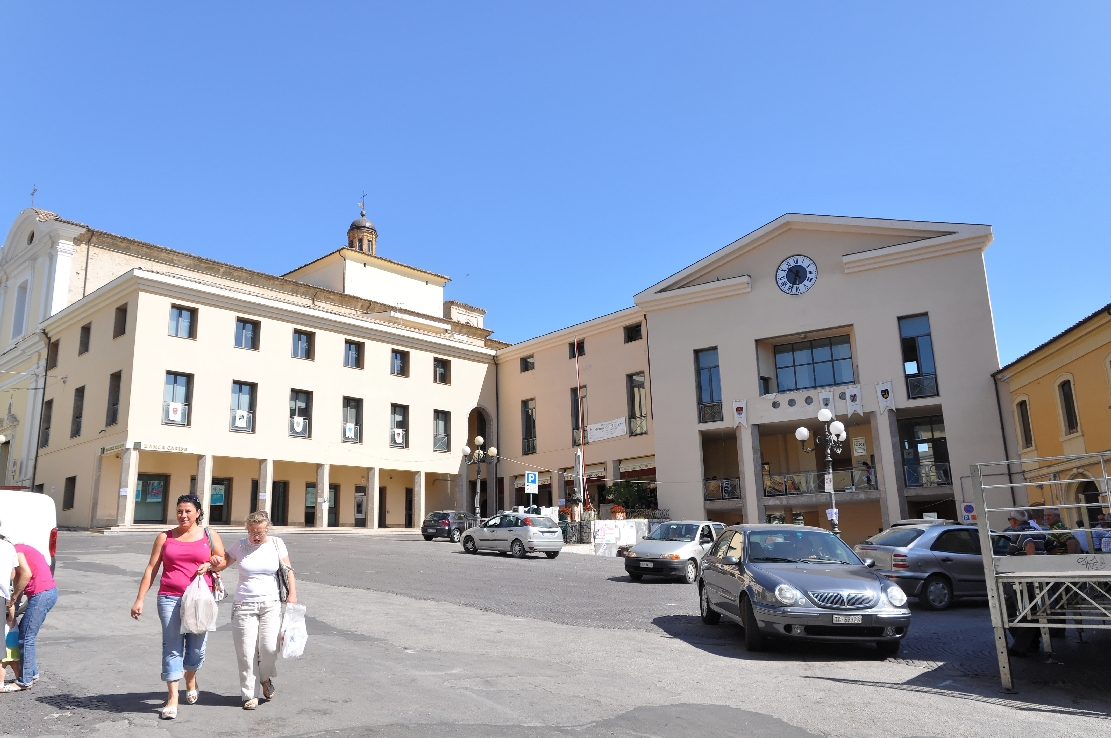
Piazza Luca da Penne oggi, con i portici ricostruiti sopra la struttura distrutta del teatro comunale.

Il giornalista Mario Pirani ricordava che riuscì a sfuggire alla razzia dei nazifascisti quando si trovava a Penne. Venne prelevato da un sacerdote, e rinchiuso in un armadio, mentre i tedeschi perquisivano le case e le chiese. Il 24 gennaio 1944 Penne subì un bombardamento alleato, complessivamente da 155 caccia bombardieri che presero di mira carri tedeschi. Penne venne attaccata anche qualche giorno prima, il 13 gennaio, dopo che era stata bombardata Loreto Aprutino, e tal bombardamento non riguardò obiettivi militari, ma danneggiò solamente il centro storico, con l'obiettivo di stimolare rivolte popolari contro i nazifascisti. Il 24 gennaio alle 8:15 incominciò il bombardamento, cadde il portale gotico del Duomo, venne colpita la biblioteca diocesana del Seminario, e poi l'ingresso dell'abside della Cattedrale, con sventramento del tetto, l'episcopio e infine il teatro comunale accanto alla chiesa di San Domenico in Piazza Luca da Penne, insieme con altri edifici. Altri edifici danneggiati furono il liceo classico, gli uffici della Finanza, le scuole elementari di via Dante, edifici a via Mario dei Fiori, l'ospedale civile, le Poste, e altre chiese. La città fu liberata il 13 giugno 1944, e il 23 settembre 2006 alla città è stata conferita la Medaglia d'Argento al Valor Civile per i bombardamenti subiti.
Per il merito civile si ricorda l'episodio increscioso del 6 giugno 1944 in contrada Roccafinadamo, quando quattro pennesi furono catturati dai tedeschi mentre lavoravano nei campi, e portati al tribunale di Teramo. Poiché l'esercito era in ritirata, i prigionieri furono affidati ai fascisti, che per vendetta li fucilarono davanti al muro del cimitero di Montorio al Vomano, poiché accusati di cospirare contro il regime. I caduti erano Isidoro Di Donato, Regolo Antosa, Corradino Atolfi e Michele Marini, successivamente definiti i "martiri di Roccafinadamo". Qualche ora prima della cattura, un gruppo di partigiani della contrada si era scontrato contro i tedeschi, e poi rifugiatosi nelle vicinanze, e i contadini catturati gli avevano prestato soccorso per riprendere poi la loro attività. Per la confusione generata dalla guerra, dei prigionieri non si seppe nulla fino a settembre, quando i loro cadaveri vennero scoperti al cimitero.

### Attualità
La città è la quinta della Provincia di Pescara per popolazione, dopo Pescara, Montesilvano, Spoltore e Città Sant'Angelo. Mantenendo il centro storico intatto, un ramo dell'economia locale è divenuto il turismo. Infatti Penne fa parte del club dei "Borghi più belli d'Italia". Altro settore economico è l'agricoltura.
A partire dagli anni sessanta, nel sottostante bacino del fiume Tavo, venne creato uno sbarramento artificiale, dando luogo al Lago di Penne, al cui interno è stata creata un'oasi naturalistica.

## Monumenti e luoghi di interesse
Il centro storico è posto sopra due colli, collegati dal corso Emilio Alessandrini, chiamati Colle Sacro e Colle Castello. Nel primo colle si trovano la Cattedrale di San Massimo e Santa Maria degli Angeli, la chiesa di Sant'Agostino e il complesso di San Giovanni Battista. Accedendo da destra vi è la monumentale Porta San Francesco. Risalendo il corso, presso Colle Castello, si trovano la Piazzetta Santa Croce con la chiesa omonima, il complesso parrocchiale di San Domenico e il corso dei Vestini, dove si affacciano numerosi palazzi gentilizi, come Palazzo Aliprandi, Palazzo De Cesaris, Palazzo Scorpione, Palazzo Margarita d'Austria.

### Architetture religiose

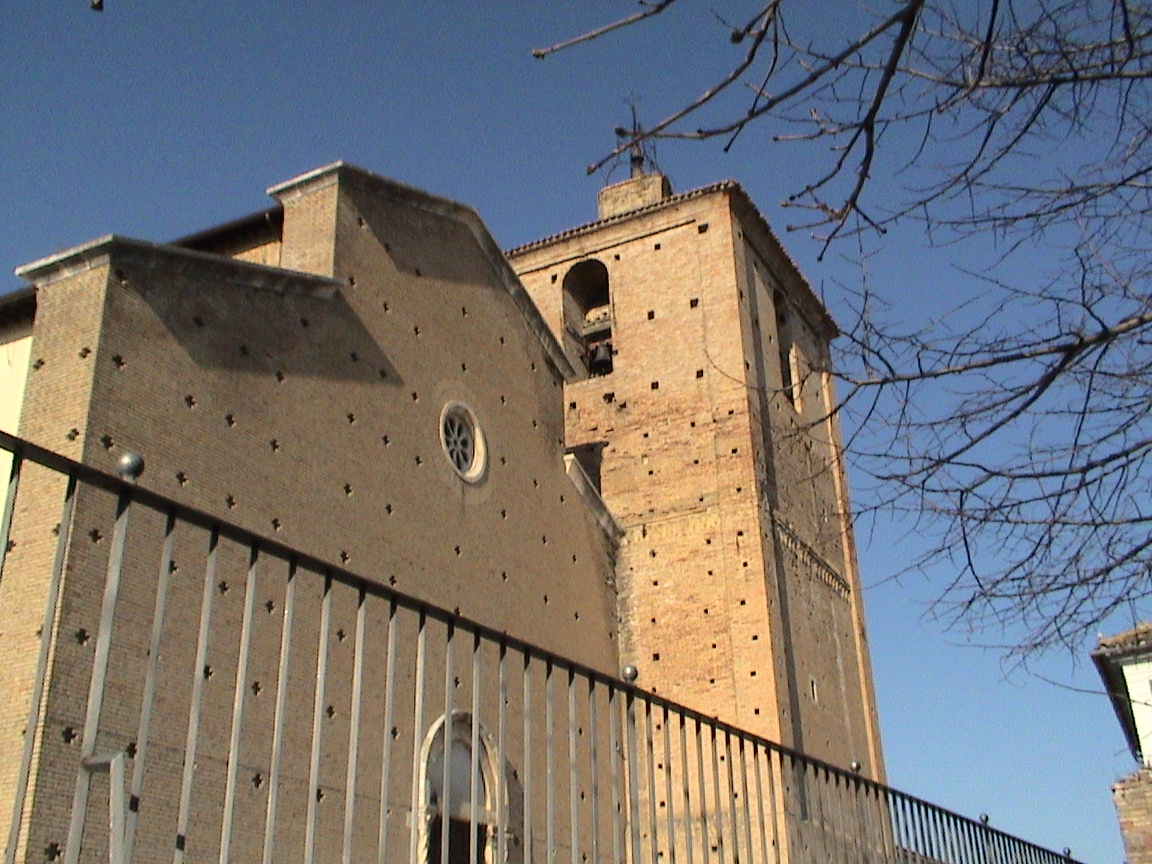
Duomo di Penne.

- Duomo di Penne: è la Concattedrale dell'Arcidiocesi di Pescara-Penne, è dedicata a San Massimo Levita e Santa Maria degli Angeli, di origine anteriore al Mille. Cripta del X-XI secolo.[29] Benché sia molto antica, eretta nel VII secolo sul Colle Sacro, sopra un tempio romano, venne restaurata una prima volta nel XIII secolo, quando vi vennero traslate le reliquie del santo, e successivamente rifatta in forme barocche nel Settecento. Dopo il bombardamento del 1944 che la danneggiò gravemente, la chiesa fu ripristinata in un ipotetico stile romanico, con una pianta longitudinale a croce latina, con bracci del transetto sporgenti, e facciata pseudo-romanica, con portale gotico duecentesco e rosoncino superiore. L'interno a tre navate con abside semicircolare ha perso le caratteristiche del gusto barocco, e di originale si conserva la cripta romanica, che ospita opere come l'altare maggiore del 1180, il Crocifisso del XIV secolo, un recinto presbiteriale con motivi animalistici del IX secolo, e il busto di San Massimo del 1762.

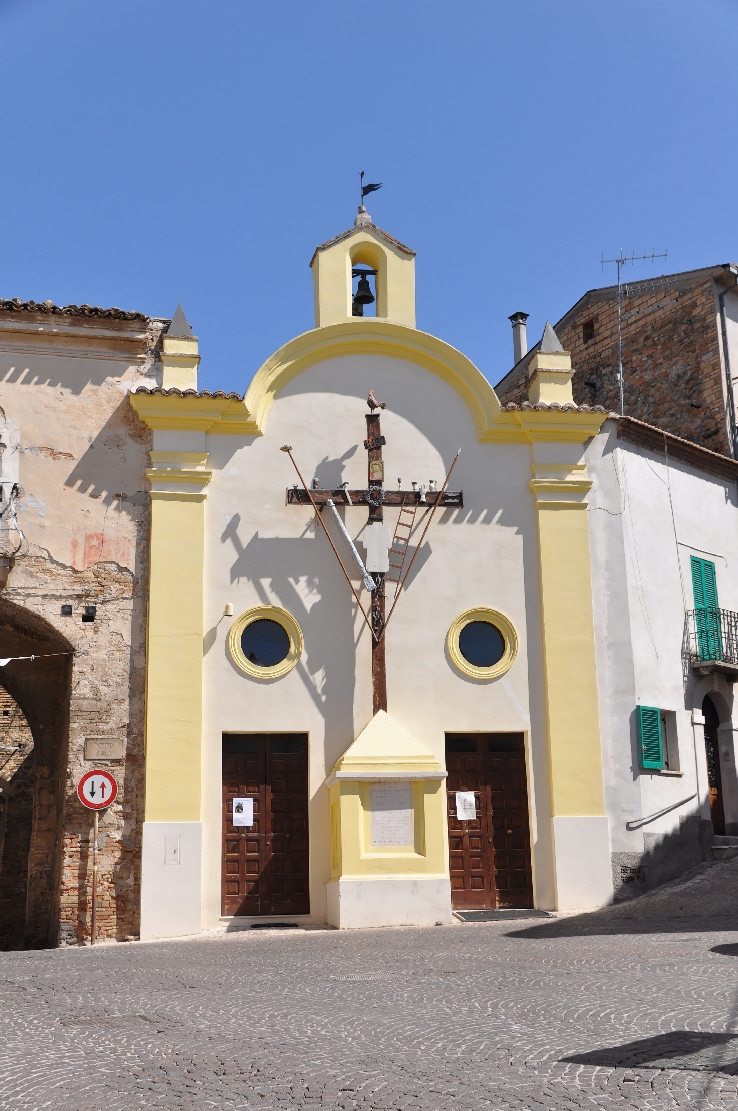
Santa Croce.

- Chiesa di Santa Croce: la chiesa è posta al margine nord-ovest del centro storico, a ridosso della cinta muraria del quartiere Castello. Infatti il fronte laterale è inglobato nelle case-mura che precedono Porta Santa Croce, o Porta da Capo. La preesistente chiesa di Sant'Erasmo è documentata sin dal 1324, e venne ricostruita nel XVI secolo, e ampliata in epoca barocca. La facciata è realizzata nel XVIII secolo, a vela rispetto alla retrostante copertura, ed è incorniciata da due lesene che correggono una trabeazione curvilinea. Ai lati si aprono due porte di ingresso, sormontate da due semplici oculi circolari. Conclude il fronte sopra la trabeazione un campanile a vela centrale. L'interno della chiesa ha un rivestimento in intonaco bucciato bianco, sotto il notevole strato sono stati riportati alla luce parte di un arco a tutto sesto e le cornici delle finestre in laterizio. Sul presbiterio c'è il bell'altare ligneo dorato settecentesco, con tela della Deposizione. La chiesa è una delle tappe fondamentali della Processione del Cristo Morto, come dimostra la stessa croce ornamentale della facciata, in legno con i simboli della Passione.

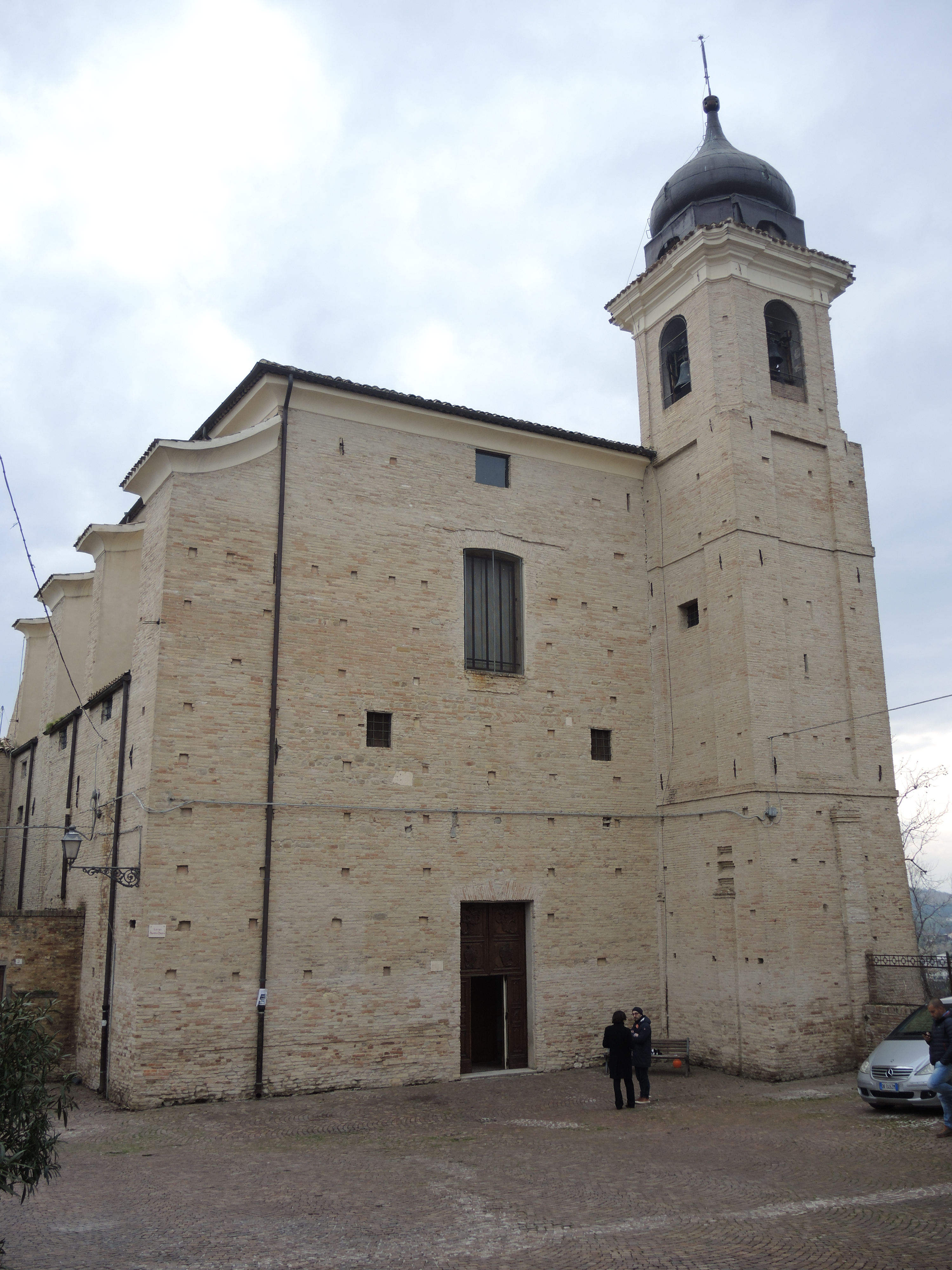
Prospetto di Santa Chiara.

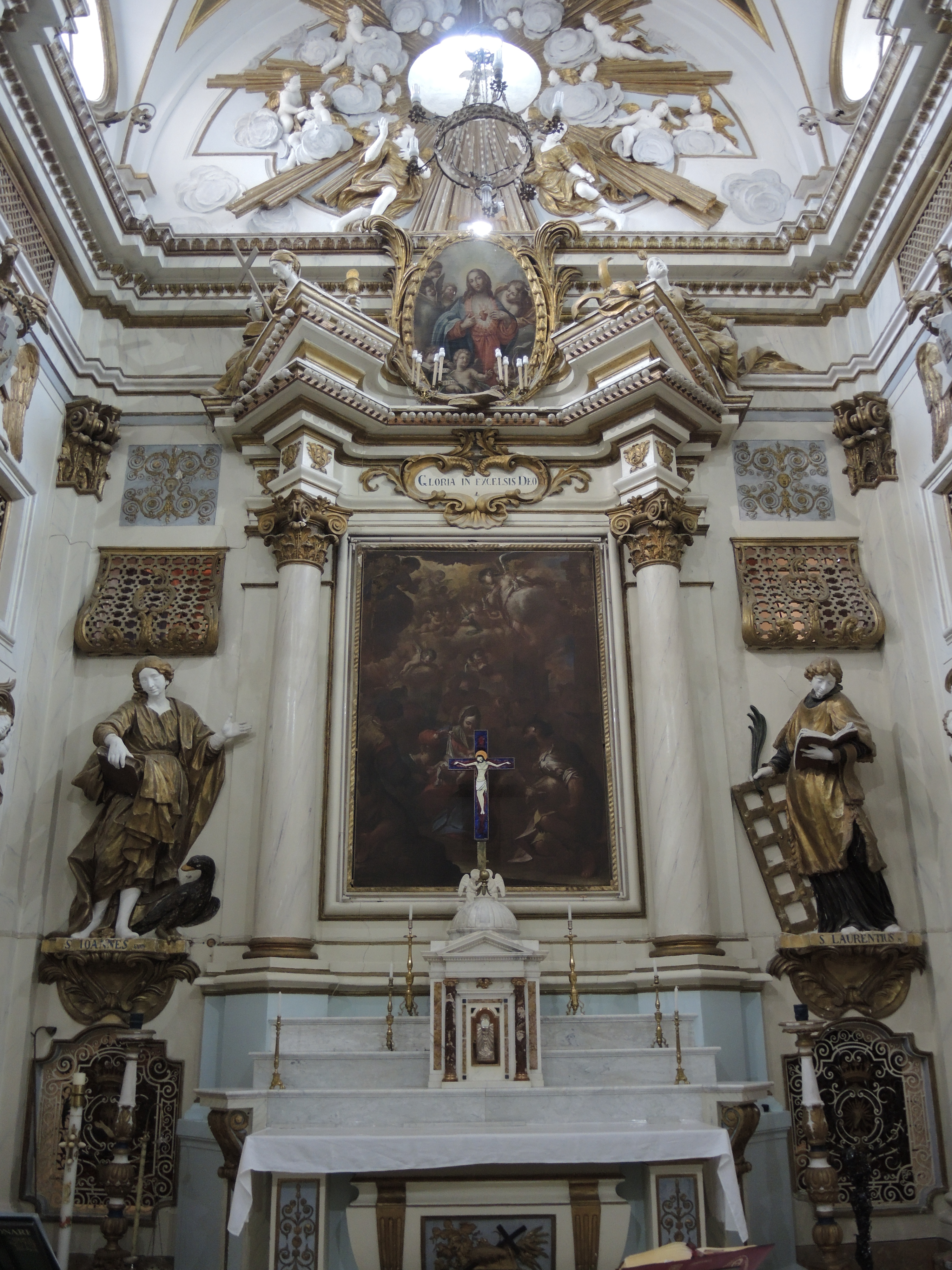
Particolare dell'altare maggiore di Santa Chiara.

- Chiesa di Santa Chiara:[30] stutata dopo Porta Santa Croce, nel quartiere Castello, è uno dei rari esempi di edilizia francescana abruzzese, in cui sono state adottate le soluzioni barocche. La sua costruzione è tarda, incominciata nel 1701 dalla badessa Anna Maria Sanrocco, la quale come cita lo storico Anton Ludovico Antinori, commissionò il rifacimento della preesistente chiesa per rivaleggiare con le Suore Gerosolimitane della chiesa di San Giovanni Battista, le quali si erano appena dotate di un nuovo edificio di culto. Già nel 1702 i lavori erano conclusi, e la chiesa venne consacrata, benché altri lavori di sistemazione si effettuarono nella metà del secolo. In questa nuova chiesa delle Clarisse con annesso monastero, è stato adottato l'impianto centrico per il quale gli studiosi propongono una derivazione dai modelli sperimentali di Roma, poco utilizzati in Abruzzo. Mentre la facciata è molto semplice, in laterizio, l'interno è costituito da un unico ambiente quadrangolare con angoli smussati, e due piccole cappelle nei lati maggiori, coperto da cupola ovale senza lanterna impostata su pennacchi. Sui lati brevi aprono l'ingresso, sul quale è innalzato su due colonnine il palco della cantoria, e il vano rettangolare voltato a botte del presbiterio. Sia la decorazione a stucco sia gli affreschi del presbiterio e della cupola si dispongono con coerenza sulla superficie muraria: gli stucchi sono da alcuni attribuiti a Giovan Battista Gianni, attivo a Penne nella decorazione della chiesa delle Suore Gerosolimitane, mentre gli affreschi sono del pennese Domiziano Vallarola, che firmò nel 1782 il Paradiso dipinto nella cupola. L'altare maggiore è completato dalla pala della Natività, dipinta da Gamba e da una "macchina" di stucco disposta alla bernina intorno alla finestra ovale, da cui penetra la luce dello Spirito Santo, raffigurato nella vetrata. Il vecchio convento è stato ampiamente trasformato nel Novecento, riconvertito in ospedale civile "San Massimo", prima della costruzione del nuovo polo negli anni '60. Nel 1925 vi morì il brigante Cuculetto. Il convento risale al XIV secolo, il portale è caratterizzato da un apparato decorativo in pietra bianca con lesene scanalate su alto basamento, con archivolto a fascia, e con due lampade in ferro battuto, di forma circolare.
- Chiesa di San Ciro e Convento delle Suore della Santa Famiglia: la chiesa si trova sul corso dei Vestini, in collegamento con il rione Porta da Capo, e risale al XV secolo. L'aspetto è molto simile a quello di Santa Croce, con la facciata a vela, mentre sulla destra si snoda il palazzo conventuale della Santa Famiglia. Nel Seicento il palazzo fu ampliato da una lunga fascia che corre verso il corso, opera della famiglia degli Scorpioni. La facciata, incompiuta, mostra una scansione di aperture, prive di particolari elementi decorativi, con l'eccezione delle incorniciature trabeate. Il piccolo cortile interno presenta un sistema di arcate sovrapposte, interamente in mattoni, con colonnine circolari. I capitelli cubici sono un tipico elemento architettonico di origine quattrocentesca.

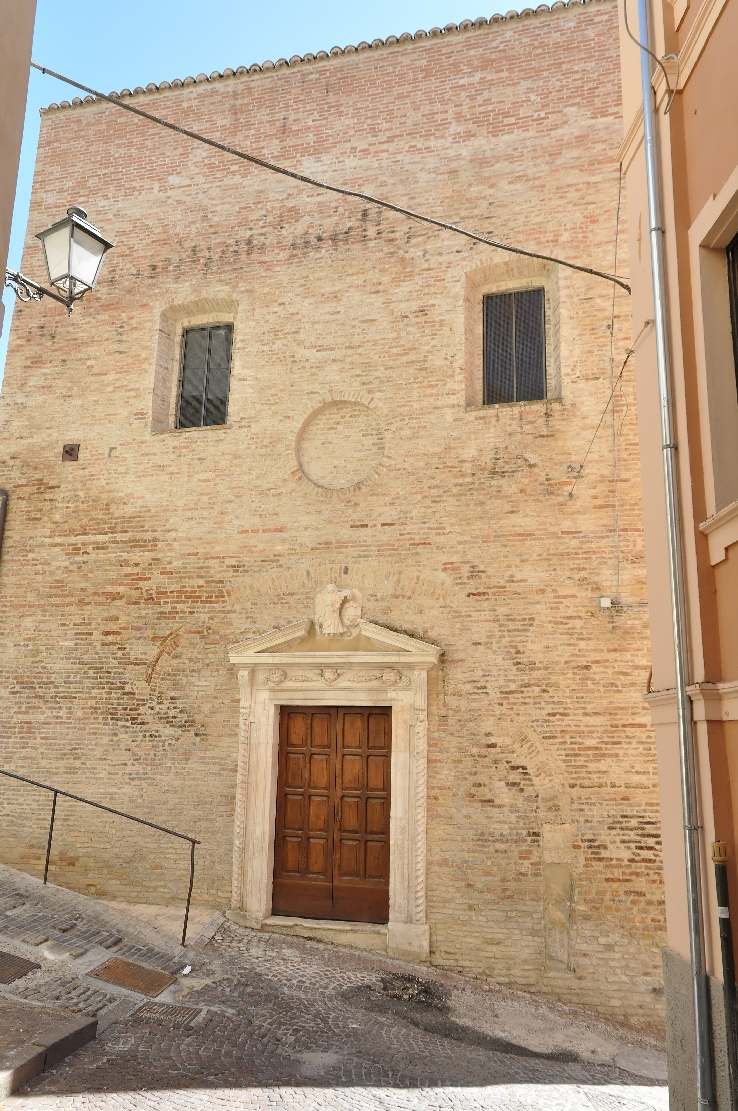
Facciata di San Giovanni Evangelista.

- Collegiata di San Giovanni Evangelista:[31] la chiesa si trova sul corso dei Vestini, in direzione dell'inrocio con il corso Martiri Pennesi, è di fondazione medievale, ma oggi si presenta in forme barocche settecentesche. Secondo Carlo Gavini la chiesa era a navata unica con abside poligonale, e nel XVII secolo venne modificata completamente. Lavori successivi, più corposi, si ebbero nel 1749 all'interno, lasciando l'esterno nelle forme rinascimentali. La semplice cortina in cotto è impreziosita solo dalle forme tardo rinascimentali del portale, del 1594; sul fianco destro si apre un secondo portale in pietra del 1604, l'abside poligonale conserva il motivo medievale di lesene e archetti pensili. All'interno la trasformazione barocca organizza lo spazio longitudinale in una successione di cellule di diversa conformazione che accompagnano fino alla luminosità del presbiterio. Ci sono l'atrio con in alto il palco della cantoria, tre campate voltate a botte con tre absidi per lato, un vano di raccordo al presbiterio nel quale si immette il portale laterale, lo spazio centrale a cupola e ulteriore campata coperta da calotta ellittica di collegamento con l'abside poligonale. La ricca decorazione delle mostre di altare gioca sull'accordo tra elementi architettonici e sculture dei santi e angeli in pose dinamiche. Punto focale dello spazio architettonico è l'altare maggiore, non tanto per la ricchezza dell'ornato, ma grazie all'illuminazione che riceve da fonti poste al lato e nel retro alla bernina. Progettista della partitura in stucchi fu Giovan Battista Gianni, insieme con Girolamo Rizza e Carlo Piazzola. L'altare in stucco del 1735 mostra la Madonna di Costantinopoli.

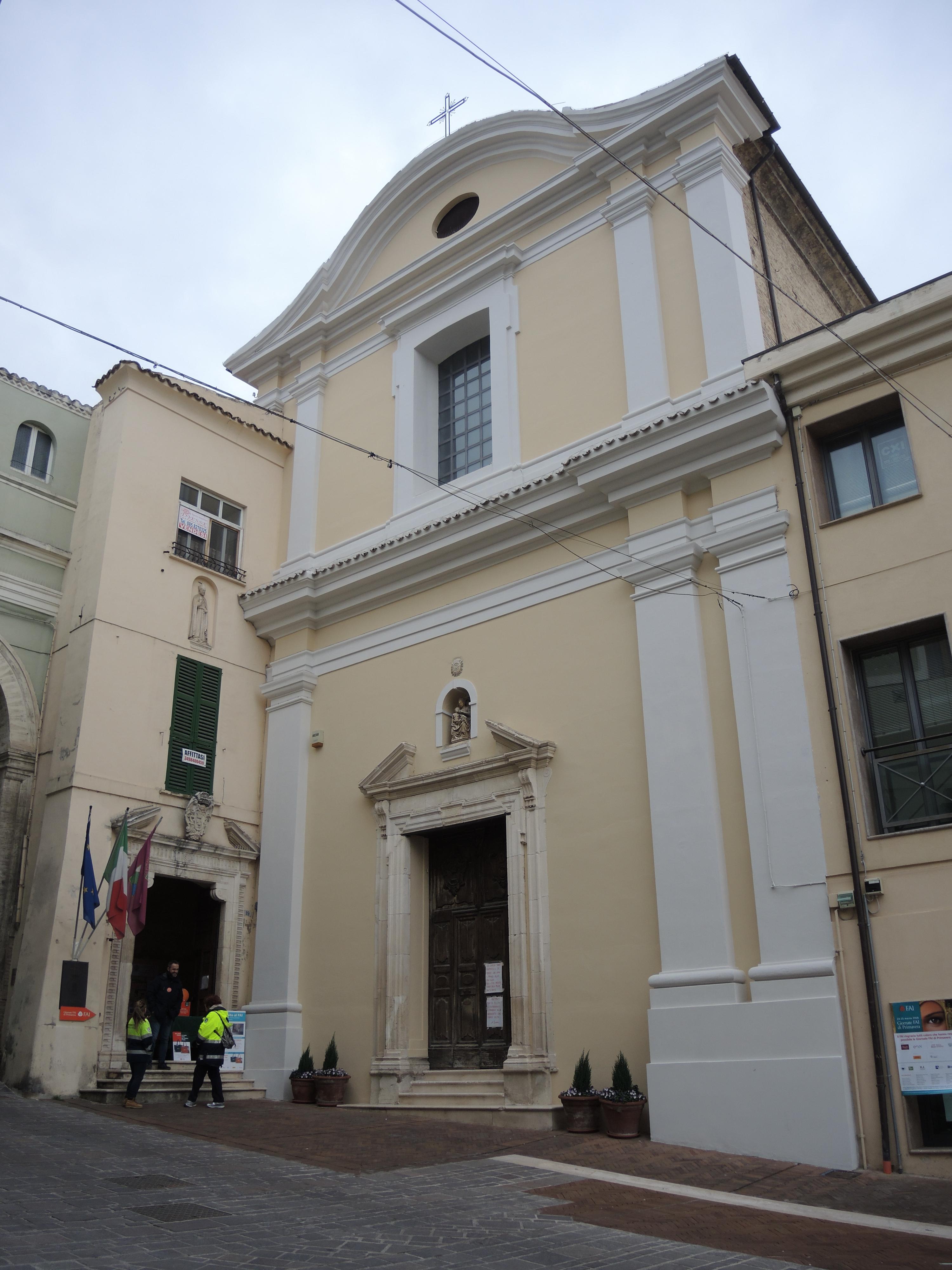
Prospetto di San Domenico

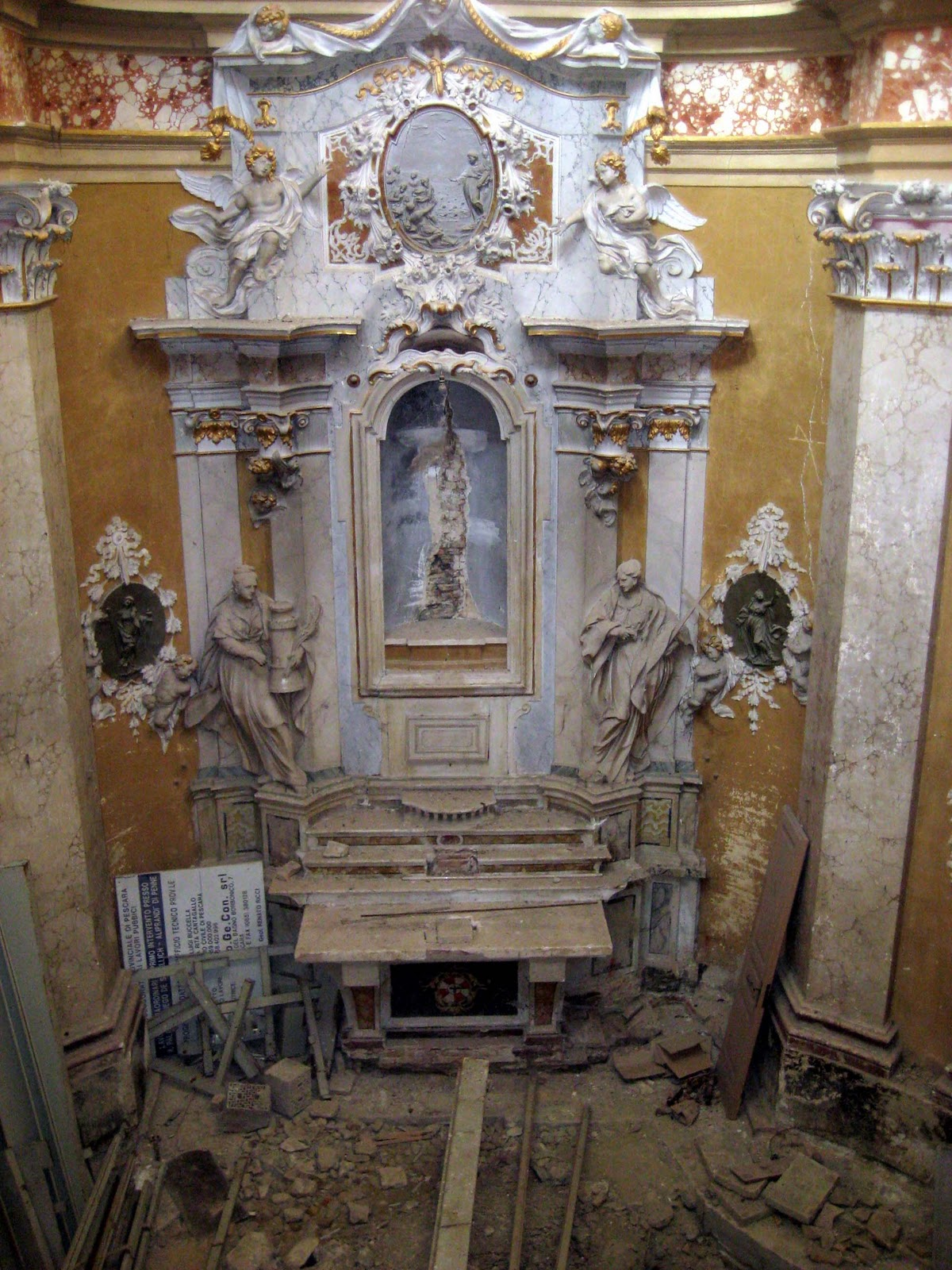
Cappella di Sant'Antonio nel 2011, prima del restauro.

- Chiesa di Sant'Antonio di Padova: la chiesa affianca il Palazzo Aliprandi, costruita nel 1700, su progetto di Carlo Piazzola da Pigra, architetto lombardo-ticinese. Ha pianta circolare con cupola, lo stile è tipico barocco, con influssi rinascimentali. All'interno ci sono apprezzabili stucchi integri, presenta una balconata accessibile dal piano nobile del palazzo, riservata agli Aliprandi. Annessi alla chiesa c'erano la sagrestia, un campanile e dei passaggi segreti. Fino agli anni '60 del Novecento era attiva, fino alla sconsacrazione e all'abbandono, e al recupero nel 1992 dell'amministrazione comunale. Dato che l'ultimo proprietario del Palazzo De Sterlich don Diego De Sterlich non menzionò la cappella tra i beni venduti al comune, si avviò un contenzioso con gli eredi e il comune, mentre il monumento cadeva di nuovo in degrado, fino al nuovo restauro. Il contenzioso si risolse con la spoliazione dei dipinti e delle statue, come un prezioso altare della metà del XVIII secolo.

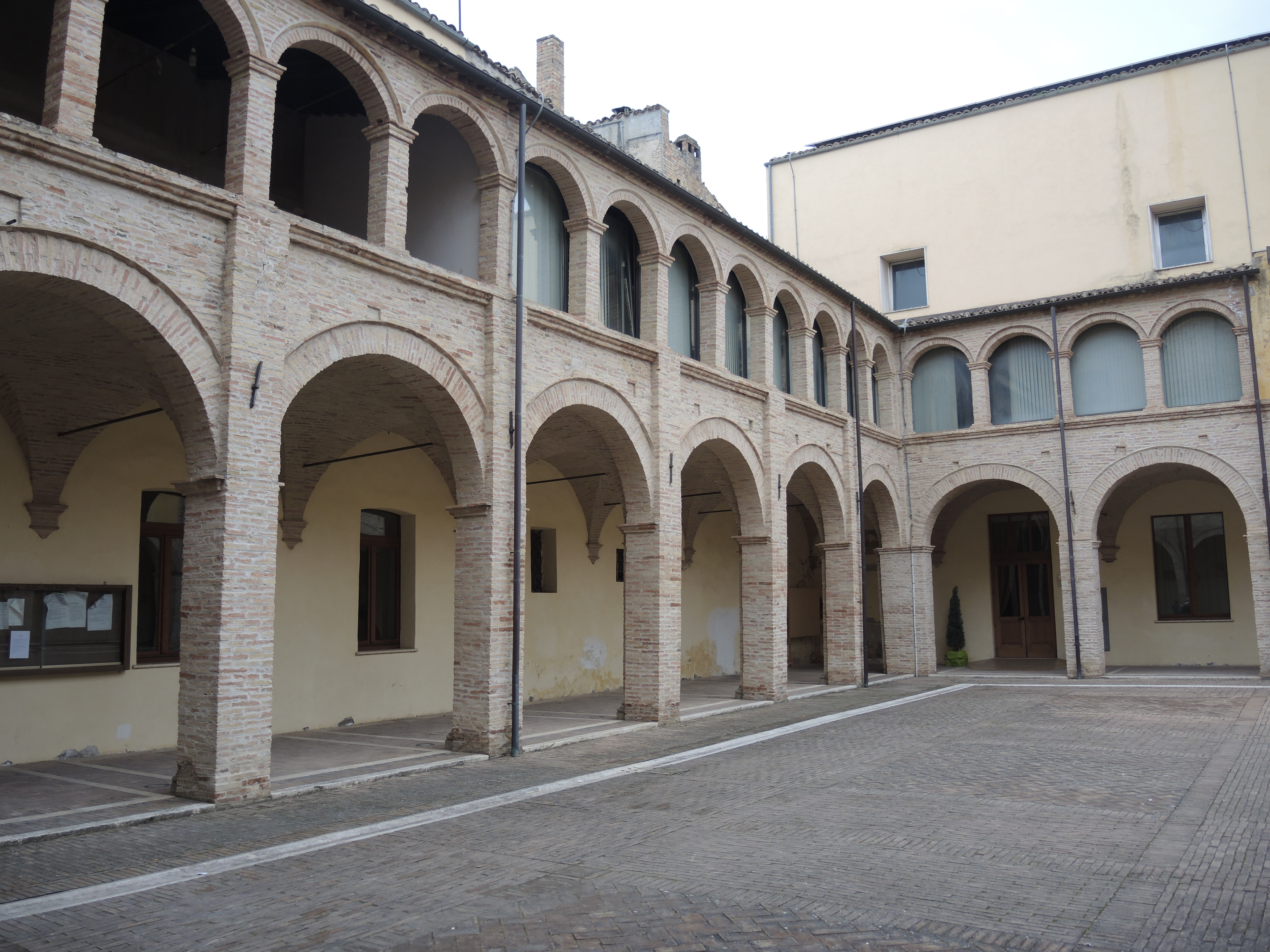
Chiostro del convento dei Domenicani

- Chiesa di San Domenico:[32] l'imponente complesso si trova in Piazza Luca da Penne, fondato come edificio medievale nel XIII secolo, e rielaborato nel XVII secolo, fino alla completa trasformazione barocca tra il 1722 e il 1730, con lavori eseguiti da Giovan Battista Gianni. A causa dei bombardamenti del 1944 un'ala adibita a teatro comunale è andata distrutta, e ricostruita in forme moderne, mentre il campanile barocco a vela non è stato mai ricostruito. La facciata presenta una decorazione semplice, caratterizzata più che dalle sottili paraste in due ordini, dall'aggetto della cornice marcapiano del timpano; il portale in pietra è del 1667, al centro del timpano spezzato conserva entro una nicchia una interessante scultura quattrocentesca della Madonna in trono. All'interno della navata unica c'è un doppio ordine di cappelle laterali, a forma di nicchia per accogliere gli altari, la cupola senza tamburo interrompe la continuità dell'ambiente creando una pausa prima del vano presbiteriale. La decorazione a stucco armonizza tutto l'ambiente grazie alla disposizione degli elementi architettonici e dell'ornamento degli altari. I marmi policromi che impreziosiscono la chiesa: l'altare maggiore e il coro ligneo dell'ebanista Ferdinando Mosca da Pescocostanzo, rendono la chiesa una delle più notevoli dei monastero Domenicani abruzzesi. Tra le tele che ornano le cappelle ci sono la Madonna del Rosario con sante, la Madonna Assunta di Ragazzini (XVI sec.). Annesso alla chiesa si trova il Cappellone del Rosario, opera barocca del 1613 dorato da Stefano Tereo nel 1642, l'altare maggiore è stato intagliato e dorato, con una tela del cavalier Spinelli, e una scultura lignea della Pietà della Vergine, del XVII secolo.
Notevole è anche il convento dei Domenicani. Risale al XIV secolo, e la sua mole è talmente grande da avere cambiato la conformazione urbana della città a ridosso delle mura. Dopo la soppressione divenne parte della nuova sede municipale di Penne nell'800. Di rilevanza storica è il chiostro interno con doppio ordine di arcate sovrapposte a loggiato, giardino centrale con pozzo. Dal cortile si possono notare sul muro alcuni elementi dell'originale costruzione gotica. Il chiostro ospita anche il Museo Lapidario Civico, una raccolta di reperti lapidei di varie epoche, tra i quali la lastra sepolcrale del giusta Luca da Penne, lo stemma del casato di Margherita d'Austria e altri stemmi civici di varie epoche storiche.

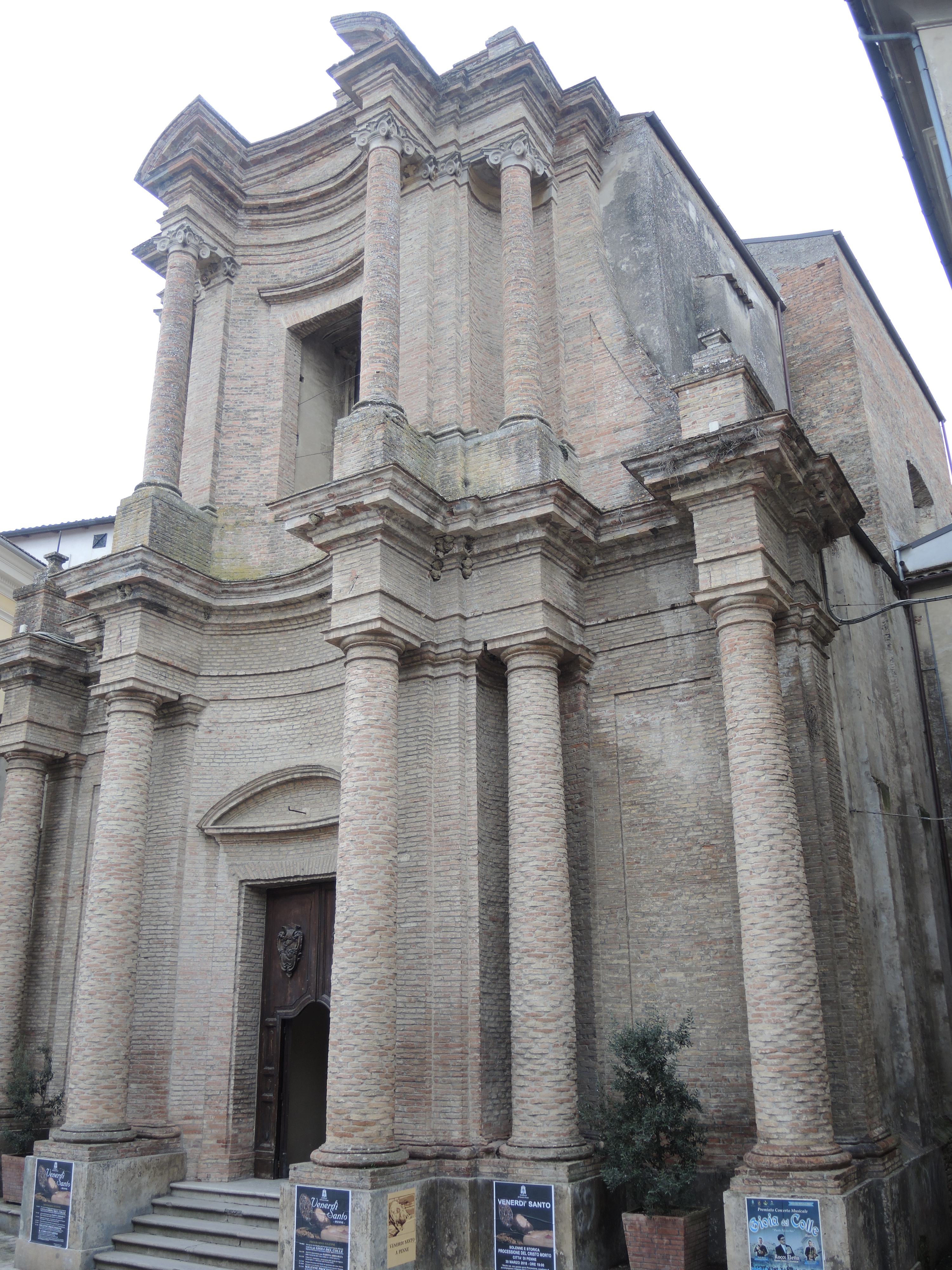
Prospetto della Santissima Annunziata.

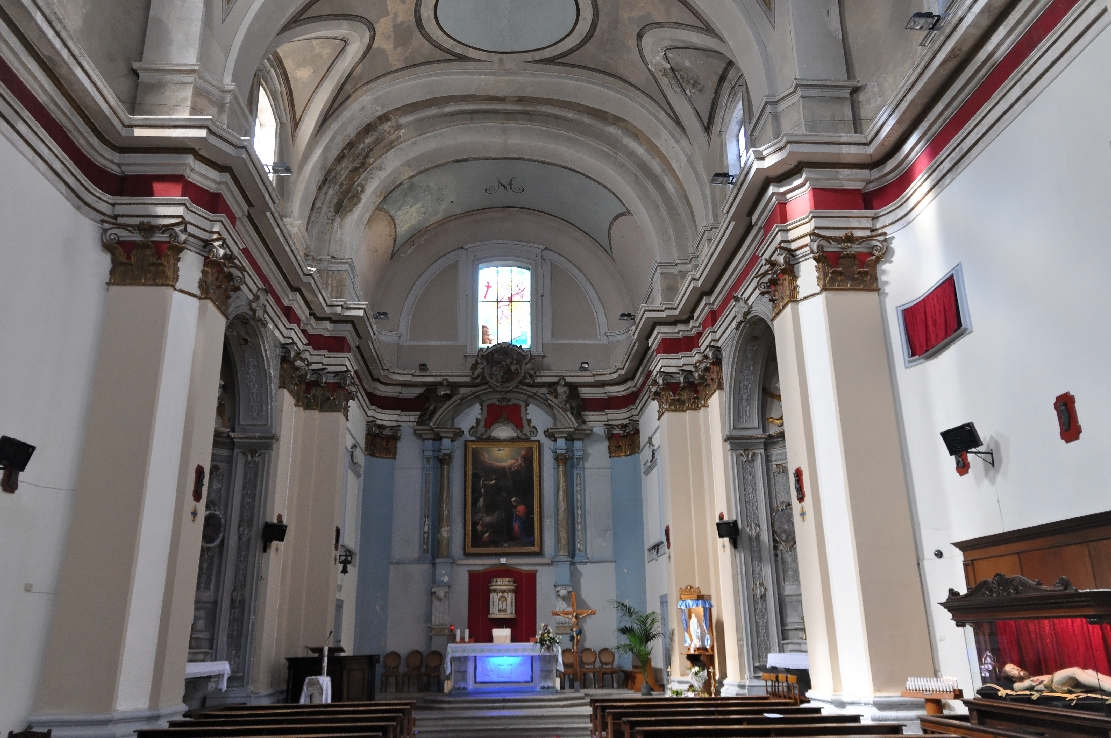
Interno della chiesa.

- Chiesa della SS. Annunziata:[33] la chiesa, poco prima della piazza, sul corso Emilio Alessandrini, è nota soprattutto per la sua imponente facciata. La chiesa fu edificata nel XIII secolo con semplice impianto a navata unica a terminazione rettangolare, gestita dalla Confraternita della Pietà, istituita nel 1570, che ne propose il rifacimento barocco. I lavori incominciarono nel 1733 finanziati dalle famiglie Trasmondi e Castiglione, con completa distruzione dell'aspetto medievale. L'interno con copertura a volte a botte ha due campate, tra cui è inserito un vano a cupola, le pareti delle campate sono movimentate da quattro cappelle che lasciando spazio solamente a piccoli altari in stucco. Nel presbiterio rettangolare l'altare maggiore è addossato alla parete di fondo, più interessante si mostra la facciata, che è una delle realizzazioni più evidenti dello sperimentalismo barocco abruzzese. Pare che i lavori furono voluti da un priore dei Castiglione, e l'architetto potrebbe essere stato il napoletano De Sio. Il manufatto lascia intendere il termine dello sperimentalismo barocco per un avvicinamento al nascente ordine neoclassico, poiché non ha particolari elementi decorativi, ma è incentrata sulla sinuosità delle forme, è scandita in due ordini, realizzata attraverso un partito architettonico che gioca sul chiaroscuro creato dal forte stacco delle colonne e delle cornici, e sia dal profilo concavo della superficie: ne scaturisce una dinamicità che si avvicina molto alle forme borrominiane di San Carlo alle Quattro Fontane di Roma.

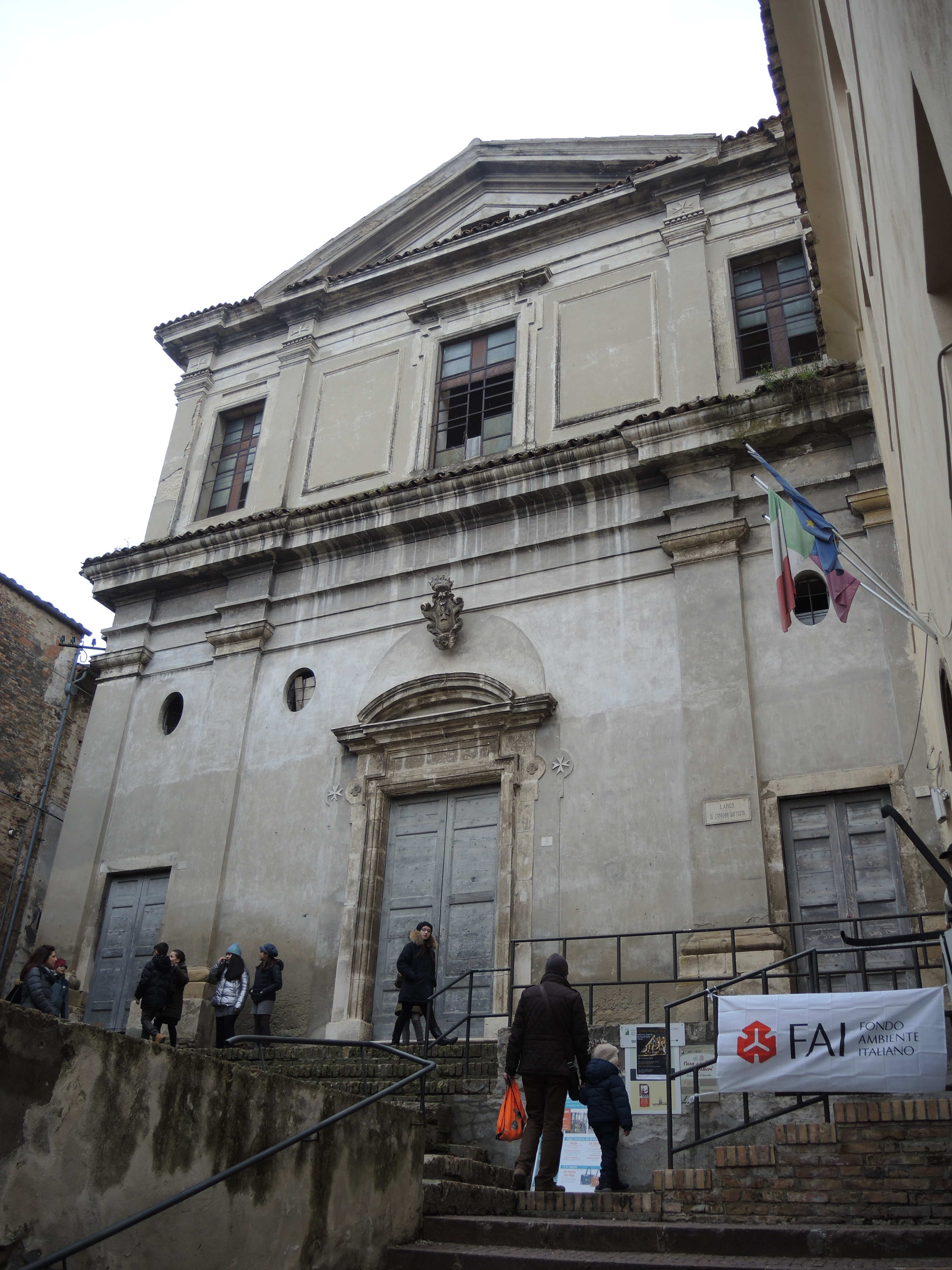
Facciata di San Giovanni Battista.

- Chiesa di San Giovanni Battista:[34] si trova sul corso Alessandrini, zona largo San Giovanni, è una delle chiese più importanti dell'Abruzzo perché costituisce l'unico esempio oggi conservato di monastero dell'Ordine di Malta, per giunta gestito dalle Suore Gerosolimitane femmine. Il primo complesso esisteva nel Trecento fuori dalle mura, ma fu distrutto nella guerra tra Pennesi e Aquilani del 1436, e ricostruito dentro la città. La chiesa venne realizzata ex novo in forme barocche, e i lavori procedettero così velocemente, in concorrenza con il monastero delle Clarisse, da essere compiuti nel 1701, come testimonia anche lo storico Anton Ludovico Antinori. La badessa Marianna Lannuti infatti volle che per quell'anno venisse celebrata la prima messa, officiata il 24 gennaio; il progetto sarebbe attribuito a Giovan Battista Gianni, di cui è leggibile la ricca decorazione interna in stucchi, e probabilmente collaborò con Carlo Piazzola e Davide e Luigi Terzani. Dopo le soppressioni degli ordini con le leggi napoleoniche, il convento cadde in degrado, venendo usato come scuola, poi come istituto tecnico, la chiesa venne spogliata degli arredi che vennero traslati per sicurezza nel Museo Civico Diocesano di Penne. L'impianto dell'edificio è a croce greca e l'architetto sviluppò l'asse longitudinale con l'aggiunta di una campata e di un endonartece, che apre in alto con una balconata protetta da una balaustra con grate, destinata ad accogliere le monache durante le celebrazioni. Segue il vano con copertura a volte a botte lunettata, ai cui lati ci sono brevi cappelle con altari barocchi, e infine lo spazio cruciforme a cupola, con altri due altari a terminazione dei bracci traversi e l'altare maggiore. Paraste a capitello composito corinzio e un'alta cornice a più modanature definiscono l'intelaiatura, impreziosite da motivi fitomorfi e preziose mostre d'altare, oltre che da medaglioni dove ci sono dipinti la storia dell'Ordine delle Gerosolimitane. Stucchi di Giambattista Gianni e decorazioni pittoriche murali di Giambattista Gamba.[35] Nell'ex attiguo Convento vi ebbero sede le Dame di Malta. Di rilievo all'interno ci sono le tele di San Giovanni Evangelista e San Carlo Borromeo realizzate da Paolo Gamba (XVIII sec.), il San Giovanni Battista di Samberlotti del 1617, e il San Francesco di Paola di Antonio Zanchi del 1705. Altre tele, insieme con la Pietà lignea, sono dei Settecento, e sono state traslate nel Museo diocesano. Le Gerosolimitane fondarono anche il convento annesso alla chiesa, sulla parete afferente al colle del Duomo. L'edificio si presenta articolato in vari corpi di fabbrica di diversa altezza, organizzati intorno a un ampio cortile centrale su due livelli. Nel tempo, con perdita della funzione originaria del monastero, l'edificio assunse vari ruoli: scuola d'arte, sede del Tribunale di Pescara con sezione distaccata, e sede di varie associazioni culturali. Ha un chiostro centrale con loggiato ad arcate sovrapposte.
- Cappella della Madonna della Cintura: si trova presso la chiesa di San Giovanni, sede della confraternita della Consolazione. L’oratorio è un bell’esempio barocco per gli stucchi del soffitto e sulle pareti, ha una cantoria sopra l’ingresso dove sono rimasti pochi resti dell’organo antico. Di interesse una tela della Madonna e una statua lignea.
- Chiesa di San Panfilo o Santuario della Madonna della Libera: la chiesa si trova ai margini del centro storico, sul Colle Sacro. Documentata dal 1260 e nominata parrocchia nel 1457, ha subito nel 1752 e poi nel 1804 varie ristrutturazioni per opera di Pietropaolo Francia. La facciata a vela più stretta rispetto alla retrostante copertura è realizzata in laterizio con numerosi fori pontai. Due gruppi di lesene di ordine tuscanico sorreggono la trabeazione orizzontale, dividendola in due ordini. Nel registro inferiore troviamo il portale di ingresso con fastigio curvilineo, in quello superiore coronato da timpano a più modanature sorretto a sua volta da lesene, si apre una finestra centrale. L'impianto è a navata unica con configurazione a pianta centrale a croce greca allungata. Un vestibolo di ingresso con bussola in legno e cantoria curvilinea procede uno spazio a cupola, a cui si affiancano due cappelle laterali. Chiude la navata una campata che ospita il presbiterio, sopraelevato di due gradini. La decorazione a stucco è in lesene con capitelli compositi rossi e dorati, sui quali corre una trabeazione orizzontale, gli altari delle cappelle sono stati demoliti negli anni '70, e rimangono solo le pale lignee. Il campanile è a vela con due archi.

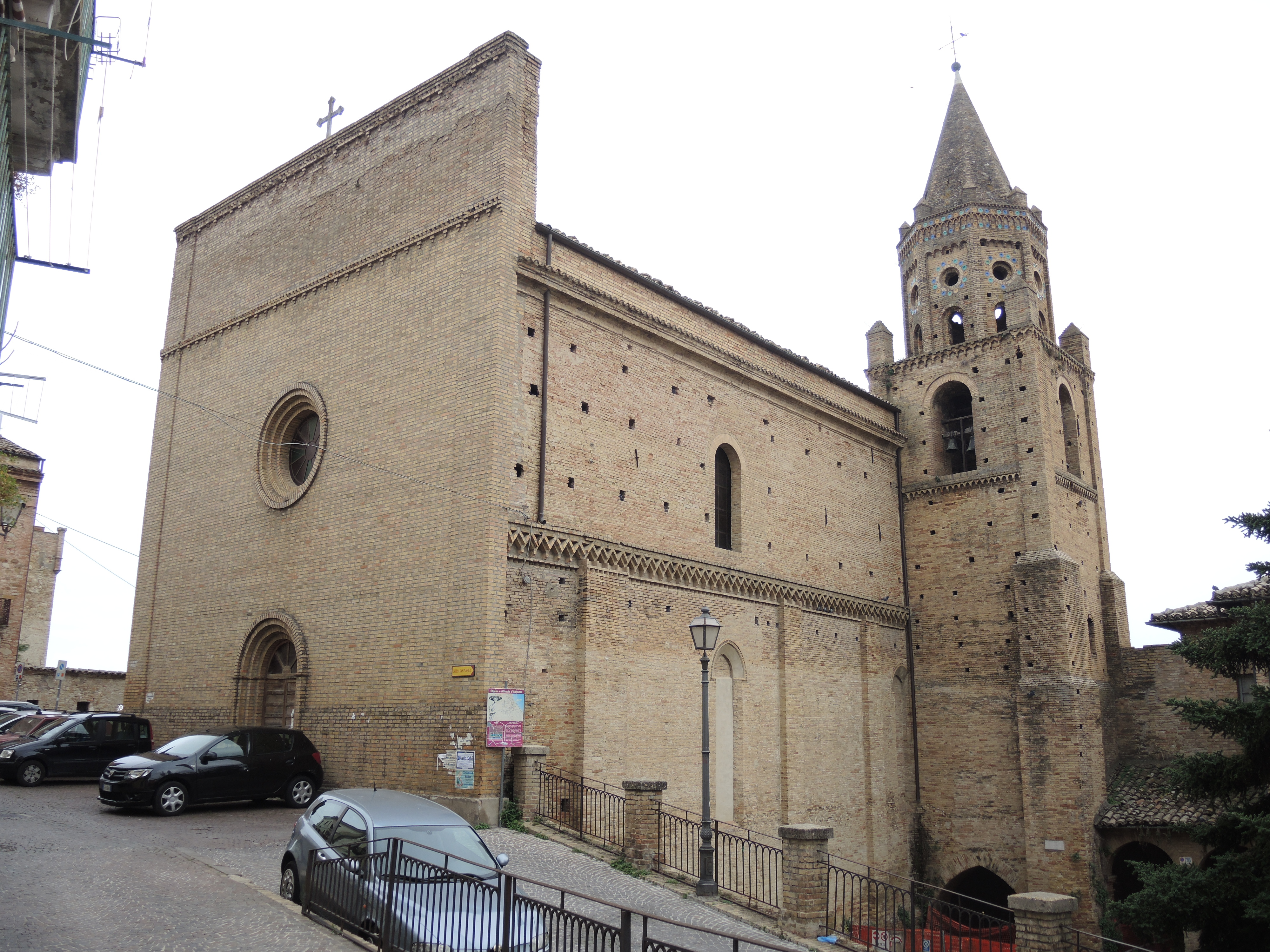
Sant'Agostino.

- Chiesa di Sant'Agostino:[36] la chiesa esisteva insieme con il convento già nel XIV secolo, ma venne rifatta completamente nel 1756-59. Dell'aspetto antico rimangono il campanile rinascimentale delle maestranze di Atri, e le monofore ogivali nei fianchi, insieme con affreschi trecenteschi presso il coro ligneo. La facciata è frutto di un rifacimento novecentesco che imita il romanico, poiché rimasta incompiuta durante i lavori interni di trasformazione barocca. Lo spazio interno è costituito dalla duplicazione di una cellula campata coperta a calotta, affiancata da due cappelle laterali, un breve raccordo a volta collega le campate all'altro, costituendo il presbiterio. L'effetto che si ottiene è di accentuazione di un asse traverso nonostante la pianta longitudinale.
- Chiesa di Santa Maria del Carmine:[37] si trova a poca distanza dal centro abitato, nel colle del Carmelo, edificata nel XVII secolo sopra un vecchio romitorio dedicato a San Cristoforo (1642). A causa di un crollo i lavori furono rieseguiti e la chiesa ampliata nel 1754, dandole l'aspetto barocco. L'architetto in un primo momento fu Pietro Canturio (1763), che progettò l'impianto a croce latina e la decorazione a stucco nel 1770. Nel 1767 subentrò l'architetto Francesco De Sio, che dette più spazialità all'edificio, inserendo il transetto quasi a metà dell'aula, preceduto da tre campate e seguiti da altre due, che costituiscono il presbiterio; all'incrocio dei bracci si alza la cupola ellittica su pennacchi, illuminata da quattro finestre dal profilo a campata. Le tre cappelle che aprono su ciascun lato della navata ospitano degli altari con maestosa decorazione a stucco nelle mostre; ciò nonostante data la loro scarsa profondità, non riescono ad annullare l'effetto di un impianto a croce latina. La decorazione scandisce l'articolazione dei vani e riflette nell'ornamentazione un raffinato gusto rococò; all'artista pennese Aniello Francia è affidata la realizzazione della facciata per la quale si ripropone il partito architettonico seicentesco, nonostante la chiesa fu ultimata quasi all'inizio dell'800. Delle colonne estradossate dividono la facciata in due registri, in quello inferiore, delimitato da una cornice marcapiano a più modanature, apre il portale maggiore, nell'ordine superiore c'è un'ampia finestra dal profilo a campana. Di fianco alla chiesa c'è il convento dei Carmelitani, sviluppatosi per tutta la lunghezza della chiesa stessa. L'assetto generale risale al progetto del 1763, nell'800 il monastero divenne carcere e fu trasformato, e successivamente fu riconvertito in Museo della Moda. Presso il refettorio si trovano ancora tracce d'arte, come l'affresco di Vincenzo Maria Ronzi della Cena di Betania (1828)
- Convento di Santa Maria in Colleromano e Convento degli Zoccolanti:[38] si trova nella zona sud-ovest del centro abitato, presso Colle Romano. La chiesa risalirebbe al XIII secolo dai Benedettini, ma nel corso dei secoli ha avuto numerose modifiche. Aveva inizialmente un impianto basilicale senza transetto, coro tripartito e archi ogivali impostati su pilastri in laterizio, quadrati e ottagoni. Nel 1505 la chiesa furono ceduti ai Francescani, che abbandonarono la chiesa di San Cristoforo, avviando lavori di abbellimento e ampliamento: venne sostituita la copertura a capriate con un sistema di volte a crociera (quelle attuali sono frutto del restauro del 1953-66); nel 1547 furono commissionati nuovi stalli del coro. Il maestro Altobelli Berardino realizzò l'altare maggiore con mostra in legno intagliata che incornicia delle tele e delle sculture lignee raffiguranti la Vergine Maria, Francesco d'Assisi, Bernardino da Siena. Nella seconda metà dei Seicento è avviata una nuova fase di lavori con cui si incise la conformazione originaria della chiesa: la partitura a stucco fu realizzata da Gianni, Piazzola, Rizza, e la nuova consacrazione ci fu nel 1672. Con i vari restauri si sono scoperte delle parti di affreschi dell'epoca rinascimentale, presso le cappelle laterali, come il dipinto della Deposizione del primo altare a sinistra, o il Sant'Antonio di Padova del 1544 del quarto; al XV secolo è datato il primo intercolumnio della navatella sinistra raffigurante le Laudi della Vergine. La stagione dei lavori si concluse nel 1792 con la commissione all'architetto Giovanni Antonio Fontana che ammodernò la facciata. In occasione del restauro del 1960 si volle pretenziosamente recuperare l'aspetto medievale della chiesa, con la demolizione della facciata del Fontana, che da barocca ritornò romanica, e la ricostruzione delle volte a crociera. La facciata barocca era stata definita un'armonia delle parti tra il barocco e il romanico, poiché si era conservato l'antico portale, ed era stato sormontato da una nicchia con la statua della Madonna che aveva in grembo il modellino della chiesa, in collegamento con le tipiche sculture romaniche. Il complesso conventuale degli Zoccolanti è una delle tanti sedi francescane di Penne, dato che le sedi originarie furono distrutte, come il monastero principale, appena fuori Porta San Francesco. L'interno si articola intorno a due chiostri con ingresso principale dalla piazza antistante, in questi e in parte dei corridoi porticati, sono sistemati pregevoli pezzi del lapidario tra i quali i resti del primo altare benedettino del XIV secolo, una colonna scanalata, un capitello corinzio, e l'epigrafe che ricorda l'insediamento dei Francescani a Colleromano nel XVI secolo. Il convento ospita una biblioteca diocesana e il Museo Etnografico Missionario, che raccoglie testimonianze dei Frati Cappuccini nei vari Paesi del mondo.

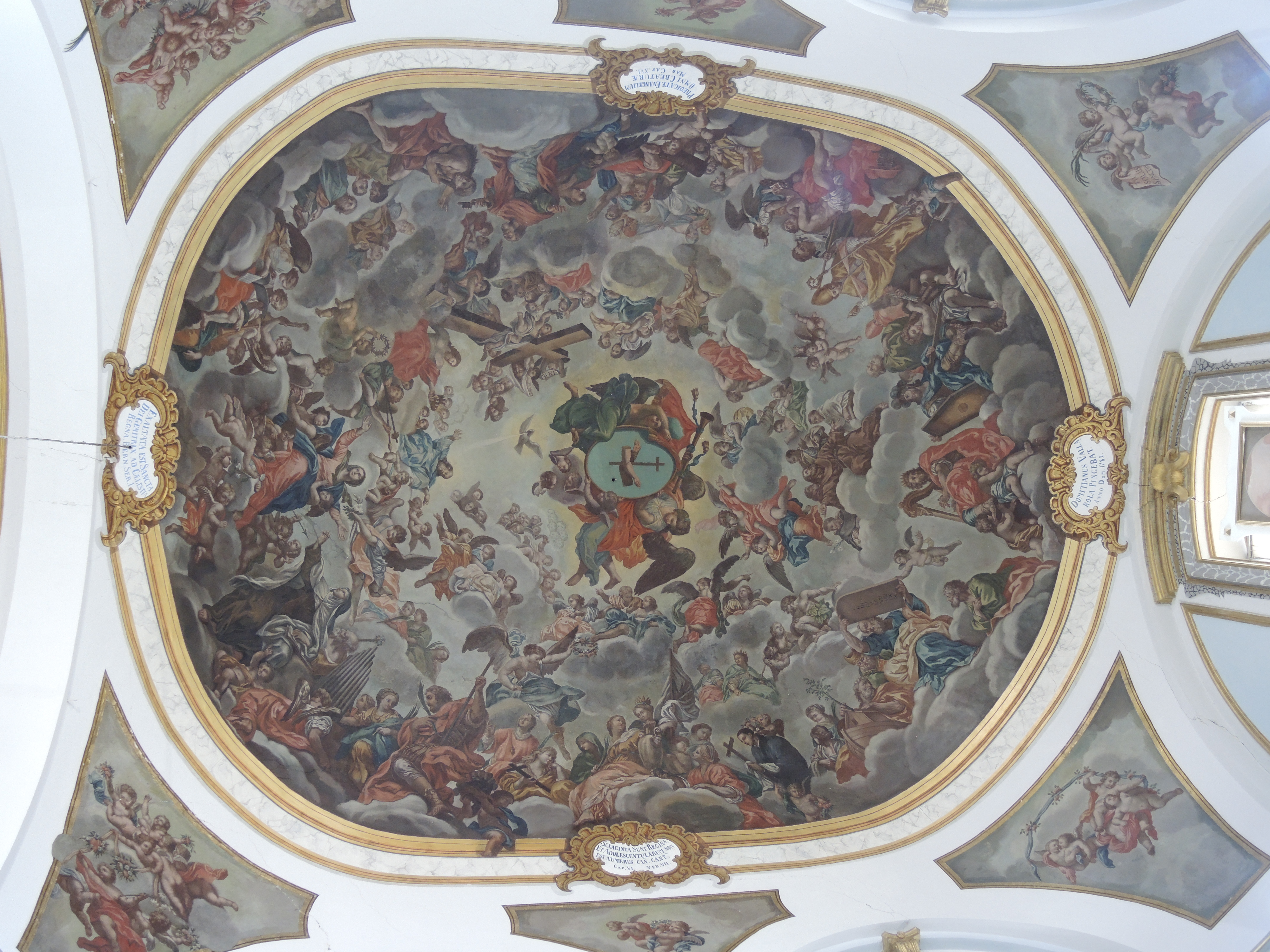
Volta cupolata della chiesa di Santa Chiara

- Convento Natività di Maria Ss.ma:[39] è noto anche come il convento dei Frati Cappuccini. Fu eretto nel 1575 su Colle Cappuccio, a nord del centro, da Padre Lorenzo Bellarmino da Montepulciano, che vi visse sino alla morte nel 1601. Il convento fu centro di formazione e spiritualità cappuccina, sede del noviziato sino al 1811. Ripristinato dall'operosità dei religiosi, nel 1866 subì nuovamente la chiusura dai piemontesi, ma il municipio incaricò Padre Isaia di Cugnoli di gestire la struttura insieme con due monaci. Il convento fu nuovamente riscattato nel 1900, riaperto l'anno seguente dal ministro provinciale Padre Giuseppe da Sulmona, e nel 1909 accolse il primo seminario della provincia, che fu trasferito nel 1914 al convento dell'Incoronata di Vasto, mentre a Penne tornò la scuola di noviziato. Nel 1953 furono eseguiti dei lavori di restauro che cambiarono radicalmente l'aspetto del convento, nel settembre 1969 il noviziato fu trasferito nel convento delle Clarisse dell'Aquila, e l'ultimo anno scolastico di Penne fu il 1985-86. L'aspetto attuale ricorda quello dei conventi romanici, benché si tratti di una ricostruzione tarda, ha facciata molto semplice, ornata da un portico ad archetti, la pianta è a navata unica, con il complesso monastico quadrangolare a fianco. La navata è ornata da cappelle solo sul lato destro, e vi si conservano la tela di Domenico Andrea Malinconico di San Felice (XVII sec.), e due tele anonime del Padre Eterno e della Santissima Concezione. Di rilievo è il cinquecentesco altare maggiore con ciborio barocco, ornato dal tabernacolo e da un Crocifisso intagliato dai fratelli Marangoni (XVIII sec.).

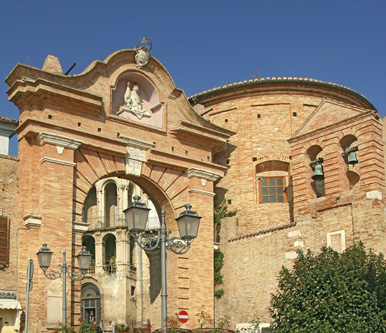
Porta San Francesco e chiesa di San Nicola.

- Chiesa di San Nicola di Bari: si trova accanto a Porta San Francesco, con cui forma un blocco unico rivestito in laterizio. La chiesa fu ricostruita nel 1845 su progetto del pennese Federico Dottorelli, la facciata è costituita superiormente da un corpo cilindrico poggiante su un sottostante avancorpo in cui si apre il portale architravato. Sopra questo è posta una grande edicola vuota con timpano curvilineo, affiancata da semplici finestrelle strombate. La superficie muraria in laterizio è percorsa da sottili lesene, congiunte in alto da una semplice cornice, sopra cui si innesta la cupola circolare. L'aula presenta pianta circolare, che si sviluppa all'interno a base quadrata, con angolo smussato sul quale si trova il portale. L'interno è scandito lungo le pareti da otto coppie di paraste binate in ordine ionico, poste a inquadrare i vani dell'altare maggiore e di quelli laterali. Oltre il vestibolo di ingresso, una piccola cantoria dal profilo curvilineo, e finestrelle quadrate presso la cupola, per dare la luce. Di interesse una statua della Madonna.
- Chiesa della Beata Vergine Maria Regina: moderna chiesa appena fuori dal centro storico, realizzata nel 1960. Il volume si basa su un cilindro parabolico che riprende la forma della capanna, e si solleva spazialmente con delle discontinuità da cui si ricavano fenditure con luce zenitale. La pianta ricorda i modelli romanici a tre navate, con le navate laterali relegate a deambulatori. La parabola giunge da terra aprendo passaggi dalla navata centrale alle secondarie. La facciata è in mattoni, tripartita ottenendo una sorta di tetto a spioventi. La parte centrale è a parabola, e si solleva per illuminare la navata interna. Al centro si trova il portale, sormontato da un oculo.
- Parrocchia di San Massimiliano Kolbe: si trova nel quartiere moderno a sud-est, inaugurata nel 2010, con impianto tipologico a pianta centrale con l'intento di realizzare una "chiesa assemblea", concetto dominante delle basiliche tradizionali. Tuttavia il rapporto con l'antichità è perseguito mediante l'uso del mattone faccia vista per gli esterni dell'edificio, elemento di grande caratterizzazione dell'immagine di Penne. La facciata rettangolare è completamente in mattoni faccia vista con ricordi orizzontali in cemento intonacato di bianco, e cantonali aggettanti. Al di sopra un semplice cornicione in cemento, si intravede l'estradosso della cupola e la lanterna ottagonale con vetro a cuspide.
- Lapidi della chiesa di San Francesco d'Assisi: il monastero fondato dal santo di Assisi sorgeva fuori Porta San Francesco, ed era l'insediamento monastico più antico d'Abruzzo, se si esclude quello di San Giovanni Battista, con concessione del vescovo a San Francesco nel 1216, quando il santo si trovò a Penne per sanare una disputa tra nobili. In una bolla del papa Onorio II il convento è citato nel 1225, e successivamente cadde in degrado, fino alla scomparsa dopo il 1809, quando gli ordini furono soppressi. Ne restano delle lapidi conservate nel chiostro dei Domenicani.

### Le chiese delle contrade
Molte di queste purtroppo sono in cattivo stato di conservazione, o addirittura ruderi.

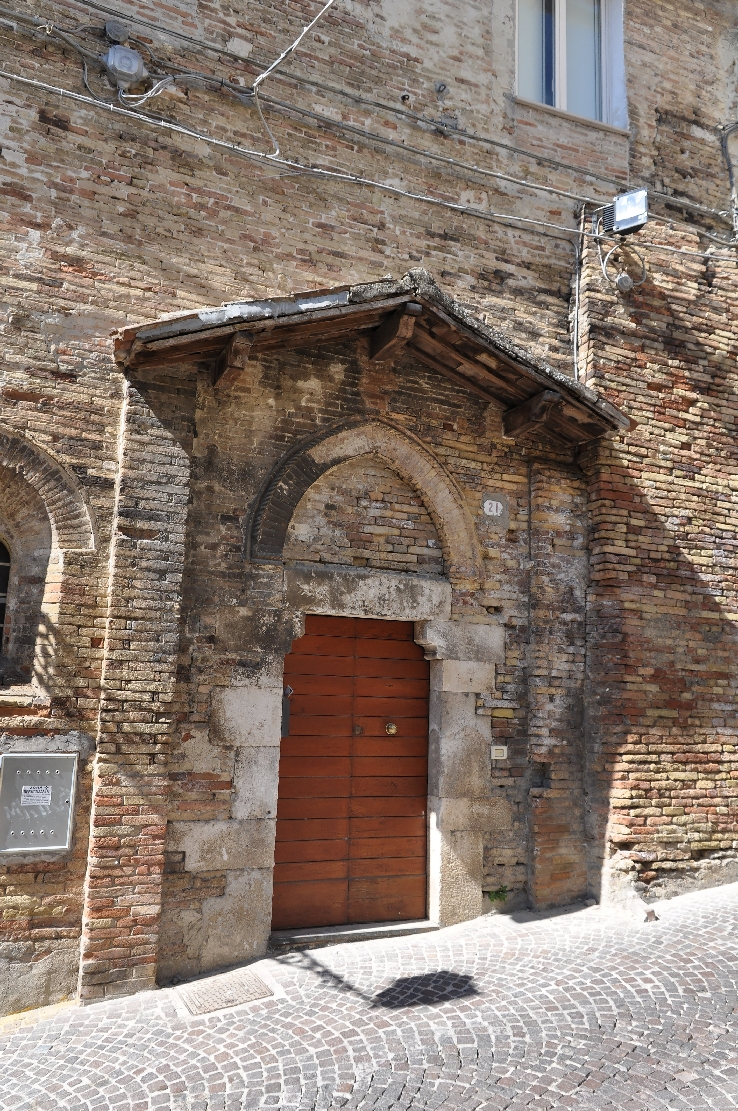
Portale di Palazzo del Giustiziere.

- Chiesa di San Rocco: questa chiesa è ancora in buono stato, sorgente sul Colle Cappuccio. Non ci sono fonti che ne attestino l'epoca di fondazione, ma fu edificata, a giudicare dallo stile, nella metà dell'800. La pianta ad aula unica rettangolare è suddivisa in quattro campate da tre grandi archi a tutto sesto che sorreggono la copertura a due falde intonacata. La facciata è delimitata agli angoli da due paraste in laterizio e presenta una terminazione curvilinea, sottolineata da un cornicione non aggettante. Nella campata centrale si aprono il portale e un oculo sovrastante in laterizio. L'interno in intonacato di bianco, con la statua di San Rocco presso l'altare.
- Chiesa di San Pietro: si trova nella contrada omonima, fuori Portacaldaia, ed è in cattivo stato, benché potrebbe essere recuperata. La chiesa risale al Settecento, in stile barocco rurale, tipica cappella campestre, con facciata decorata da un portale architravato e da un oculo. Il soffitto è crollato, non ci sono opere di arredo interno, completamente invaso dalla vegetazione
- Chiesa di Santa Maria delle Grazie: è una delle chiese campestri più interessanti della città, su Colle Cappuccio, benché in stato di abbandono dagli anni '80. Ha un impianto rettangolare con facciata tardo barocca, con architrave a timpano triangolare, e grande campanile a vela laterale. Il soffitto è crollato, ma restano importanti tracce del passato come gli stucchi settecenteschi, le pitture ad affresco, e conservava la canocchia della Madonna, conservata oggi a Santa Croce.
- Chiesa di San Vincenzo: si trova in Casale Gaudiosi sul Colle Trotta, risalente al XVII secolo, e benché con il soffitto crollato, ancora recuperabile. Ha il tipico aspetto di una chiesa settecentesca di campagna, con l'interno intonacato e stuccato, e nicchie che accolgono varie statue.
- Chiesa di Santa Maria della Brecciosa: anche questa chiesa è in abbandono, sebbene ancora in discreto stato di conservazione. Si trova lungo la Strada statale 81 in contrada Santa Caterina. Era in gestione dei Cappuccini, ma dopo gli anni '60 cadde in abbandono. La chiesa nel 2011 circa fu ripulita dalle erbacce che la occultavano completamente alla vista, ma necessita ancora di interventi di consolidamento. L'impianto rettangolare settecentesco è più elaborato, con un presbiterio ad abside semicircolare.

### Architetture civili

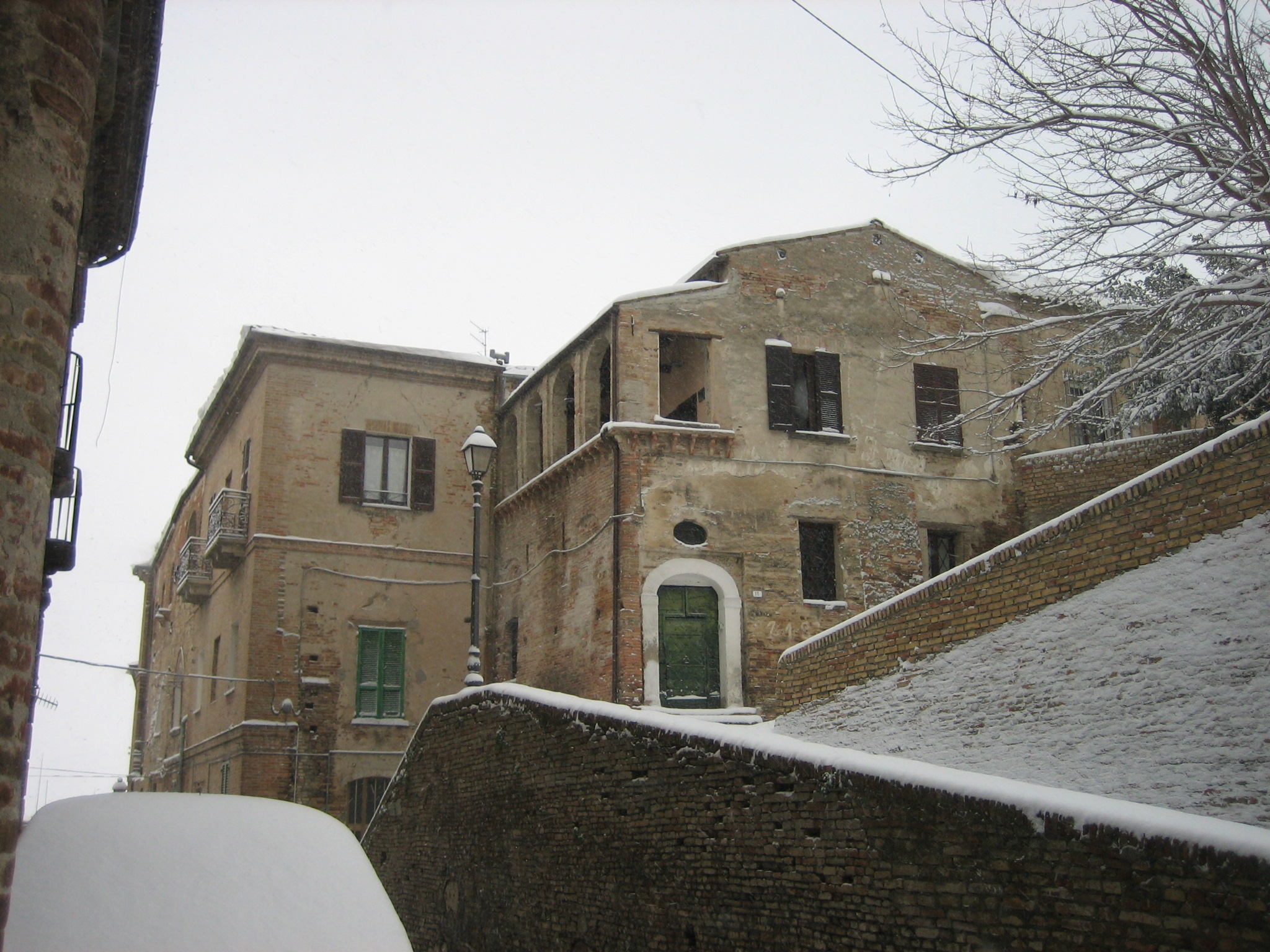
Il medievale Palazzo de' Vestini.

- Palazzo De Dura: si trova sul corso dei Vestini, e fu la prima residenza della famiglia venuta da Napoli nel 1500. Vi erano ancora insediati nel Settecento, quando i De Dura erano duchi di Collepietro e Castelnuovo di San Pio. Come tutti i palazzi a mattoni a vista, alcuni frammenti di muri più antichi fanno leggere diversi rifacimenti dei periodo precedenti. Al secondo piano ci sono tre ampie finestre con mostre modanate in cotto. La facciata è del tardo Quattrocento, e ha elementi decorativi orizzontali con pianetto inclinato e tortiglione, il marcapiano e una cornice che passa a livello dei davanzali. Un'ala è stata completamente messa a nuovo nei primi anni del Novecento rispettando lo stile originale.

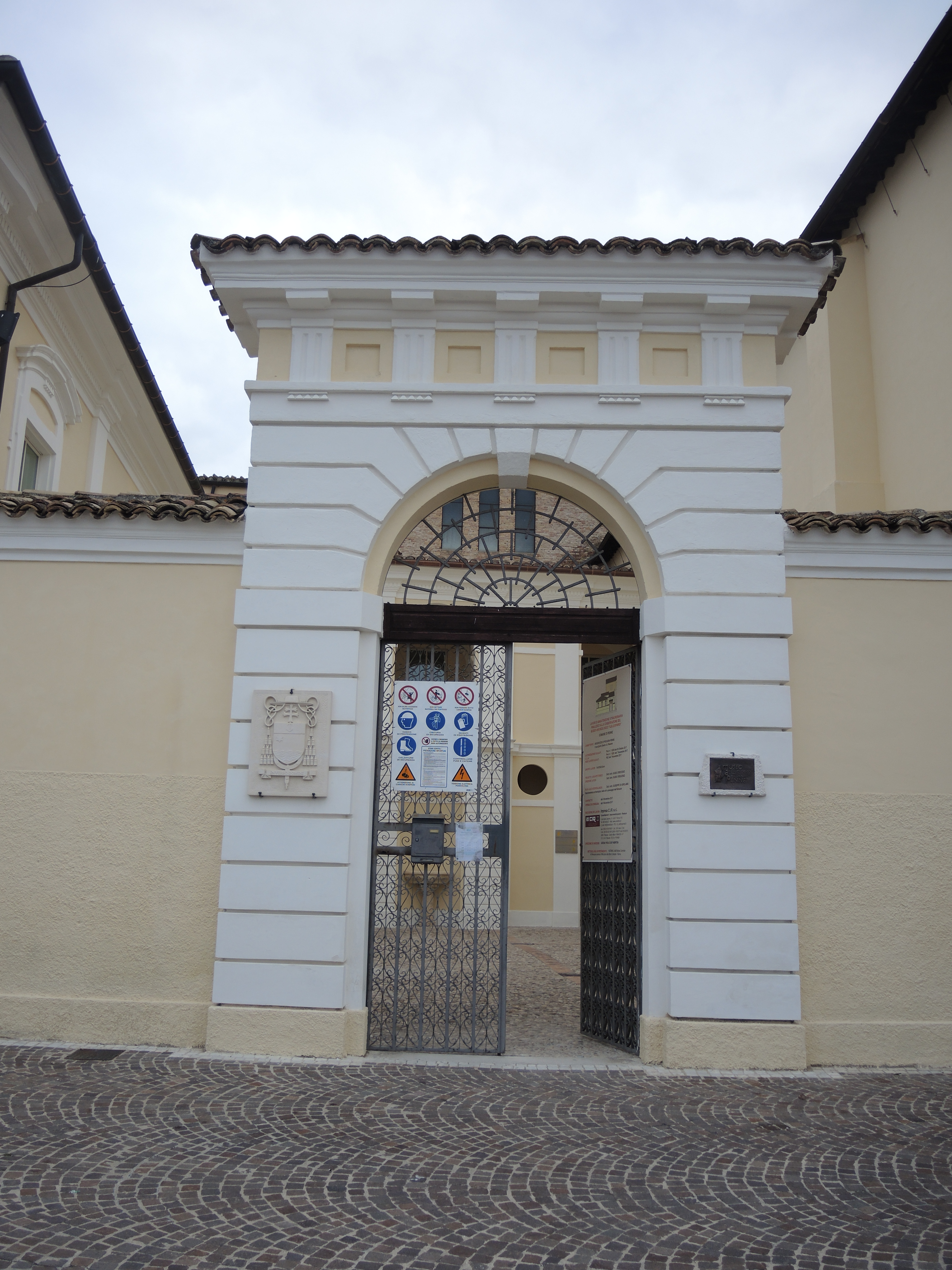
Ingresso al Palazzo Vescovile.

- Palazzo Scorpione - Margarita d'Austria: si trova sul corso dei Vestini, in Rione Porta da Capo, appartenuto al nobile casato degli Scorpioni, e usato anche da Margherita d'Austria, quando si insediò con Ottavio Farnese nella città. Fu rinvenuto nel palazzo un'importante stemma civico oltre all'emblema tradizionale delle quattro torri. Nel palazzo nel 1837 si nascose il rivoluzionario Clemente de Caesaris, e oggi è sede delle Suore della Santa Famiglia. Il palazzo è di notevoli dimensioni, a due piani a sviluppo orizzontale. Il coronamento, deturpato dai rifacimenti della copertura, in alcuni punti mostra merli e ghibellini che lo coronavano, ed è in mattoni faccia vista. Il cortile a due piani è uno degli esempi più ammirevoli dell'architettura settecentesca della città, con gli elementi classici dell'arco a tutto sesto, la colonna, e il capitello cubico.
- Palazzo Vescovile: si trova accanto al Duomo, documentato sin dal XIII secolo, quando si parla di processi ai danni dei servitori dell'Ordine dei Templari. Venne ricostruito nel Cinquecento dal vescovo Paolo Odescalchi (1570), nel 1672 il vescovo Spinucci lo fece ampliare e ornare con una cappella privata, nel 1801 il vescovo D'Alfonso affrescò la "Sala degli Stemmi" con le rami di tutti i suoi prelati predecessori. Il palazzo fu restaurato nel 2001, oggi sede del Museo Diocesano "G. Leopardi", che raccoglie vari pezzi d'arte religiosa e archeologica della città. La struttura è costituita da un cortile di accesso, dalla bella pavimentazione, con un recente monumento alla civiltà Vestina di Tommaso Cascella. L'esterno non ha grandi elementi di interesse, se non un motivo di intonacatura tipica dell'era neoclassica. Dal cortile si può accedere ai giardini collocati al di sopra delle antiche mura medievali, che guardano verso il Gran Sasso d'Italia. La parte superiore del palazzo è adibita all'ufficio del Vescovo, mentre quella di sotto è sede del museo.
- Palazzo Stefanucci - De Cesaris: si trova in Piazza Fontemenente, detto anche "Torre De Caesaris" per la struttura quadrangolare che lo caratterizza. Gli Stefanucci vennero a Penne nel XVI secolo, imparentati con altri nobili funzionari della città, contribuirono all'edificazione della cappella del Rosario nel monastero di San Domenico, e scomparvero nel XVII secolo, forse decimati dalla peste del 1656. Nel palazzo vi dimorarono i De Torres, i Dottorelli, e i Vigjola, e infine i De Caesaris. Il palazzo a due piani ha uno sviluppo orizzontale. Due preesistenti edifici sono stati accorpati con la torre merlata e quello con il portale in pietra e chiostrina che dà sul piazzale. L'ampia facciata con nove finestre rettangolari e sei quadrangolari, con stipiti in travertino, ricompongono l'unità stilistica del palazzo. All'interno sono ancora visibili nella chiostrina degli archi a tutto sesto con colonne e capitelli cubici, e sul coronamento denti di sega.
- Palazzo Teseo Castiglione: si trova presso la chiesa di San Nicola, ed è una delle architetture civili più interessanti della città, dopo Palazzo Aliprandi. Risale al XV secolo, anche se si ipotizza sia più antico, dato che fu abitato dai Castiglione.

Nel Seicento fu ristrutturato da Ferdinando Castiglione, che aggiunse l'ala oggi destinata a sede museale, nell'800 Ginevra Castiglione portò in dote al marito Saverio De Leone l'appartamento, nelle cui sale oggi ci sono le opere di Remo Brindisi, e la collezione Galluppi. Nel Settecento fu ampliato dai Teseo, con progetto dell'architetto Stansislao Casale sul disegno di Francesco De Sio (1760-66). Notevole è la facciata del 1766 con avancorpo centrale e logge sovrapposte con triplice arcata e balconata, che crea ombre profonde. Il grande accesso su Largo San Nicola non ha il portale, la facciata diaframmata, fa sì che vivamente il palazzo assuma complessità e dimensioni particolari. Nella sommità è presente un orologio a maiolica di Antonio Papa (1770), la torretta venne abbattuta nel 1968 e l'orologio ricollocato più in basso. Da via Castiglione si accede a un piccolo cortile tramite portal e a sesto acuto, con modanature a guscio lungo gli spigoli dell'archivolto. Il palazzo oggi ospita il Museo d'Arte Contemporanea.

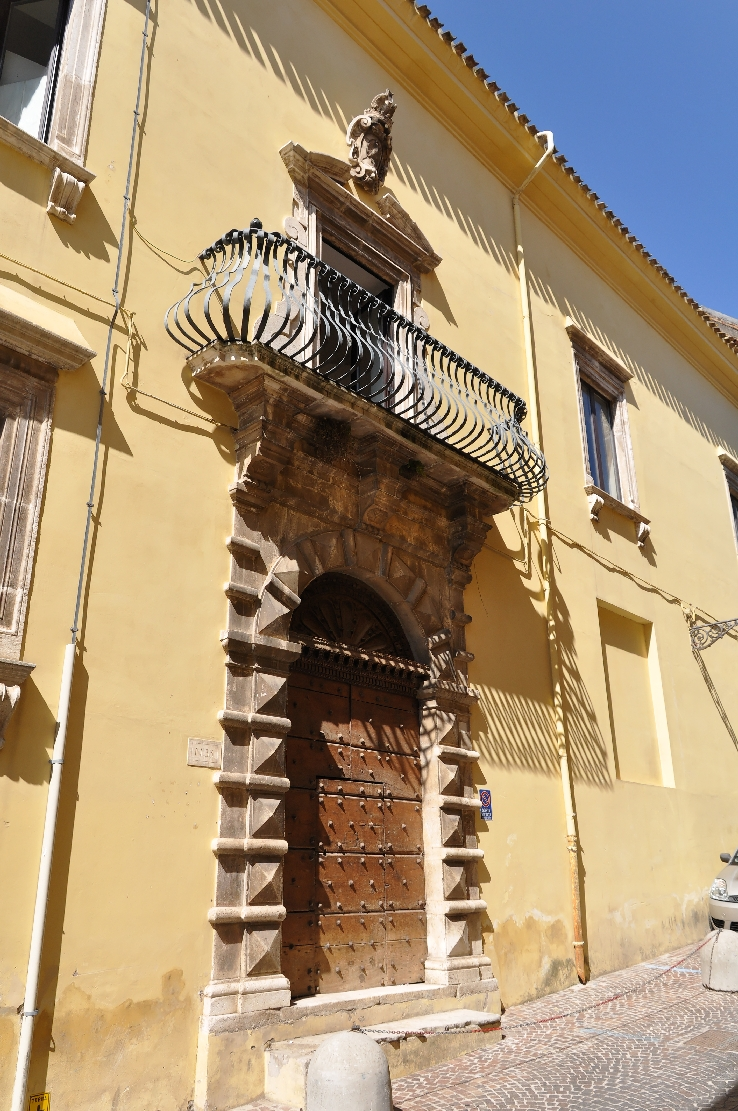
Palazzo Aliprandi, ingresso alla cappella di Sant'Antonio.

- Palazzo del giustiziere: è detto anche "Palazzo de Pischiniis", e si affaccia sul corso dei Vestini, ed è un esempio notevole dell'impiego del laterizio nel compatto prospetto allineato sulla strada. Fregio marcapiano in cotto con riminiscenze gotiche nella preziosa trina ad archetti trilobati del XV secolo, che per gusto e per cronologia si accorda con la decorazione due archi sul corso. Il palazzo ha un ampio accesso, che mostra l'armmorsatura per ospitare gli stipiti, ai lati dell'accesso ci sono due feritoie per armi da fuoco e sono stare realizzate in epoca tarda. Gli stipiti delle finestre del primo piano sono in cotto e sotto di esso ci sono due ferri porta stendardi.

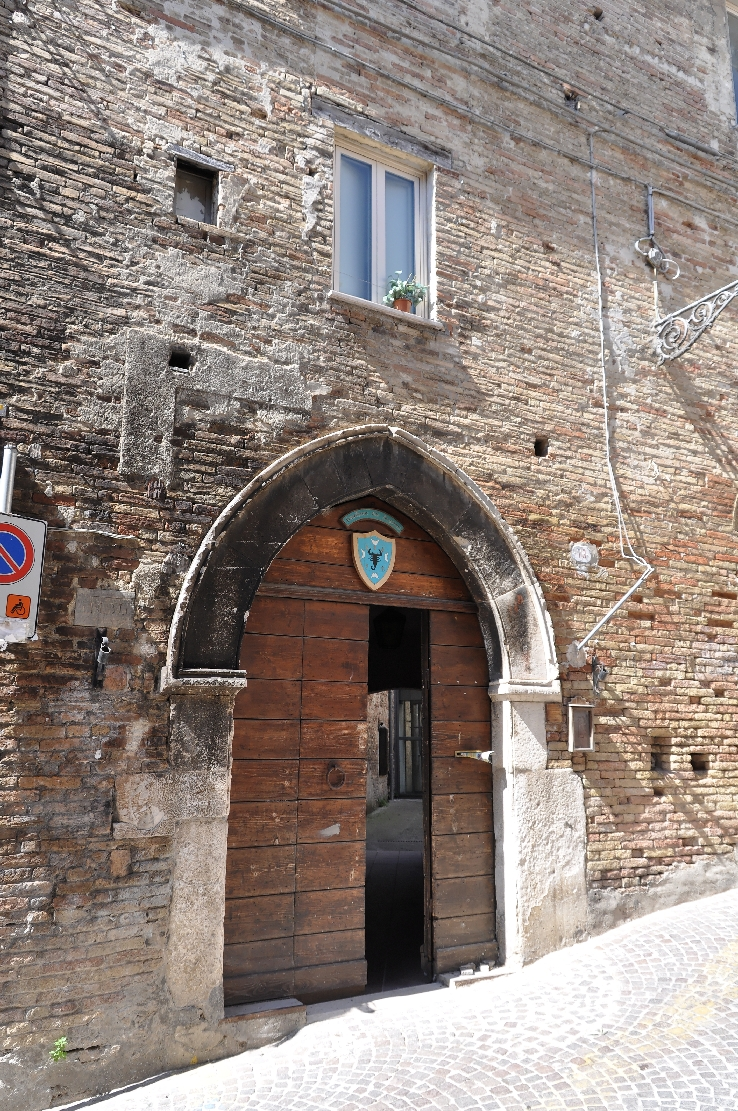
Portale di Palazzo Scorpione

- Palazzo Aliprandi- De Sterlich: fu realizzato nel XVII secolo sopra una preesistente costruzione, ed è oggi sede dell'Istituto Tecnico "Guglielmo Marconi". Nel XVI ospitò il capostipite della famiglia pennese Giovanni Aliprandi, tesoriere della duchessa Margherita d'Austria. Le finestre del piano nobile del secondo piano presentano elementi che sono propri degli edifici rinascimentali, la larga mostra delle tre fasce con i risvolti orizzontali in basso, le mensole inginocchiate sorreggenti il davanzale, il fregio convesso, la classica cornice di coronamento. Nel 1773 l'edificio subì grandi trasformazioni barocche, e vennero realizzati i due grandi portali, quello principale ad arco a tutto sesto con concavità cantonale nei piedritti, inquadrato tra due lesene divergenti, con capitelli e cariatidi. Al di sopra del frontone si trova lo stemma nobiliare. Il secondo portale su corso dei Vestini è ad arco con la mostra in conci bugnati a diamante, alternati a risalti di sezione semicircolare, e immette nella cappella di Sant'Antonio, a croce greca.
- Palazzo Leopardi: si trova su strada Leopardi, ed è un altro notevole esempio di architettura gentilizia settecentesca. I primi documenti risalgono al 1604, quando il palazzo era di proprietà di Francesco Uranio dell'Isola, che lo vendette a Francesco Lattanzio da Caldarola. Nel 1620 divenne proprietà del nobile Andrea de Grandis, e nel 1690 divenne sede della famiglia Leopardi originaria di Amatrice, nella persona di Antonio, che si sposò con Giuditta de Grandis. Nella metà dell'800 il palazzo fu accresciuto accorpando altri edifici, includendo anche uno spazio per la costruzione del giardino del cortile. Benché l'esterno sia molto semplice, l'interno è assai decorato in stile classico, con volte affrescate, come nella Sala della Musica, la Sala della Vallarola, la Sala da Pranzo, dal pittore Domiziano Vallarola. Tra i dipinti più interessanti c'è quello del mito di Eos ed Elio.
- Palazzo Dei Vestini: si trova in via Muzio Pansa e risale al Medioevo, quando era di proprietà della famiglia omonima. Sorse nel XIII secolo come sede vescovile, poiché la sede attuale dell'Episcopio risale al XVIII secolo. Il palazzo è a pianta irregolare, presenta una corte interna non visibile e uno spazio verde contiguo alla piccola strada detta di Civitavecchia, che porta alla discesa De Dura. Il fronte principale è in mattoni faccia vista, e si sviluppa interamente nella sottostante via Pansa, sviluppandosi in quattro piani di altezza. Le due stremità laterali dell'intero corpo e il piano terra, presentano incernieramento in mattoni, quasi ottocentesco, con funzioni di consolidamento a sostegno della struttura tutta. Sempre nella parte centrale c'è una finestra gotica a doppio arco acuto, dove si scorge lo stemma del vescovo Giovanni di Palena, che occupò il palazzo dal 1433 al 1454, con lo scudo con le iniziali IO-EP. La presenza dei Vestini nel palazzo è documentata nel 1560, e nel 1888; all'ultimo piano si apprezzano gli archi a tutto sesto con bordellone e capitello centrale cubico, e laterali semicubici. Un terzo arco, perpendicolare ai primi, testimonia di dove terminasse il primo corpo di fabbrica. In corrispondenza della strada pedonale è visibile una loggetta a tre archi cui ne corrispondeva un'altra al piano inferiore, oggi murata, da cui si accedeva dall'antico portone settecentesco a doppia anta. Il cortile interno è dotato di un pozzo e un'antica cisterna medievale.

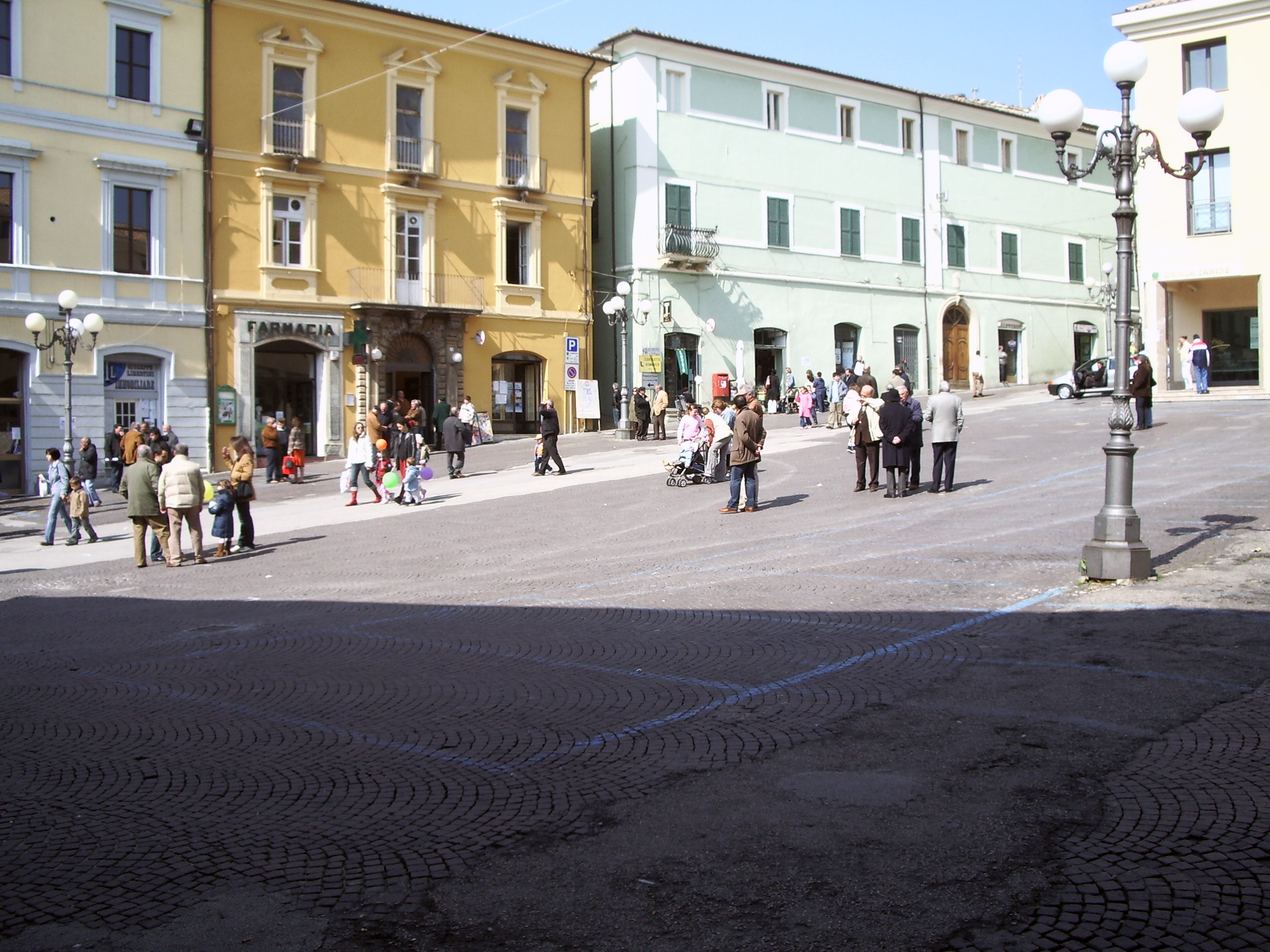
Piazza Luca da Penne e Palazzo Leopardi.

- Palazzo del Capitano Regio: si trova in via Roma, e ha preso l'attuale conformazione nel 1697, poiché prima era una chiesa; due tavole di pietra serena sotto la mensola di una finestra del primo piano ricordano Pierro de Pir (1338), il quale attenuò il potere temporale del vescovo. Nell'800 divenne luogo di incontri della carboniera, fagocitata dalla famiglia De Caesaris. Dell'antica chiesa si notano i lati della finestra sopra il portale principale, tardo quattrocentesco, i due leoni stilofori in pietra. Il cortile con ala a doppio loggiato è di notevole pregio, avendo conservato lo stile e l'uso del mattone per le arcate e per i capitelli. Le colonnine ottagonali che sorreggono i capitelli sono modanati in ordine piano, più pesanti e tozzi per quello inferiore, più snelli per il piano superiore. Il loggiato è di chiara impronta rinascimentale. Gli ambienti interni hanno volte dipinte a tempera con scene allegoriche e floreali, di particolare interesse il dipinto della sagoma di Napoleone tra due alberi.
- Palazzo Gaudiosi: si trova tra Piazza Luca da Penne e via Dante. Questo palazzo appartenne alla famiglia Armeni, le cui armi sono nel cortile interno, poi passò ai Gaudiosi alla fine dei Seicento. La sua conformazione attuale proviene dalla ristrutturazione del 1845 di Evangelista Gizzarelli di Pescocostanzo. I saloni sono dipinti a tempera, opera del pittore Vincenzo Maria Ronzi (1841). La struttura imita il Palazzo Branconio dell'Aquila, in stile neoclassico, presentando portale in pietra, al piano terra c'è la decorazione in bugnato, sulla finestra centrale del primo piano si trova lo stemma dei Gaudiosi.

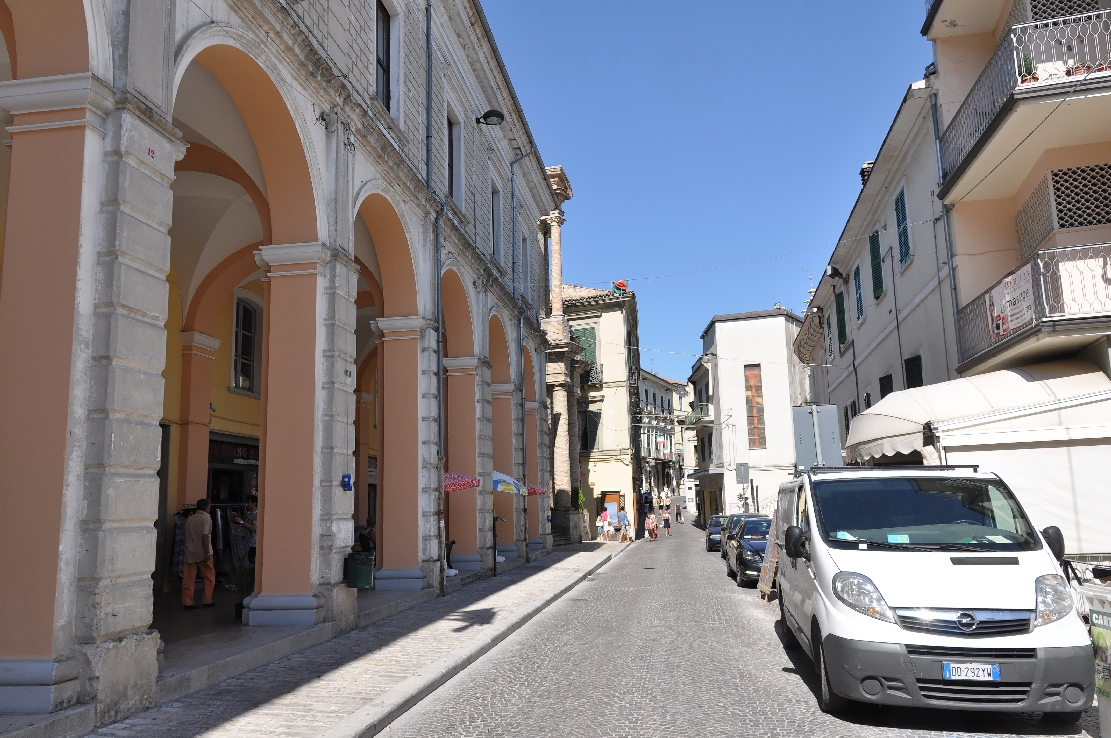
Portici Salconio.

- Palazzo Caracciolo - De Simone: si trova sul Colle Sacro, presso il Duomo, ed è collegato a un enorme giardino pensile che abbraccia una considerevole porzione del pendio del centro storico. Il palazzo risale al XVI secolo, di proprietà dei De Simone, che lo comprarono dai Pansa. I De Simone ricoprirono il ruolo dei notai della città, acquisendo prestigio, e il vantaggio della cittadinanza napoletana nel 1794 da Ferdinando IV di Borbone. Nel palazzo si trova una lastra tombale della famiglia, murata nel corridoio che immette ai due cortili del convento di Santa Maria in Colleromano. La prima abitazione del 1604 fu acquistata dal celebre medico Muzio Pansa, con il cortile annesso, poi venne comprato dai fratelli Giacinto e Giuseppe De Simone, e trasformato intorno al 1736. Un altro accorpamento con altri edifici ci fu nel 1748 con l'acquisto del vecchio palazzo Pansa. L'edificio passò poi ai  Caracciolo di Forino per matrimonio alla fine del sec. XIX. L'ingresso principale del nuovo palazzo è costituito dal pregevole portale in pietra, costituito da piedritti affiancati a semicolonne con capitelli a palmetta, al di sopra semicolonne sorreggono la trabeazione e affiancano l'arco a tutto sesto, suddiviso in conci. Dal portale si accede a un androne coperto da volta a botte lunettata, sulle cui pareti ci sono gli stemmi dei Farnese, degli Acquaviva e degli Aragona. L'androne conduce al cortile, concepito come una quinta scenica a tre fornici con balaustra di coronamento, che lascia intravedere una doppia scalinata per accedere ai piani superiori.
- Cortiletto medioevale: nel vicolo delle rimesse. Esempio di architettura locale, ha il cortile edificato su due ordini di colonne con capitelli cubici.
- Portici Salconio: furono costruiti nel 1911 su disegno dell'ingegnere Ciulli, presso il corso di Mezzo, poi intitolato al magistrato Emilio Alessandrini, oscurano alla vista il muro dell'ex monastero di San Giovanni dei Templari. Nel 1929 vennero intitolati a Cola Giovanni Salconio, storico pennese del secolo XVI. I portici affacciati sul corso sono 10 archi a tutto sesto, in stile classico, sovrastati da una balaustra, e da un palazzo civile in mattoncini intonacati, dal gusto neorinadcimentale. Le volte delle campate dei portici sono a crociera.

### Architetture militari

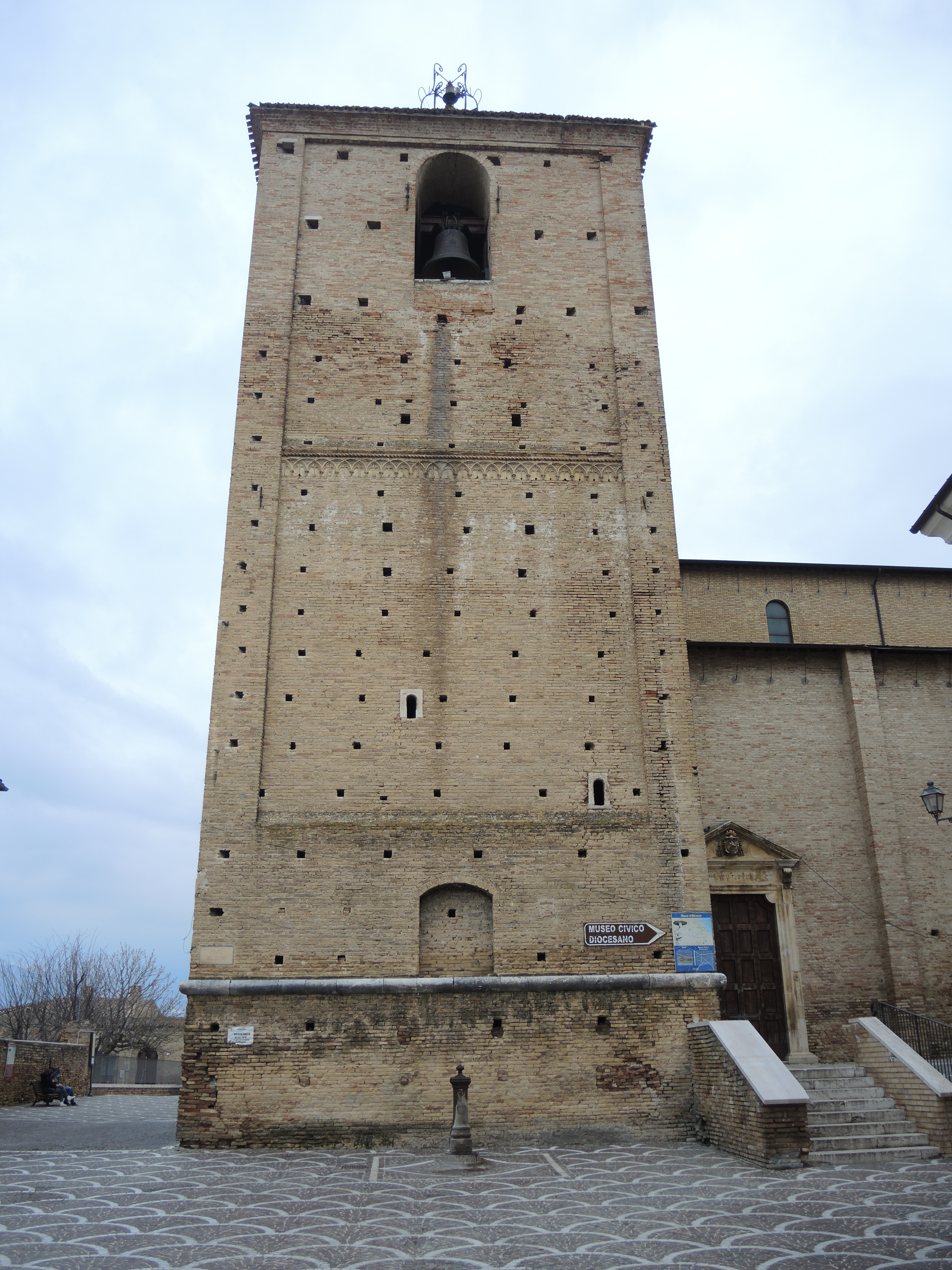
Torre del Duomo.

Le mura di Penne sono ancora oggi in parte visibili, e abbracciano il centro storico del rione Colle Sacro e di Porta da Capo. Nel corso del Settecento persero la loro funzione difensiva e vennero inglobate con le case, o demolite, insieme con le torri, di cui restano alcune tracce, con l'eccezione di Torre Romana, presso Porta San Francesco. Anche la torre del Duomo di San Massimo svolgeva la funzione di difesa. Le mura sono in laterizio o in mattone cotto, e delimitano anche il passaggio di strette vie a serpente, dette "coste". Presso Colle Castello sorgeva il fortino longobardo, a guardia della città, oggi scomparso.
- Torre Romana: si tratta di una delle torri di controllo poste a sud-ovest delle mura, presso Porta San Francesco. Evidentemente esisteva già all'epoca romana, ma fu fortificata dai Normanni. Ha impianto quadrangolare con una cornice marcapiano ad archetti pensili, e tetto a spioventi. Il materiale è vario, dal laterizio al mattone cotto.
- Torre del Duomo: la torre risale intorno al X secolo, anche se fu modificata nei secoli successivi, assumendo l'aspetto attuale in mattoni faccia vista. Si articola in un primo basso livello con cornicione, e in un secondo blocco con paraste angolari leggermente sporgenti, e quattro fasce di archetti pensili medievali che stanno appena sotto le quattro finestre per le campane. In un lato il portale conserva ancora una cornice con rilievi fitomorfi, tipici dell'arte longobarda, segno evidente dell'antichità remota della torre. La cornice della sommità aveva quattro piccole lanterne angolari, danneggiate dalla seconda guerra mondiale e quindi rimosse, e una grande lanterna centrale con la gabbia di due campane che battono le ore.

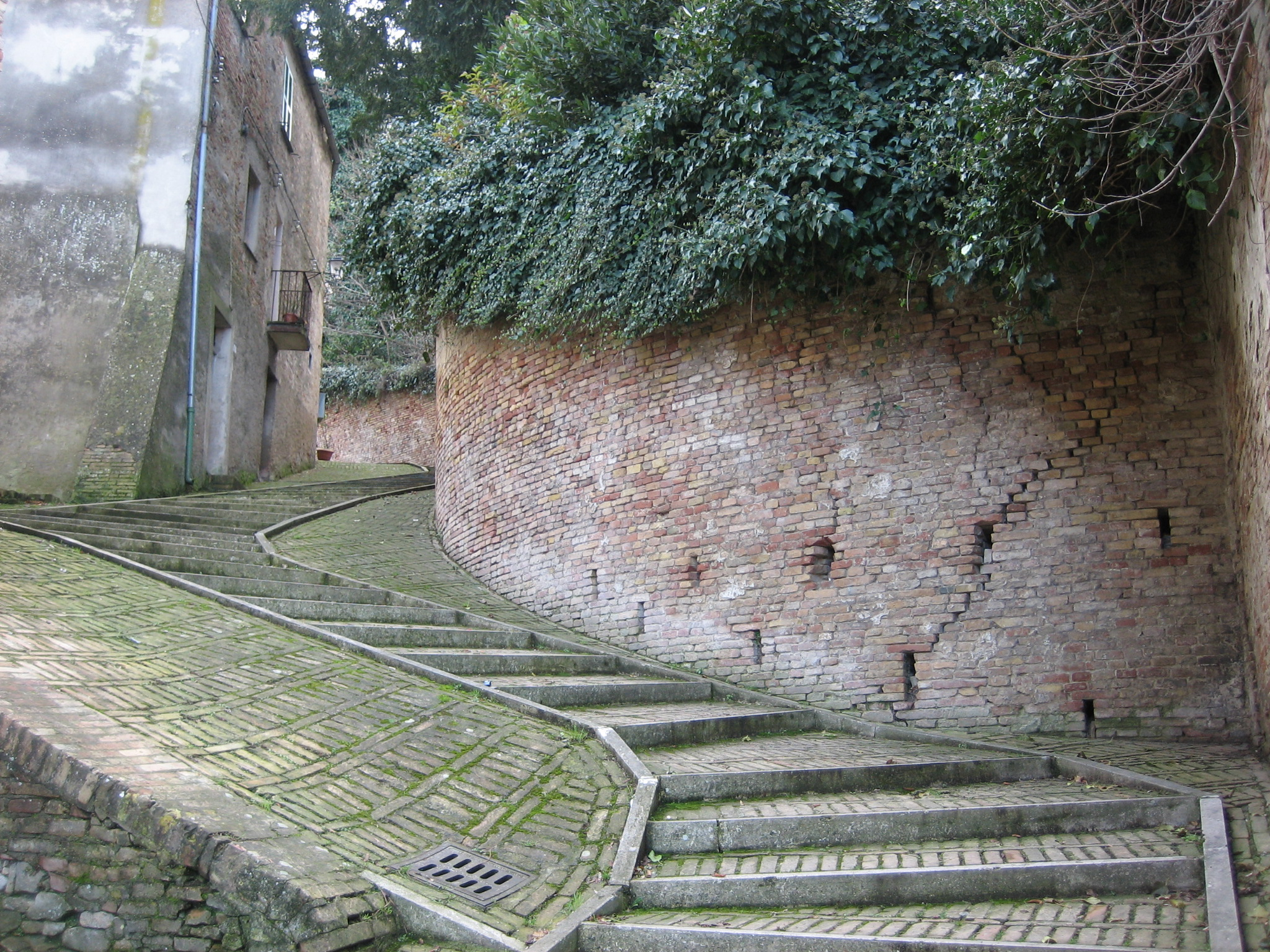
Coste delle mura medievali.

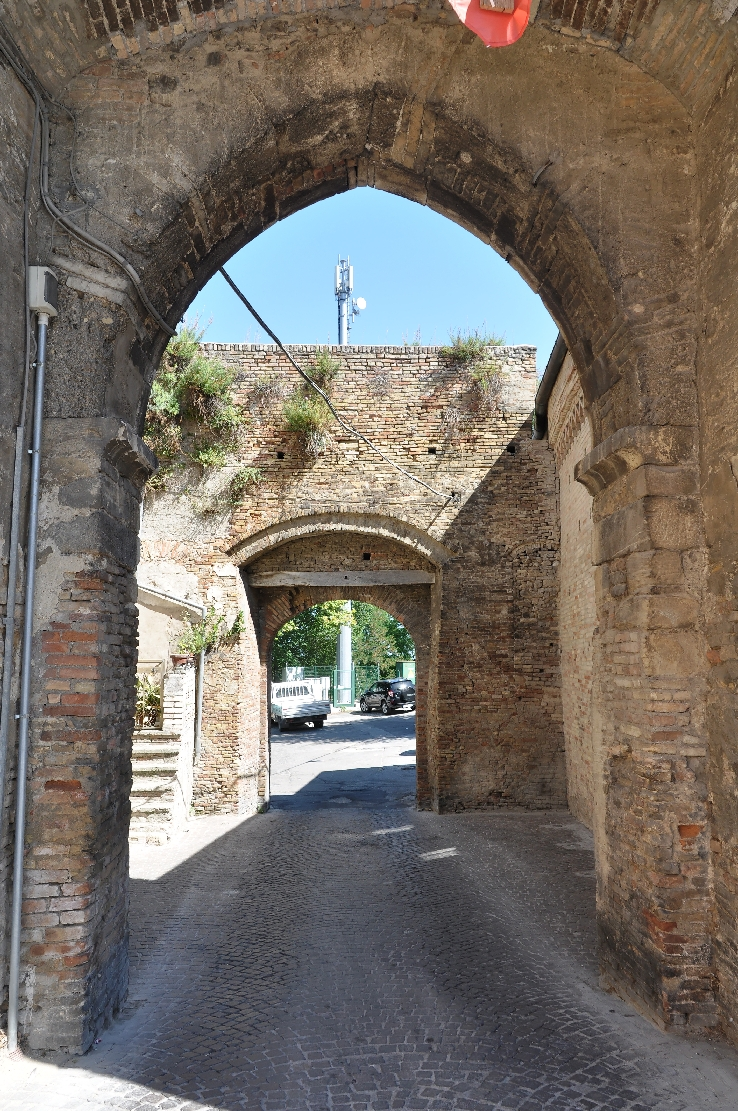
Porta da Capo.

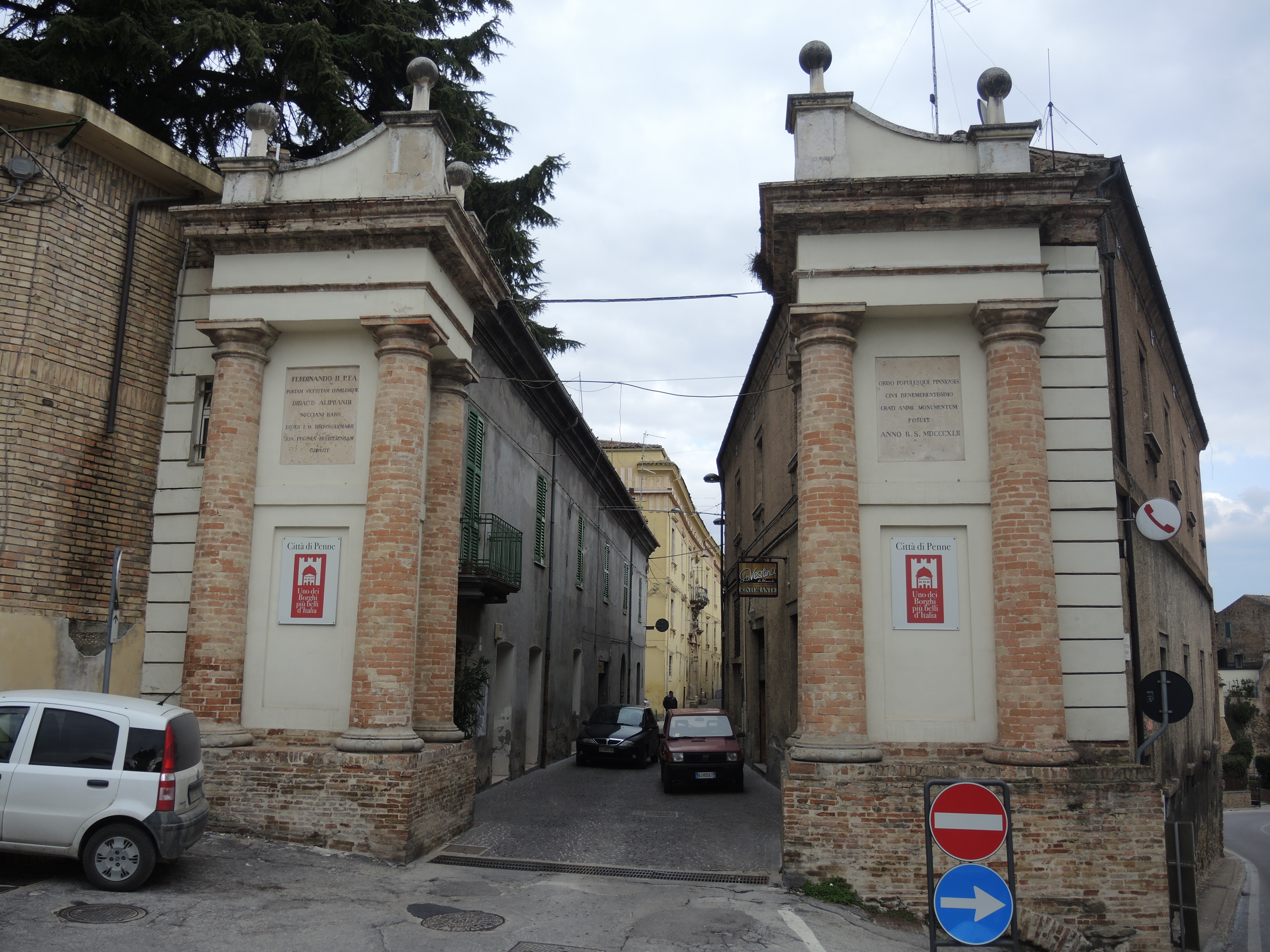
Porta della Ringa.

- Porta San Francesco: è la principale delle porte di accesso dal lato est, già nota come Porta San Nicola, anche se in realtà era dedicata al patrono San Massimo. La porta fu abbattuta e ricostruita in forme monumentali nel 1780 su progetto di Francesco De Sio, è di fattura imponente, con il suo arco centrale a tutto sesto in ornato di bugnato, e affiancato da larghe lesene poste su alti basamenti, con i capitelli a sostegno della fascia architravata. La parte superiore della cornice è sormontata da un frontone mistilineo curvo sotto il quale si apre la nicchia che accoglie la statua di San Massimo, una lapide invece ricorda la visita di Francesco d'Assisi nel 1216, da cui il nome della porta.
- Porta da Capo: detta anche di Santa Croce o Porta Teramo. Sorge accanto alla chiesa di Santa Croce, e venne denominata così nel 1847 quando nella chiesa entrarono i Passionisti. L'aspetto attuale della porta a doppio fornice è del 1523, fatta rifare da Alessandro de' Medici: si compone di un arco a sesto acuto trecentesco, e del secondo arco più moderno a tutto sesto.
- Porta della Ringa: antica porta dell'Arengo. I primi cenni riguardo a questa porta risalgono a Muzio Pansa, che la cita nel XVII secolo, detta "dell'Arringa". Nel 1842 il Decurionato di Penne acconsentì all'abbattimento e alla ricostruzione ex novo come accesso monumentale alla città. Il finanziamento venne dal barone don Diego Aliprandi, Cavaliere di Malta di San Giovanni, in previsione della visita di Ferdinando II delle Due Sicilie a Penne. La porta ospita due lapide della famiglia De Torres, una in latina l'altra in italiano, dove si spiega il motivo della distruzione e della ricostruzione. Dal punto di vista dell'abbellimento delle mura medievali in Abruzzo, questa porta rappresenta uno degli esempi più felici di questo genere, insieme forse a Porta Napoli dell'Aquila: si presenta in due distinti corpi gemelli, una base sormontata da tre colonne composite sostenenti architravi e cornici, a loro volta sormontate da piedritti, guglie e palle in pietra, in chiaro stile neoclassico. Elemento principale è il mattone, che presenta dimensioni maggiori nelle colonne, mentre da altre parti sono visibili gli intonaci nella facciatelle.
- Porta dei Conci: successivamente detta Porta dei Ferrari o semplicemente Portella. Si trova nei pressi dei Portici Salconio ed è una delle meglio conservate della cinta muraria medievale, insieme con Porta da Capo. L'antica denominazione tra origini dai "conci", ovvero le assemblee pubbliche sul sagrato della chiesa di San Giovanni Battista, per discutere sui beni da amministrare, sulle opere pubbliche e sulle elezioni vescovili. La porta è collegata a quella di San Comizio da un viottolo, al livello inferiore della strada carrabile, caratterizzata da un arco ogivale del XIV secolo con cornice in pietra.

### Altro

#### Fontane
- Fontana dell'Acqua Ventina: è la più famosa e monumentale, situata in Valle del Cupo. Si ritiene che abbia origini romane (poiché è nominata anche "Virium"), ma la sua conformazione attuale risale alla metà dell'800. Nel 1833 Vincenzo Gentili pubblicò un articolo sullo stato della fonte, e insieme con l'architetto Dottorelli progettò un restauro in stile neoclassico. La fontana incassata nel terreno ha due ampie scale sotto le quali ci sono i serbatoi di raccolta, che partono ai lati della facciata per scendere verso i cannelli incastonati tra due pietre scolpite. L'abate Romanelli nella sua trascrizione della lapide, una volta murata nella chiesa di San Panfilo, chiaramente traduce che le due acque, la Ventina e la Virium, erano incamerate dentro la città.
- Fonte Murata: nella contrada omonima, è a nord di Colle Castello, risalente al 1235, le cui acque venivano captate per l'ospedale del convento di Santa Chiara. La fonte ha un solo fornice con arco a tutto sesto, con tre edicole con cannelli di raccolta. Veniva usata come abbeveratoio e come vasca per il lavaggio dei panni.
- Fonte di Sacioli: si trova presso il convento dei Frati Cappuccini, partendo dalla chiesetta di Sant'Antonio. Nel Settecento era già esistente, citata dall'Antinori, anche se forse è più antica. La sua struttura è molto semplice, in mattoni con due ampie arcate a tutto sesto, incorniciate all'interno di quadri, corrispondenti ai vani delle vasche di raccolta.
- Fonte Nuova: è una delle fontane campestri più antiche di Penne, risalente al 1686, quando la vecchia fonte di San Giovanni venne ricostruita. Il restauro del 1877 ha dato la definitiva conformazione al manufatto, la targa di tale evento è stata inserita sulla facciata con lo stemma civico. Ha un aspetto neoclassico, con coronamento a timpano in mattoni, cornice modanata e un fregio in pietra inciso da decorazioni floreali. Tre mascheroni riversano l'acqua in una vasca rettangolare e sporgente in mattoni.
- Fontana di Trifonte: si trova sul viale San Francesco, esistente già dal 1593, come dimostra una pianta della città durante il dominio Farnese. Ha un fronte unico rettilineo a protezione della sentina, dalla quale si cattura l'acqua che poi ricade nelle tre vasche interne. Restaurata all'inizio degli anni Novanta del '900, fu spostata la lapide romana presente sul muretto esterno, con la scritta LVISA, che adesso appare sopra la vasca esterna di raccolta. Nella fontana sono 6 le aperture simmetriche, quattro quadrate e due ad arco a tutto sesto.

#### Monumenti civili

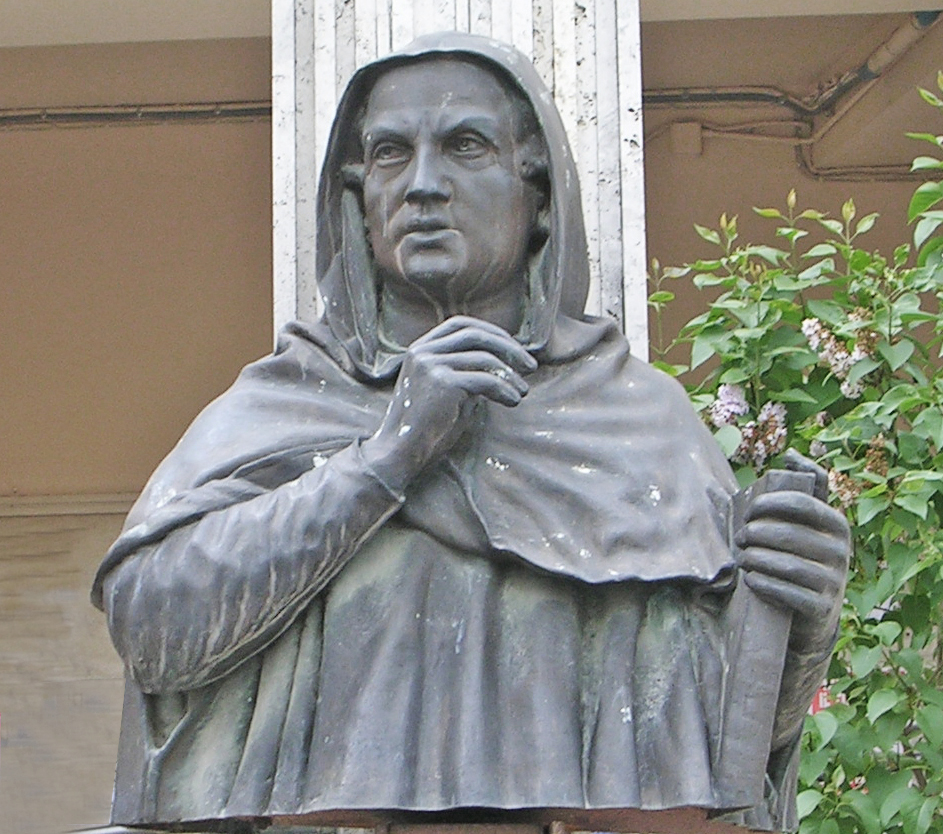
Statua di Luca da Penne.

- Monumento a Luca da Penne: è una statua in bronzo ritraente il giurista pennese, e si trova presso i portici comunali in Piazza Luca da Penne.
- Monumento ai Martiri Pennesi: è forse il monumento civile più noto della città, in Piazza XX Settembre, realizzato tra il 1912 e il 1916 per volere dell'amministrazione comunale, a ricordo degli 8 insorti fucilati nel 1837 a Teramo. La tipologia è a obelisco, costituito da tre gradonate su cui si imposta il basamento che a sua volta sorregge l'obelisco. Il leone che rompe le catene, simbolo della libertà, e l'aquila che stringe un ramo di palma (ascensione dello spirito), artisticamente realizzati da Pasquale Morganti, costituiscono gli elementi decorativi dell'opera. Oltre ai nomi dei patrioti c'è l'epigrafe commemorativa AI MARTIRI PENNESI DEL 1837 ASSERTORI DELL'UNITA' E INDIPENDENZA D'ITALIA.
- Monumento ai Vestini: è un recente monumento degli anni '90 posto all'ingresso dell'Episcopio, realizzazione di Pietro Cascella in granito. Rappresenta un'ara sacra con agli stipiti due buoi, elemento simbolico della civiltà italica.

#### Strade e piazze

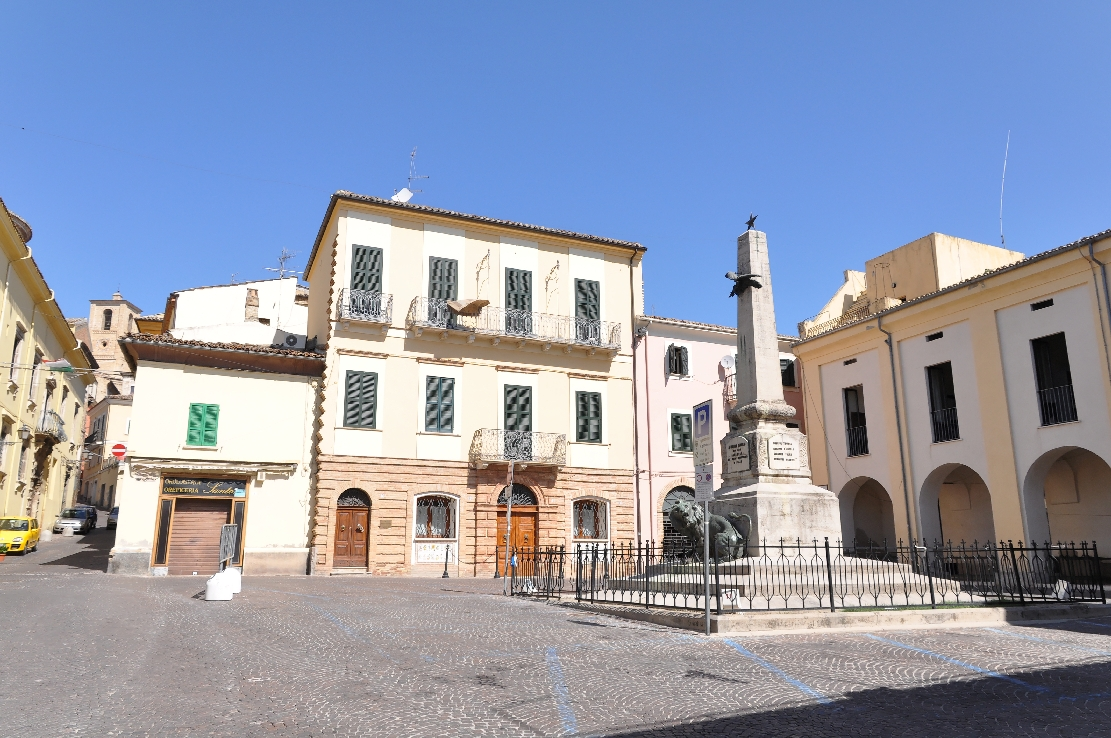
Piazza XX Settembre.

- Piazza Luca da Penne: è la piazza principale della città (prima era detta Largo san Domenico o Piazza di Mezzo), dove si trovano il Municipio, l'ingresso alla chiesa di San Domenico, e alcuni palazzi gentilizi, come Palazzo Leopardi. La piazza fu danneggiata dal bombardamento del 1944, che distrusse il teatro comunale, e che obbligò a una ricostruzione dell'antico municipio, in forme pseudo-classiche.
- Piazzetta di S. Croce: è particolarmente caratteristica per l'impianto architettonico che suggerisce al fruitore una visione scenografica di insieme.
- Piazzetta XX Settembre: costruita nel 1842 su disegno dell'ingegnere Federico Dottorelli. Il monumento dedicato ai Martiri Pennesi del 1837, realizzato tra il 1912 e il 1916, è opera dello scultore teramano Pasquale Morganti[40].
- Viale San Francesco, antecedente l'entrata al centro storico per mezzo della Porta di San Francesco, è caratterizzato dalla vasta villa comunale. In origine vi sorgeva il monastero dei Francescani.

### Aree naturali

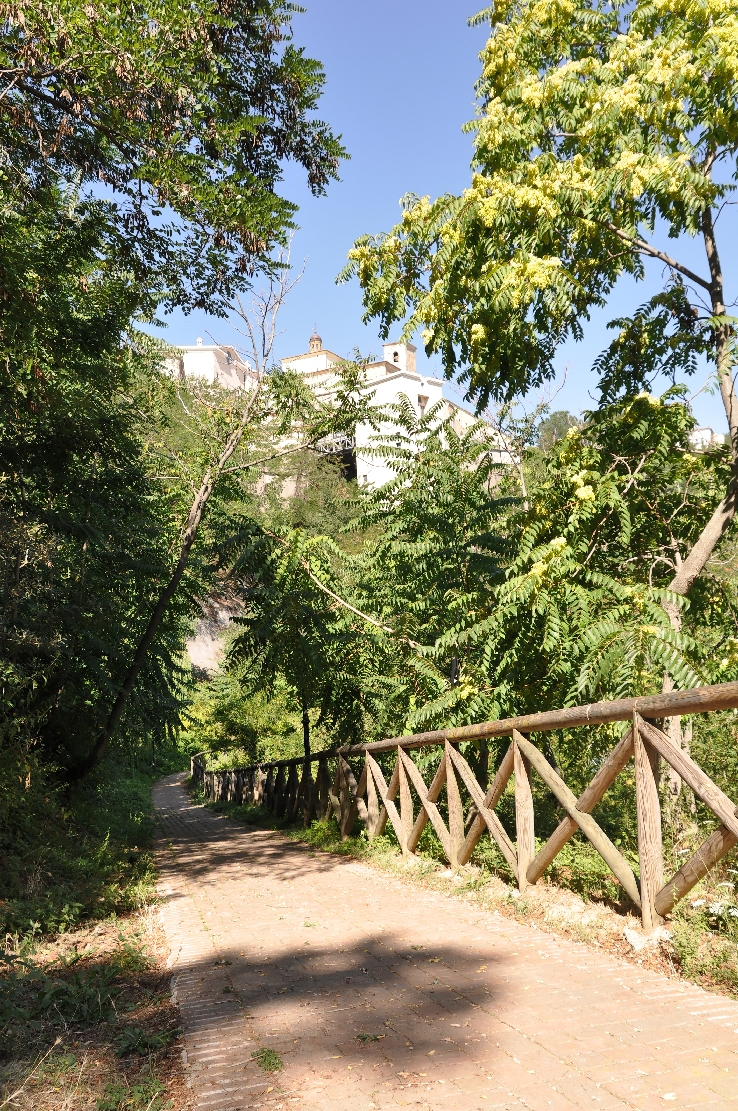
Passeggiata Alessio Di Simone

Nei pressi della cittadina si trova la riserva naturale regionale "lago di Penne", istituita con le leggi regionali n. 26 del 1987 e n. 97 del 1989, si estende per centocinquanta ettari, con una fascia di protezione esterna che supera i 1000 ettari.
La Riserva è gestita da un comitato, con il Comune di Penne, il Consorzio di Bonifica Centro e il WWF Italia; il Comune ha inoltre incaricato, per la gestione operativa e tecnica, la cooperativa COGECSTRE.
La Riserva è un importante luogo di sosta e di riproduzione dell'avifauna stanziale, di passo e nidificante.
La Nitticora (Nycticorax nycticorax), che è anche il simbolo dell'area protetta, da diversi anni nidifica nella zona umida della Riserva. Nella Riserva sono state avviate alcune importanti iniziative di conservazione della fauna, tra le quali il Progetto Lontra del WWF Italia, con la realizzazione sulle rive del lago di Penne di un centro di riproduzione e di educazione del rarissimo mustelide. Altri progetti di conservazione sono:
- recupero della testuggine terrestre
- progetto anfibi
- progetto caprie

## Società

### Evoluzione demografica
Dopo il picco di 14.119 abitanti censiti nel 1951, Penne ha avuto una flessione, arrivando a 11.670 abitanti nel 1981. Da allora ci è stato un aumento, arrivando a quasi 13 000 nel 2011. Abitanti censiti

### Lingue e dialetti
Il dialetto pennese si distingue per la sua peculiare caratteristica di sostituire, nel lessico dialettale abruzzese, la vocale "e" con la "ò" (es. Pònne invece di Penne). In generale il dialetto pennese è collocato nei dialetti italiani meridionali relativi all'area abruzzese-adriatica.

### Tradizioni e folclore

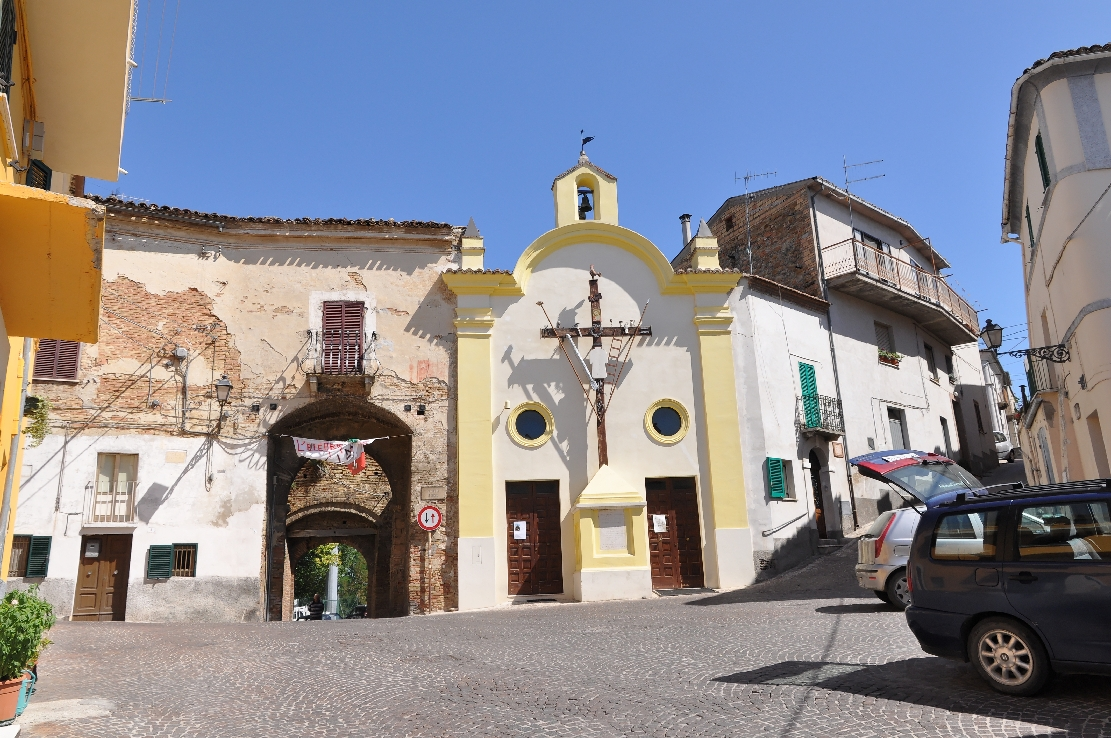
La chiesa di Santa Croce, una delle tappe della processione del Cristo Morto, in evidenza la facciata con la Croce e i simboli della Passione

La Processione del Venerdì Santo a Penne venne istituita in forma solenne nel 1570 dal Cappuccino umbro Padre Girolamo da Montefiore. Il rito liturgico è ancora oggi molto sentito dalla popolazione, che partecipa numerosa all'evento. La processione percorre le vie del centro storico, trasportando la statua del Cristo Morto, la statua della Vergine Addolarata e il gruppo ligneo della Passione, mentre drappi su balconi e finestre delle dimore storiche sono esposti in segno di lutto. Il corteo degli incappucciati, il coro del Miserere e la banda accompagnano la processione rendendo l'evento ancora più suggestivo.
La coperta funebre, di dimensioni considerevoli (4,16 x 5,05 m), è ricca di ricami in oro, argento e fili di seta variopinti applicati a una base di velluto nero. Particolarmente interessanti sono i ricami dei quattro medaglioni d'angolo che raffigurano la Croce raggiata, l'Albero della conoscenza del bene e del male, l'Arca dell'Alleanza, Calice con Ostia solare. Fu commissionata nel 1860 dalla famiglia Assergi e donata alla Chiesa dell'Annunziata. La leggenda popolare racconta che alcune monache siano rimaste cieche dopo anni di minuzioso ricamo.

## Cultura

### Istruzione

#### Scuole
Nel comune si trovano le seguenti scuole superiori di secondo grado:
- Liceo Scientifico "Luca da Penne-Mario dei Fiori" (indirizzo scientifico tradizionale, scienze applicate, classico, scienze umane e artistico)
- Istituto Tecnico Commerciale e per Geometri "G. Marconi"

#### Biblioteche
La città di Penne offre dal 1981 una biblioteca pubblica. Essa esplica funzioni di servizio, conservazione, consultazione, informazione, promozione e sussidio in osservanza a quanto previsto dalle leggi istitutive dei Centri Servizi Culturali e successive integrazioni oltre che dagli indirizzi e obiettivi politici e tecnici emanati nel corso del tempo.

#### Musei

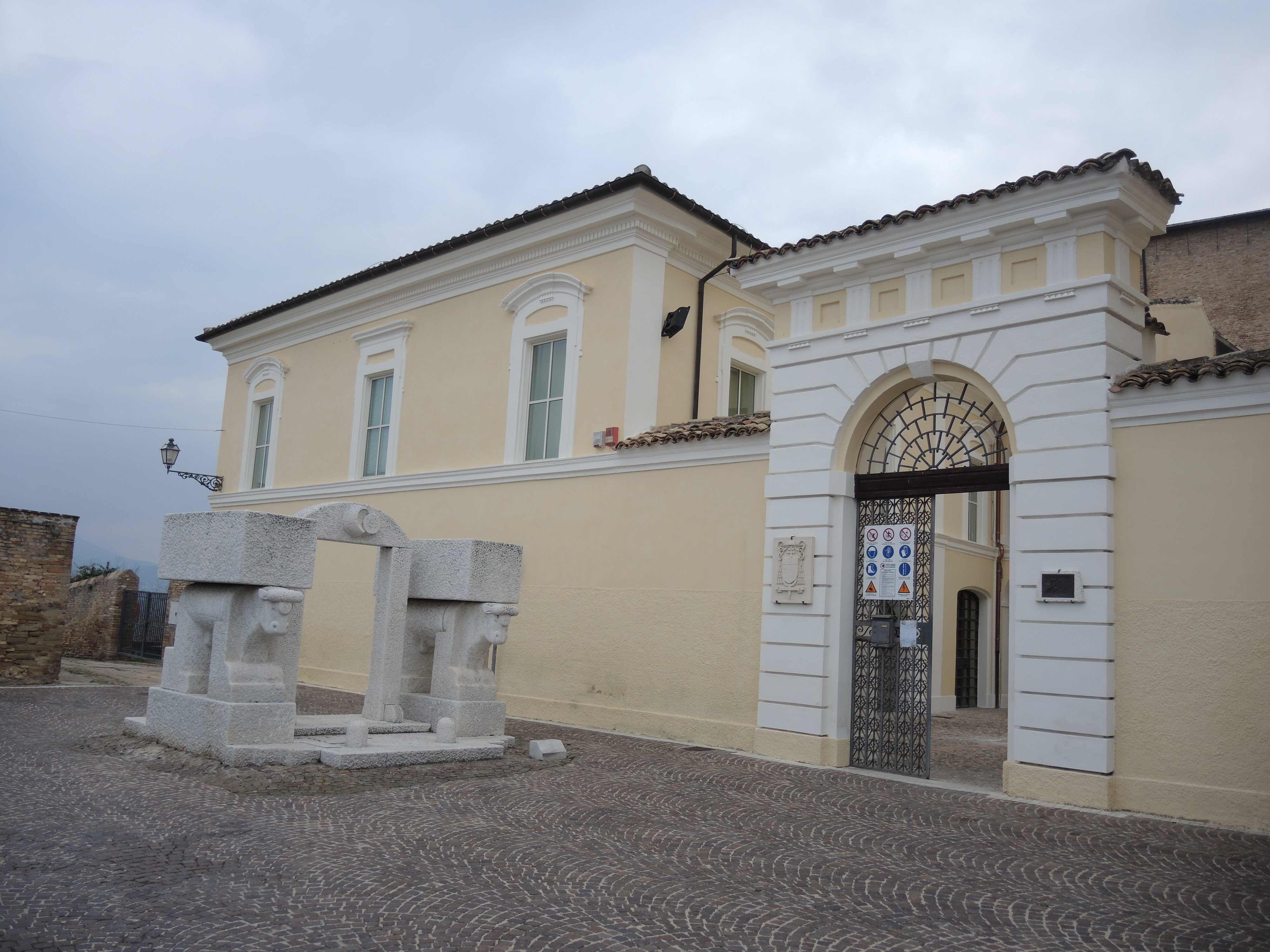
Ingresso al Museo diocesano "G. Leopardi"

- Museo archeologico civico-diocesano "G. B. Leopardi".
- Museo civico diocesano, inaugurato nel 1983, chiuso dal sisma del 2009. Conserva argenti, arredi sacri, sculture, quadri, affreschi.
- Museo naturalistico "N. De Leone".
- Museo d'arte moderna e contemporanea, inaugurato nel 2010,[46] allestito nel barocco Palazzo Ferdinando Castiglione conserva opere di Michele Cascella, Orfeo Tamburi, Umberto Boccioni, Remo Brindisi, Filippo De Pisis, Nicola Palizzi, Mario Mafai, Giacinto Gigante, Enzo Brunori, Luigi Montanarini, Carlo Barbieri, Carlo Mattioli e di altri artisti.
- Museo storico artistico "Convento di Santa Maria in Colleromano", eterogenea raccolta di dipinti, sculture e varie curiosità.

### Arte

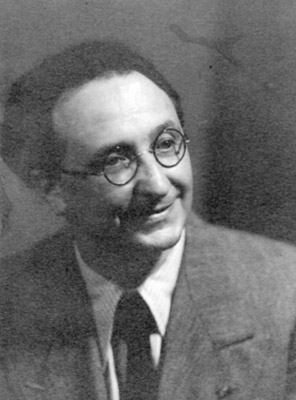
Luigi Polacchi

L'arte a Penne si è sviluppata attraverso diversi campi: erudizione, letteratura, pittura e scultura. Nel campo umanistico-letterario, dal Medioevo a oggi si distinsero il giurista Luca da Penne, commentatore delle leggi del tardo impero Romano e del "Codice Giustinianeo", il medico e scrittore Muzio Pansa, che raccolse anche delle leggende popolari abruzzesi, gli storici Nicola Giovanni Salconio e monsignor Vincenzo D'Alfonso, vescovi della diocesi, il cardinale Anton Ludovico Antinori, e nel periodo più recente il poeta e patriota Clemente de Caesaris, le cui poesia furono di ispirazione leopardiana-rossettiana e il poeta, giornalista e storico Luigi Polacchi, che tracciò una storia degli scrittori abruzzesi.
Nel campo della pittura e della scultura, sin dal XVI secolo Penne, insieme a Loreto Aprutino e Castelli è stato centro di produzione delle maioliche dipinte della bottega Grue, mentre nel Settecento, con il restauro barocco di molte chiese, si distinsero maestranze lombardo-napoletane come Francesco De Sio e Giovan Battista Gianni, ma anche i pennesi Domiziano Vallarola e Antonio Zanchi. Degno di menzione, sebbene fiorito nell'800, è Federico Dottorelli, altro architetto pennese che si distinse nel restauro della fontana dell'Acqua Ventina.
Penne è anche un importante centro tradizionale di produzione del centrino da tavola, lavorato dalle massaie e delle figlie che entravano in età da marito. Infatti un tipico motto delle lavoratrici delle botteghe è ancora oggi "sparagne e cumparisce", ossia "risparmia tempo e fai bella figura".

### Eventi
La cittadina di Penne è ricca di festività. Una delle maggiori feste è quella dedicata a San Massimo, patrono della città e della diocesi di Pescara-Penne, che viene festeggiata il 7 maggio di ogni anno, coinvolgendo solitamente due o tre giorni. Successiva è la festa dedicata a Sant'Antonio di Padova, celebrata il 13 giugno di ogni anno, anche qui coinvolgendo due o tre giorni, e che di fatto dà inizio alla cosiddetta "Estate Pennese", un appuntamento che ogni anno è ricco di eventi culturali, sportivi ed eno-gastronomici.
In particolare, tra gli appuntamenti culturali di spicco figura il "Premio di letteratura Città di Penne - Mosca", già "Premio Penne", un concorso letterario internazionale che dal 1979 si ripropone annualmente nell'agenda culturale pennese.
Tra gli appuntamenti sportivi vanno ricordate la manifestazione podistica "Notturna Pennese" e il "Trofeo Internazionale di Calcio Ernesto Morandini".

## Geografia antropica

### Urbanistica del centro storico

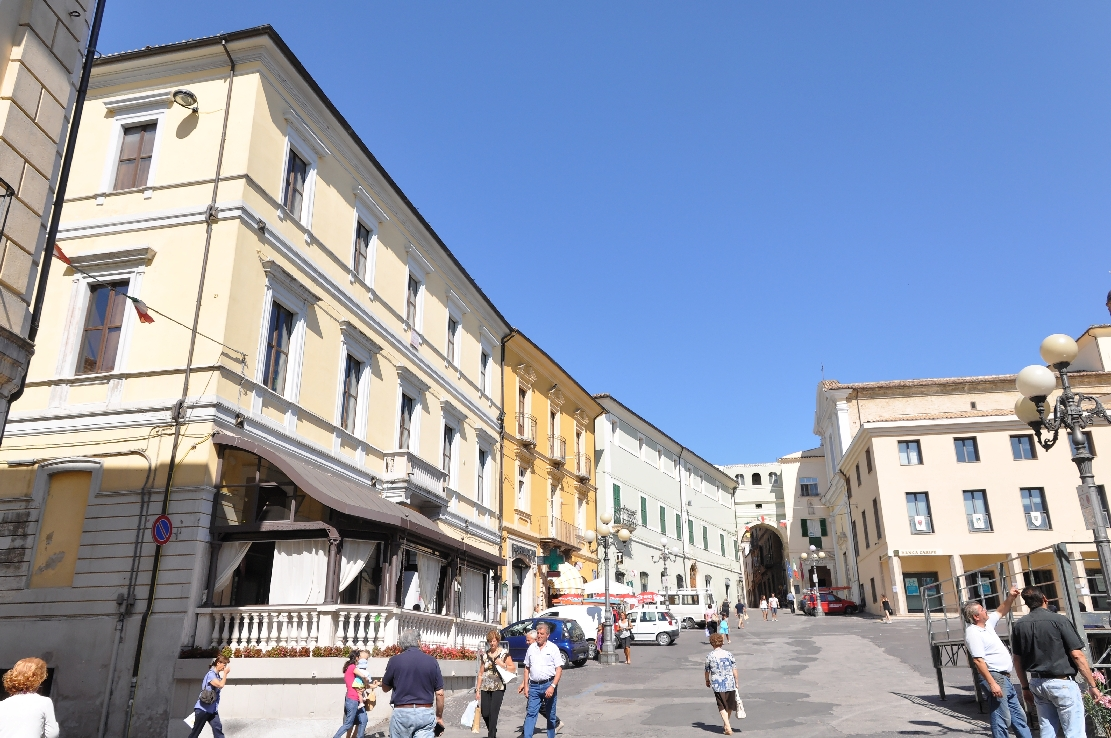
Piazza Luca da Penne

- Rione da Piazza: detto anche "Regio Plateae" è situato intorno alla Cattedrale, quando il largo antistante era detto platea. Comprende parte dell'antica parrocchia di Santa Marina, e culmina con la zona del campanile del Duomo. Vi si accede mediante rampe, le cui ultime due costituiscono via Sant'Agostino (già via di Sotto), e via Muzio Pansa (già via di Sopra). Le basi delle torri di controllo del XIV secolo sono nella zona sud-est, la più importante del Quattrocento è presso Porta San Francesco. Le zone principali di questo quartiere sono la chiesa di San Nicola con la porta urbica, la chiesa di Sant'Agostino, la Cattedrale di San Massimo, la chiesa della Cintura, il Palazzo Vescovile, il Palazzo dei Vestini, Palazzo di Ferdinando Castiglione, Palazzo Pansa-Tirone e il Palazzo De Dura
- Rione San Paolo: detto "Regio Sancti Pauli", si trova sotto via Sant'Agostino e si estende sino alle mura della salita di Civitavecchia. La cinta muraria ha in certi tratti conservato l'aspetto originario. Il nome deriva da una chiesa oggi distrutta, e nel Settecento iniziò a chiamarsi "borgo San Panfilo" per la chiesa della Madonna della Libera. Ha tre varchi che un tempo furono Porta Marzia, Porta Santa Croce e Portella di Marzio. L'unico edificio religioso è quello di San Panfilo, mentre l'edificio civile di rilievo è Palazzo De Caesaris con la torre merlata
- Rione San Comizio: detto "Regio Sancti Comitii", è compreso dentro le mura di Porta dei Conci e Porta San Nicola, comprendente via Pultone, via Solario, che penetrano nel nucleo sorgente su uno sprone tufaceo. Ridotto a un varco oggi è Portello San Comizio, notevole un torrione poligonale ancora oggi in piedi, e il Palazzo Coletti. Le chiese sono tre: San Comizio (benché sconsacrata), San Nicola di Bari e San Giovanni Battista, con annesso Convento delle Gerosolimitane. La chiesa di San Comizio è ancora oggi leggibile, esistente dal XIV secolo, e sconsacrata nell'800, quando il tempio divenne una residenza civile. Si conserva solo il campanile a vela con base turrita, provvisto ancora di due campane. Tra gli edifici civili di interesse ci sono Palazzo Teseo Castiglione, Palazzo Prospero-Rosa, Palazzo del Capitano Regio e la Loggia Carbonara.

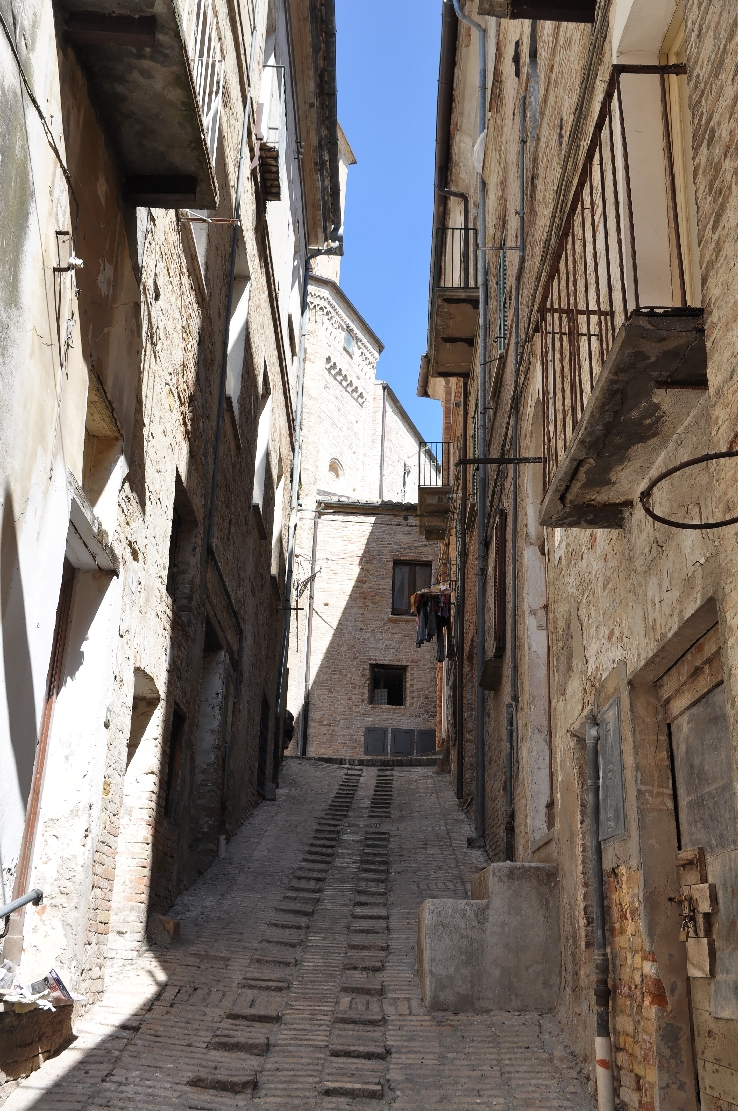
Una delle coste del centro

- Rione Porta da Capo: detto "Regio de Capite", è diviso dal Rione di Mezzo per una strozzatura lungo la quale corre il confine. La parte più alta è caratterizzata dal borgo con strade a spina di pesce sulla salita del Castello, dette "coste", con la chiesa di Santa Croce. Il sistema viario è a "polipo", tratti di mura del XV secolo sono su via Giovanni D'Alfonso, via Battaglione degli Alpini, con porta da Capo. Di interesse oltre alla chiesa dib Santa Croce, a ovest c'è il monastero di Santa Chiara, il Palazzo Margherita e il complesso di San Ciro delle Suore della Santa Casa, e il Palazzo De Dura.
- Rione di Mezzo: detto "Regio de Medio", si trova nel cuore del complesso di San Giovanni Evangelista. Separato dal Rione da Piedi dall'asse viario Porta dell'Arringo e Portello San Domenico, su questa linea dovevano esserci le case della "Civitas novella", al di sotto della quale c'era il Casale, citato sin dal 1195. Le mura si sono conservate solo su via Giovanni D'Alfonso, con alcune torri del Quattrocento, uno presso Porta della Renga o dell'Arringo. Il fulcro del rione è la Collegiata, con la cappella di Sant'Antonio del Palazzo Aliprandi, e il Palazzo del Giustiziere, dello Stefanucci, e degli Scorpioni.
- Rione da Piedi: detto "Regio de Pede", sarebbe l'antico Casale del 1168 con 132 abitanti censiti, che il vescovo aveva un suffeudo nel 1195. Si trova tra la città e il Colle del Mercato, si sviluppò sino a lambire la Civitas Novella, fondendo dentro il territorio parrocchiale di San Giovanni Evangelista, così da assumere anche il toponimo di "Rione da Piedi San Giovanni".

### Frazioni
Baricelle, Casale, Collalto, Colle d'Omero, Colle Formica, Colle Maggio, Colle San Giovanni, Colle Sant'Angelo, Colle Stella, Colletrotta, Conaprato, Mallo, Pagliari, Ponte Sant'Antonio, Porta Caldaia, Roccafinadamo, San Pellegrino, Serpacchio, Teto, Toballesco, Villa Degna.

#### Roccafinadamo
Roccafinadamo è una frazione che sorge a nord di Penne, a un'altitudine di 545 m sul livello del mare, alle pendici dell'Appennino centrale, sovrastato dalle vette del Corno Grande. Il suo nome deriva presumibilmente da un agglomerato di case su rocce con il capostipite Adamo. Confina a nord con il comune di Arsita, a sud con il comune di Farindola e a est con il comune di Castiglione Messer Raimondo.
Prima degli anni sessanta i suoi abitanti erano più di mille, sono in seguito drasticamente scesi fino a sotto le 150 unità, a causa della mancanza di insediamenti industriali.

## Infrastrutture e trasporti

### Strade
Il comune è attraversato dalla SS 81, importante arteria interna (che nel tratto urbano viene denominata "Viale San Francesco" e "Circonvallazione Aldo Moro") e dalla SS 151 che collega il centro abitato a Cappelle sul Tavo, da cui si prosegue per Montesilvano e Pescara.

### Autobus

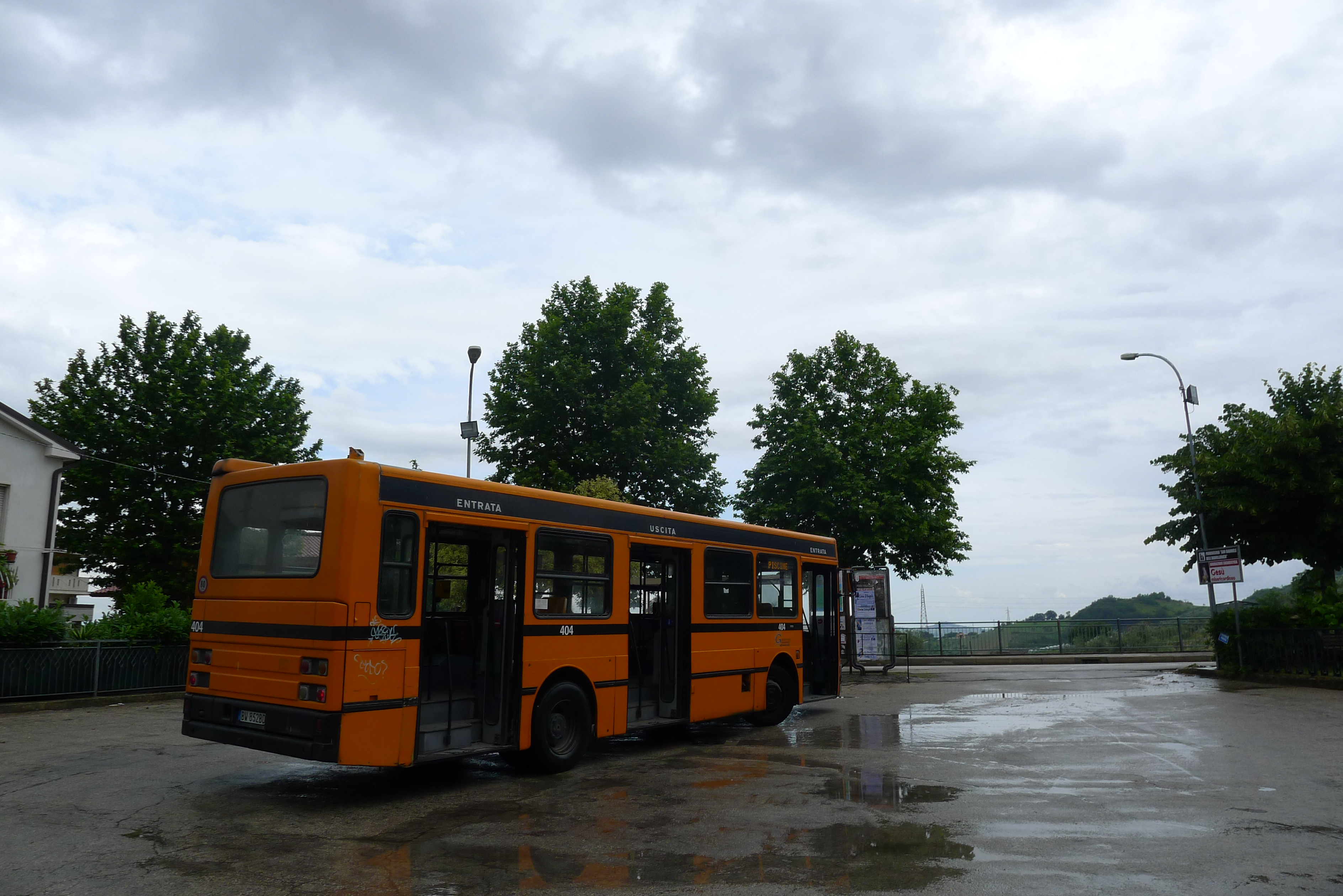
Autobus del servizio urbano in sosta a Conaprato

La società TUA gestisce i collegamenti con i centri limitrofi (tra cui Farindola e Montebello di Bertona) e il locale autoservizio urbano, attivo dai primi anni '70, che tocca le località di Villa Degna, Conaprato, Collalto e San Pellegrino.

### Ferrovie
Dal 1927 al 1963 Penne fu collegata con Pescara mediante una linea ferroviaria a scartamento ridotto, che raggiungeva la stazione capolinea ancora oggi visibile in viale Santo Spirito. La ferrovia fu poi smantellata nel Dopoguerra e sostituita dall'attuale autoservizio, gestito sempre da TUA.

## Sport

### Pallavolo
A Penne c'è una società pallavolistica denominata A.S.D. Volley Penne che è molto attiva a livello giovanile. Inoltre la prima squadra milita dalla stagione 2018-2019 in serie C.

### Calcio
La principale squadra di calcio della città è l'A.S.D. Penne 1920 Calcio, che attualmente milita in Promozione. In passato ha disputato la Serie D dagli inizi degli anni 80 a metà degli anni 90 e una seconda volta nella metà degli anni 2000.